# Pop'n music

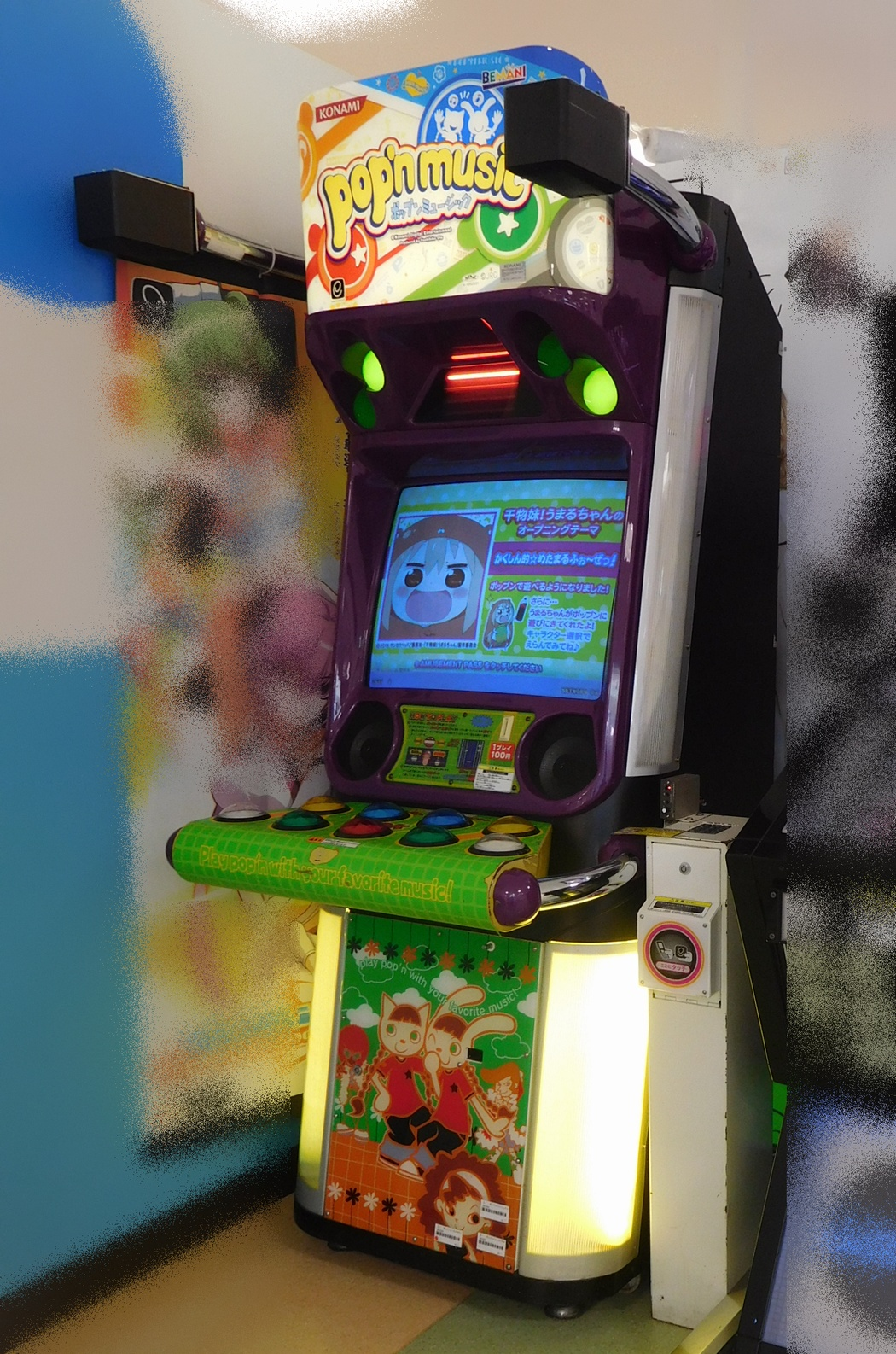
pop'n music éclale（いわゆる『アニメロ筐体』で稼動）

『pop'n music』（ポップンミュージック）は、コナミ（2006年（平成18年）3月以降はコナミデジタルエンタテインメント、同年11月以降のアーケード版はコナミアミューズメント）がBEMANIシリーズの第2弾として稼働をしている音楽シミュレーションのシリーズである。1998年（平成10年）に第1作がアーケードゲームとして初登場し、2024年（令和6年）時点でアーケード版のシリーズ本編は28作目に達している。
従来の音楽ゲームのように特定の楽器や音楽機材を模した操作デバイスではなく、9つのカラフルなボタンを用いているため、ジャンルにとらわれない様々な音楽を取り入れられる点に大きな特徴がある。また、可愛らしいポップな雰囲気のデザインを統一されており、キャラクターの人気も高い。後に家庭用版も発売されている。
アーケード版の発売元は、コナミグループ再編に伴い、2006年3月31日付けでコナミからコナミデジタルエンタテインメントに移行し、2016年11月1日付でコナミデジタルエンタテインメントからコナミアミューズメントに変更された。
公式サイトでは『pop'n music』とアルファベットで表記されているが、カタカナで『ポップンミュージック』と表記される場合も多い。略称は「pop'n」「ポップン」「ポプ」「pm」「ポ○」（○にはシリーズの数字が入る）など。
以下、文中ではシリーズを以下のように表記する。
- アーケードゲーム版『pop'n music』シリーズ - AC版、またはACの後にシリーズナンバー
- 家庭用ゲーム版『pop'n music』シリーズ - CS版、またはCSの後にシリーズナンバー

## 概要
企画当初はBEMANIシリーズ第1弾である『beatmania』をより広いユーザー層に向けたものにしようという、いわば『beatmania』の妹的存在だった。しかし、コアな方向性の『beatmania』シリーズに対し、本シリーズはポップなイメージで統一し、どこかで聞いたような「なんちゃって」「ごっこ遊び」的な楽曲も取り入れ、バラエティを重視したものになっている。またその観点から協力プレイを主眼に入れ、入力デバイスであるボタンは9つに設定された。
『beatmania』はその後、派生バージョンである『beatmania IIDX』とともに、ヒップホップやテクノ、トランス系中心の楽曲と劇画調やサイバーチックなキャラクターで「クール」なイメージを出していったのに対し、本シリーズはジャンルにとらわれない幅広い楽曲と可愛らしい作風で、一貫した「ポップ」なイメージを演出している。そのため両シリーズで異なるファン層を獲得し、音楽ゲーム全体の人気を牽引する役割を担った。
『pop'n music』というタイトルの名付け親は当時『beatmania』のサウンドディレクターだった南雲玲生である。

### 特徴
| 1998 | pop'n music                                            |
| 1999 | pop'n music 2 pop'n music 3                            |
| 2000 | pop'n music 4 pop'n music 5                            |
| 2001 | pop'n music 6 pop'n music 7                            |
| 2002 | pop'n music 8 pop'n music 9                            |
| 2003 | pop'n music 10                                         |
| 2004 | pop'n music 11 pop'n music 12 いろは                   |
| 2005 | pop'n music 13 カーニバル                              |
| 2006 | pop'n music 14 FEVER!                                  |
| 2007 | pop'n music 15 ADVENTURE                               |
| 2008 | pop'n music 16 PARTY♪                                  |
| 2009 | pop'n music 17 THE MOVIE                               |
| 2010 | pop'n music 18 せんごく列伝 pop'n music 19 TUNE STREET |
| 2011 | pop'n music 20 fantasia                                |
| 2012 | pop'n music Sunny Park                                 |
| 2013 |                                                        |
| 2014 | pop'n music ラピストリア                               |
| 2015 | pop'n music éclale                                     |
| 2016 | pop'n music うさぎと猫と少年の夢                       |
| 2017 |                                                        |
| 2018 | pop'n music peace                                      |
| 2019 |                                                        |
| 2020 | pop'n music 解明リドルズ                               |
| 2021 |                                                        |
| 2022 | pop'n music UniLab                                     |
| 2023 |                                                        |
| 2024 | pop'n music Jam&Fizz                                   |

アーケードゲーム版 (AC) は各種音楽ゲームの中でも収録楽曲数が群を抜いて多いことが特徴となっており、2018年（平成30年）6月現在、現行稼動機種での総曲数は1400曲を超える。これはAC9以降、新作が登場しても旧作のオリジナル楽曲の多く（8割以上）を引き続き収録し続けているためである。
収録曲はコナミオリジナルの楽曲がほとんどだが、AC6以降はテレビ番組で使用された曲やアニメの曲も収録されるようになった。なお、前述のコナミオリジナル曲やこれら版権曲の一部は、権利の関係で後の作品では削除されることがある。
ただし、AC9で削除され、AC15で復活した「タッチ」のように後作で復活する例や、「エヴァ」「キン肉マン」のように本人歌唱からカバーへの差し替え（いずれもAC18で変更）等が行われた例、更にはAC17で一度削除され、AC18でボーカル変更でリメイクした「デスナワ(旧オキナワREMIX）」や、そのまま復活した「ガールズロック」「ソツギョウ」などの例もある。
コンシューマーゲーム（家庭用、CS）としてPlayStation (PS)、ドリームキャスト (DC)、PlayStation 2 (PS2) などへも移植されており、それぞれにアーケードのボタンを模した専用のコントローラ（ポップンコントローラ）も発売されている。なお、専用コントローラを使用せずに通常のコントローラでもプレイすることができる。

## 基本ルール
入力デバイスとなる9つのボタンは上下に分かれており、上段に4つ、下段に5つのボタンがある。各ボタンはそれぞれの色と位置での呼称の他に、左から順に1から9までの数字で呼ばれる事もある。
基本的なルールは『beatmania』とほぼ同様で、様々なジャンルの曲を選択し、メロディに合わせて落ちてくるポップ君（ゲーム関連事項を参照）が画面下部の赤いラインに重なった時に、対応した色のボタンをタイミングよく押す。良いタイミングでボタンを押すと、画面下部のグルーブゲージ（以下、ゲージ）とスコアが上昇し、逆にタイミングを外すとゲージが減少していく。楽曲が終了した時点でゲージがGOODゾーン内まで達していればステージクリアになる。
このことに関して、スタッフの一人であるwacは、pop'n musicとは「ノリノリのミュージックに合わせて」「攻めてくるポップくんを」「ノリノリのミュージックに合わせて」「叩きつぶす」「みんな仲良しのゲームです」と説明している。
アーケード版では『9』からe-AMUSEMENT対応となり、『13 カーニバル』までは磁気カード型のエントリーカード（接続サービスは既に終了）、『14 FEVER!』からはICカード型のe-AMUSEMENT PASSを使用する事で、各曲のクリア状況やハイスコア等の記録を行う事が出来るようになっている。

## モード
以下はアーケード版の最新バージョンでの標準設定を元に記述。
※以下、シリーズ作品の表記を次のように統一する。
- AC版『pop'n music』 - 『pop'n music 20 fantasia』 ＝ AC1 - AC20
- AC版『pop'n music Sunny Park』（21作目） ＝ Sunny ParkまたはAC21
- AC版『pop'n music ラピストリア』（22作目） ＝ ラピストリアまたはAC22
- AC版『pop'n music éclale』（23作目） ＝ エクラルまたはAC23
- AC版『pop'n music うさぎと猫と少年の夢』（24作目） ＝ うさ猫またはAC24
- AC版『pop'n music peace』（25作目） ＝ ピースまたはAC25
- AC版『pop'n music 解明リドルズ』（26作目） ＝ 解明リドルズまたはAC26
- AC版『pop'n music UniLab』（27作目） ＝ ユニラボまたはAC27
- CS版『pop'n music』 - 『pop'n music 14 FEVER!』 ＝ CS1 - CS14
- CS版『pop'n music Best Hits!』 ＝ CSBH
- 『pop'n music GB』 ＝ GB
- 『pop'n music portable』、『- portable 2』 ＝ portable1、portable2
- 『pop'n music Lively』 ＝ Lively
- 『pop'n music ANIMELO』、『- ANIMELO2号』 ＝ アニメロ、アニメロ2号

これ以外の作品に関しては作品名のまま表記。
なお、特に記述が無い限り、AC版・CS版共通の事項に関してはCSの表記を省略する。例えば、CHALLENGEモードはAC5で初登場であるが、AC版と同様にCHALLENGEモードが初登場したCS5については「AC5およびCS5」とは表記せず、「AC5」とのみ記述する。

### 現行のモード
以下はアーケード版の最新バージョンで収録されているモードを記述。
ノーマルモード (NORMAL)
AC20より導入された通常プレイ用モード。過去に存在した同名のモードとは異なり、チャレンジモード・超チャレンジモード・NET対戦モードを統合する形で登場。
AC20・21ではこれまでのチャレンジポイント制に代わりエクストラポイント制が導入され、演奏した曲のレベル数値分のポイントを基準に、オジャマの難易度、コンボ数、取得したメダルの種類、獲得スコアなどのリザルトから自動的に算出されたポイントを既定ポイントまで貯めることでEXステージに到達できた（到達できなかった場合はポイントの一部を次回プレイへ持ち越し）。内容は超チャレンジモードにおけるスーパーEXステージにオジャマを使えるようにした仕様となった。AC22以降ではポイント制そのものが廃止され、EXステージはPASELIプレイ時に1曲クリアするごとに1つ点灯するEXTRAランプを5つ貯めることでプレイできる方式となっている。
AC6からのプレイ保障も残されており、AC20・21では2曲目が、AC22以降はコインプレイ・PASELIプレイともに全ステージがコンティニューなしで遊べるようになった。
NET対戦はこのモードでのプレイ中、選曲毎にシングルプレイ・オジャマあり対戦・オジャマなし対戦の選択をする形式となった。また最大で6人同時対戦（AC23で4人に削減）が可能となり、これまでにあったアイテムによるオジャマ装備システムは廃止された。
AC21以降はEASYモードもこちらへ統合され、初心者用に新設されたEASY譜面もこのモード内で選択する形式に変更された。EASY譜面が用意されているのは一部の曲のみで、この変更に伴って5ボタン譜面が廃止され、ボタン数の選択が無くなった。AC23以降は譜面難易度をEASYに設定して楽曲にカーソルを合わせると、その曲のEASY譜面で使用されるボタン数が表示されるようになった。
バトルモード (BATTLE)
AC6で初登場、家庭用ではCS7から登場した、2人での対戦プレイ専用モード。プレイヤーは両端のボタン3つずつを使用し、得点を競って対戦する。なお実際のプレイで使うボタンは白・黄・緑で、青は相手へのオジャマ攻撃用。譜面は一部楽曲を除き、NORMALとHYPERの二種が用意されている。
全3曲のスコアを競い合い、得点が高い方がそのラウンドの勝者となる。規定曲数プレイして勝利数が多いプレイヤーが勝ち、少ないプレイヤーが負けとなる。
このモードのみキャラクター毎に性能差があり、攻撃時に発動するオジャマが異なる。なお、AC7以降「オジャマ攻撃の打ち返し」が設定され、画面下のキャラクターを青ボタンで操作して相手が放ってきたオジャマを逆に反射する事ができた。その後、AC17・18でオジャマ攻撃の打ち返しの廃止、キャラクターセレクト及びオジャマの仕様が変更されたが、19以降は従来の形式に戻った。
ローカルモード (LOCAL)
2台以上接続された筐体限定。ローカル対戦を行える。
AC21までのNORMALモードにおける「店内のプレイヤーと対戦」を、AC22で独立モードとして分化したもの。稼働初期には設定されず、後のアップデートでネットワーク対戦の開始とともに追加されることが多い。AC25・26では稼働終了まで実装されなかったが、AC27の稼働途中より復活実装された。

### 過去に存在したモード
以下はアーケード版の最新バージョンには収録されていないモードを記述。
ノーマルモード（旧） (NORMAL)
AC1から11まで設定された基本的なモードで、AC12でCHALLENGEモードに吸収される形で廃止された。選択難易度は9ボタンのNORMAL、HYPERの2種、およびAC6以降は5ボタン、CS8から10まではEX譜面も出現済みなら選択できる。AC6からは、1曲目のみゲージ不足によるゲームオーバーが無くなったため、必ず2曲はプレイが保証されるようになった。AC8ではこのモードに限り小節線が表示され、特定条件を満たすとBONUS STAGEも出現し、このステージに限りEX譜面も選択できた。
クリアに必要なゲージ量は約4分の3から約3分の2（シリーズにより異なる）。
後にAC20で同名のモードが搭載されたが、先述のように仕様が大きく異なる。
ビギナーモード (BEGINNER)
AC1-3、およびCS4に設定された初心者向けのモードで、NORMAL譜面よりも簡単な譜面でプレイ出来る。AC12以降のENJOYモードに近い。AC1から3までは1ステージ目が強制的に練習ステージとなり、その後2曲をプレイする事になる。選択できるのは一部の楽曲のみで、プレイヤーキャラクターはミミかニャミしか使用できないという制限がある。CS4ではNORMALモードとほぼ同じ仕様で、譜面だけが簡単になっていた。このため、リミックス4曲を除いた全曲が選択可能で、プレイヤーキャラクターも自由に選択する事ができる。
ハードモード (HARD)、エキサイトモード (EXCITE)
HARDはAC1、EXCITEはAC2 - 4に設定。2で名称が変更されたが、モード内容は同じ。NORMALモードと基本ルールは同じだが、曲の途中で画面を隠すエフェクトが出現したり、画面が揺れたり、ポップくんが降ってくる途中で列移動などといった、選択した曲担当のキャラ固有のオジャマが自動発動するモードとなっていた。AC5以降はチャレンジモードのオジャマ「オジャマ攻撃!」として形を変え、AC12まで続けられたのち廃止。現在は「オジャマ攻撃!」も削除され、その名残がオジャマの「EXCITE」や「地震でぐらぐら」に残る。
アニメロシリーズのEXCITEモードは、さまざまなオプションが設定出来る特殊モードとなっている。
パーティーモード (PARTY)
AC2から5まで設定。多人数プレイを推奨したモード。基本はNORMALモードだが、通常のポップくんに加え、様々な形のイベントポップくんが画面を埋め尽くす。叩くとオジャマが発動するものがほとんどだが、ゲージが増えるといったプラス効果のものもある。
portable2にも同名のモードが登場するが、仕様が全く異なる（後述）。
エキスパートモード (EXPERT)、コースモード (COURSE)
AC6より「エキスパートモード」として初導入された「やりこみ」モード。AC17まで設定されていたがAC18で廃止され、AC22に限り2014年12月22日のアップデートより「コースモード」と名称を変えて復活した。テーマに沿って指定された4曲で構成されたコースをプレイするモードで、インターネットランキングにはこのモードを使用して参加する形式となっていた。
ゲージは100%から始まりBAD判定を出す度に減少していくタイプで、ケージが尽きた時点で曲が強制終了し、ゲームオーバーとなる（コンティニューは不可能）。AC6からAC14までのゲージは、ステージ中にはCOOLやGREATを出しても一切増加せず、ステージをクリアする毎に少量回復するものとなっていた。しかし、AC15以降のゲージは仕様が変更され、BAD判定を出さなければ少しずつ回復して行くが、BAD判定を出した時のゲージ減少率は通常ゲージより遥かに大きいものになっている。初実装のAC6当時から「GREAT」よりも厳しい判定である「COOL!!」が加わり、高得点を取るにはより正確にボタンを叩く必要がある（後にこの「COOL判定」は通常のモードにも設定された）。
恒例の隠しコースとして、シリーズごとの新曲の中から難易度の高い曲を集めた「HELLコース」が設定された。主に、店舗対抗インターネットランキングの最後に解禁されることが多く、AC15以降では個人イベントの最後にてHELLコース担当の最後の楽曲の解禁を持ってコースが解禁という流れになっていた。AC18ではモード自体は設定されなかったが、「きほん検定10-2」が事実上の「HELL18」とされている。AC22ではコースモードの設定とともに前作の難曲を集めた「HELL Sunny Park」が登場し、後のアップデートで「HELL ファンタジアコース」、「HELL TUNE STREETコース」、「せんごく地獄コース」も追加された。
過去のAC版では、過去に筐体内部や携帯電話のJavaアプリケーションでオリジナルのコースを独自に設定できる「オリジナルコース」(AC8-12)、直前にチャレンジモードをプレイした人の曲順履歴がその筐体に残る「HISTORYコース」(AC6-10)、自分のプレイした回数上位4曲で構成された「MY BEST」（AC9・10）、指定したレベル付近の譜面（-2 - ±0の範囲）からランダムに選曲される「ランダムコース」(AC15-18) などが設定された。CS版ではCS14までオリジナルコースとMY BESTのみ残存していた。ミッキーチューンズ!のネットマニアモードや、AC15・AC17・AC22の一部コースでは強制的にオジャマが発動される。
ハイパーモード (HYPER)
譜面の種類のHYPERとは別で、AC3のみに設定された上級者向けのモード。ミスをすると減るゲージでコースごとに決められた3曲を連続でプレイするという、前述したEXPERTの原型と言えるモード。プレイするのは全てHYPER譜面で、当時このモードのために追加された譜面もあった。また、当モードでは全ての楽曲が、モード専用の青い背景で統一されるという特徴がある。EXPERTとの相違点として、ゲージが尽きてもすぐにはゲームオーバーにはならず数秒間猶予があり、この間にポップ君を叩けばゲージを回復して続行する事が出来た。
スコアバトルモード (SCORE BATTLE)、パーティーバトルモード (PARTY BATTLE)
AC4・5のみ存在したモードで、筐体を2台接続しての店内対戦バトルモード。スコアバトルは純粋にスコアを競ういわゆる「ガチバトル」、パーティーバトルはゲージを溜めてオジャマポップ君を叩き相手にオジャマ攻撃を送るという、現在のNET対戦モードの原型とも言えるモードである。どちらかがクリアゲージに届いていれば次のステージに進めるが、現在のNET対戦とは異なり、どちらもクリア出来なかった場合はそこでゲームオーバーとなる。また、同キャラクター戦の場合は両者が同じカラーを使って対戦することはできない。
フリー2モード (FREE2)
AC5にのみ設定。2曲しかプレイできないが、その代わりに1曲目をクリアできなくても必ず2曲目がプレイできる上に、同じ曲を選択することもできたモード。演奏中、リアルタイムにGREAT数、GOOD数、BAD数のカウントが表示されていた。AC6以降はNORMALモードに同じ仕様が搭載されたため消滅し、リアルタイムのカウンター表示はAC7から標準仕様となった。ちなみにこのモードでは、カウンターの表示順が現在とは逆だった。
5ラインモード (5LINE)
AC5にのみ設定。基本はNORMALモードと同じだが、譜面が専用の5ボタン譜面となり、オプションは一切付けることができない。AC12以降のENJOYモードの仕様に近い。AC6以降はNORMALモードとCHALLENGEモードにボタン数選択が搭載されたため、廃止された。
オススメモード (OSUSUME)
AC9から追加され、AC11まで設定されたモード。収録曲数が一気に200曲以上増えたことから、どの曲を選んでいいかわからないというライトユーザー向けに追加されたが、AC12以降は廃止された。ランダムで出題してくるアンケートに答え、その結果から1曲目が選曲される。さらにアンケート結果と1曲目のプレイ成績により、2曲目以降が選曲される。
クリアに必要なゲージ量は2分の1以上。AC10以降はクリアメダルを付けることも可能になったが、そのためには通常クリアと同等のゲージ量が必要。
ヒタスラモード (HITASURA)
AC9にのみ設定された、収録された全譜面を難易度順に続けてプレイしていくモード。但し1クレジットでプレイ出来る曲数はNORMALと同じ（筐体設定に依存）。★で表示される難度ごとに区分けされた8つのコースがあり、初回プレイ時にどこからスタートするか選択することが出来る。★1からスタートする場合は★1から★8まで（クリアする毎に1ランク上のコースに移る）、★8からスタートする場合は★8のみがランキングに計上される。このモードでは通常のゲージのかわりにライフとして50個のハートが表示され、BAD1回につきライフが1つ無くなり回復はない。このライフが0になるとその時点でゲームオーバーになり、コンティニュー不可。エントリーカードかパスワードにより、前回プレイ終了時のライフ残量、曲のクリア経過およびコンボ数を継続してプレイすることができる。パスワードコンティニューの場合は途中から復活できてしまうため、インターネットランキングへは参加不可。
ちなみに各コースごとの曲数は★1:65 ★2:114 ★3:122 ★4:87 ★5:101 ★6:86 ★7:39 ★8:44、計658ステージ。
NON STOPモード
アニメロ2号の初期バージョンのみに設定。ヒタスラモードの原型で、全曲をNORMAL譜面で休憩なしでプレイするモード。GOOD判定はなく、GREATかBADの判定のみ（「GOODがBADに」のずっとオジャマ状態）。BAD1回につきゲージが1減少し、BAD32でゲームオーバーで回復はない。アニメロEXCITEモードのように各種オプションが設定できる他、コマンド併用でダブル／トリプルでのプレイも可能。
チャレンジモード (CHALLENGE)
AC5で初登場。選択難易度は、5ボタンで開始した場合は5ボタンと9ボタンNORMALの2種類（AC9以前は5ボタンのみ）、9ボタンで開始した場合はNORMAL、HYPER、EXの3種類。AC11までは1曲目でもゲージが足りなければゲームオーバーとなっていた(筐体設定でコンテニューがONになっていた場合に限り継続プレイが可能)が、AC12よりNORMALモードから2曲保障が引き継がれたため1曲目をクリアできなくても2曲目をプレイ可能になった。ただし、その場合は後述のEXTRA STAGEは出現しなくなる。また、家庭用では2曲保障が導入されたのはCS12にのみでCS13・14では廃止され、AC版でコンテニュー設定がONになっていた場合と同等の仕様に戻されている。
曲を選択後、様々なノルマを2つまで付加することができる。(AC5及びCS5では1つまで)
選択曲をクリアすれば、曲のレベルと同じだけのチャレンジポイント（いわゆるスコアとは区別される）が加算。また、ノルマを達成できればそれぞれ設定されたチャレンジポイントが加算される。一曲目をクリアできており、且つチャレンジポイントを設定曲数内で一定量入手しているとFINAL STAGE終了後にEXTRA STAGEが出現し、1曲多くプレイすることができる。デフォルトの設定では、最新作における新曲のEX譜面はEXTRA STAGEでのみプレイ可能であるが、カードを使用の上で特定の条件を満たしたり、稼動から時間が経ちコナミ側から解禁コマンドが発信された場合などは、1ステージ目からでもEX譜面を選択することができる（EX譜面の常駐を参照）。EXTRA STAGEが出現しないチャレンジポイントの場合、過去のシリーズではポイントに応じてグラフィックやムービーなどが表示される事もあったが、これはAC14以降廃止されている。
初登場以降、長らくポップンにおける標準•基本モードとして続いたが、AC20でノーマルモードに統合される形で消滅した。
超チャレンジモード（超CHALLENGE）
AC13より追加されたモード。通常のCHALLENGEモードとは違い、EXPERTモードやNET対戦モードのようなCOOL判定が追加されている。さらに高レベルなノルマが用意されている上、オジャマ系ノルマを個別に一曲演奏中ずっとONにすることができる。「ずっとON」にした場合、このノルマによって獲得できるチャレンジポイントは各ノルマごとで1.5倍となる上、プレイ画面の背景がオジャマ発動中専用のものに変化しなくなる。CHALLENGEモードよりチャレンジポイントを稼ぎやすい反面、5ボタンモードが選択できないうえに1曲目をクリアできない場合はそこでゲームオーバーになるため初心者にはハードルが高めのモードだった。超CHALLENGEモードではスコアの計算式が異なるため、CHALLENGEモードとは別にスコアが記録される。AC版では両者のクリアメダルは共通となっているが、CS版ではクリアメダルも通常判定とCOOL判定でそれぞれ別となる。AC17までは選択する為に特殊なコマンドが必要だったが、AC18以降は単独のモードとして独立し、通常のチャレンジモードと同様の1曲目保証が追加されたが、AC20でノーマルモードに統合される形で消滅した。
エンジョイモード (ENJOY)、イージーモード (EASY)
AC12で初登場した、AC10・AC11のNORMALモードのFIRSTカテゴリに相当する、版権曲などを中心とした初心者向けの曲を集めたモード。AC20ではEASYモードに名称が変更されCOOL判定になったが、AC21でEASY譜面に仕様変更する形で廃止された。難易度はモード選択時に5ボタンおよび9ボタンから選択できる。収録された全曲の中から選択することはできず、ステージ数やプレイ結果によって選択可能な曲が決まっている。また速度変更や難易度変更などのオプションも一切変更できない。1曲目をクリアできなくても2曲目をプレイできる。また、スコアは通常のモードとは計算式が異なる100点満点方式となっている。AC13およびCS12からはENJOYモード専用の簡単な譜面になった。これは初期ポップンのBEGINNER譜面に近い。CS14では3ボタン譜面と7ボタン譜面も設定され、曲ごとにボタン数が決められている。AC16のみ通常のENJOY譜面に加えてHARD譜面も選択可能だったが、これらはそれぞれ通常の5ボタン譜面や9ボタンNORMAL譜面と同じものである。AC17以降は成績次第でCHALLENGEモードの曲が1曲プレイ可能になるボーナスステージシステムが登場。
ネット対戦モード (NET対戦)
AC12より登場。9ボタンでのプレイ専用となっている。曲のクリアの成否に関わらず、必ず3曲プレイできるが、自分の意思で選択できる曲は1曲のみ。
プレイ開始時点で他のe-AMUSEMENT接続された筐体でNET対戦モードを選択しているプレイヤー同士がランダムで選ばれ、自分を含めた3人のプレイヤーがそれぞれ1曲ずつ曲を選び、3曲の合計スコアを競う。スコアにはコンボ数、曲をクリアできたかどうか、等でそれぞれ若干のボーナスがつく。判定はEXPERTモードと同じ「COOL」の加わったもの。店舗IRやイベントの最中であるなどの理由でまだ全国的に解禁されていない曲などは選択することができない。
プレイヤーのスキルに応じた「部屋」が設けてあり、最初に自分の実力に応じた部屋を選ぶことができるが、カードを使用したプレイの場合にはプレイヤーの曲クリア情報などにより腕前が自動判定され、選べる部屋にある程度の制限がかかる。初プレイ時のみ、数回までは部屋を選び直すことも可能。対戦相手には自分と同じ部屋のプレイヤーだけが選ばれるため、上級者と初心者がマッチングするといった不公平な状況は発生しない。また、選曲可能な曲のレベル上限も部屋ごとに制限されている。
プレイ中は画面右下の「オジャマゲージ」が徐々に溜まっていき、これがある程度の量に達すると降ってくる特殊な「オジャマポップくん」を叩くことで、事前に装備した「オジャマ」を相手プレイヤーに発動させる。オジャマにはそれぞれランク分けがされており、強力なオジャマはゲージを多く溜めなければ発動できない。
また、AC13より「オジャマコンディション」が導入され、獲得したオジャマを使い続けたり、あるいは装備から外して休ませたりすることで各オジャマの調子が変動するようになった。調子の良いオジャマはゲージが早く溜まったり、持続時間が長くなる。
プレイ成績に応じて、使用可能なオジャマが増えたり、部屋のランクアップやランクダウンが発生する。また、新たなオジャマが使えるようになった場合、CHALLENGEモードおよび超CHALLENGEモードでも同じオジャマが使用可能になることがある。
AC17からは、人間ではなくCOM2体と対戦する「CPU対戦」も選択できるようになった。このため、マッチングできなかった場合はCHALLENGEモードへの移行だけでなくこのCPU対戦も選択可能となっている。
e-AMUSEMENT接続された筐体が同じ店舗内に2台以上あれば「店内対戦」が可能になっている。全国対戦と違う点は、店内対戦によるプレイ結果が保存されないことである。なお、AC15以降は同じ店舗の筺体同士が全国対戦モードでマッチングすることがある。
全国対戦、店内対戦とともに、マッチングしたメンバーのオジャマの装備を全て「なし」にすることで、オジャマゲージ自体がない「ガチバトル」モードになる。この場合に限り、COMが参戦した場合でもオジャマは一切使わない。なお、CPU戦を選択してオジャマを装備しない場合も「ガチバトル」になる。
なお、このモードでは曲をクリアしてもクリアメダルを得ることができず、ハイスコアも保存されなかったがAC17からはクリアメダルに反映されるようになった。
AC20ではノーマルモードに統合され、モード自体は消滅した。
タウンモード (TOWN)
AC19の2011年（平成23年）2月23日実施のアップデートにて追加。AC19における個人やり込みイベント用のモード。プレイヤーが街の中で各キャラクターと対戦をしてタウンポイント (TP) を獲得し、それを使って楽曲を購入したり、家やいろいろな施設を作って街を完成させ、様々なキャラクターを招いていく。隠し曲を所持したキャラと対戦をすることで楽曲を解禁できる。
ナビゲートモード (NAVIGATE)
AC20で追加された。アーティスト、曲の雰囲気やレベル、最大曲数などの条件を設定し、指定された条件を元にランダムに選出された楽曲を、指定した曲数分だけ通してプレイしていく。途中経過を3つまでカードに保存することが可能。
その他
この他にも、『ミッキーチューンズ』にはMAGICALモードやMANIAモード、『アニメロ2号』ではGUNモードやBOWLINGモードなど特殊なモードが設定されていた。

### 家庭用限定モード
フリーモード (FREE)
家庭用では初代CS1から設定されていた、自由に曲を選んで好きなだけプレイ出来るモード。CS7、BH、CS8では後述のTRAININGと合体し「FREE TRAINING」となっていたが、CS9で再び分割された。CS1から4まではAC版と同じモードを内包し、EXCITEやPARTYのシステムでプレイすることもできたが、CS5、CS6、およびCS9から13までは基本的に通常のプレイのみ可能となっていた。CS9では「ポップンカフェ」という、プレイした結果に応じてポイントが溜まっていきメニュー（称号）が変化していくシステムもあった。CS9以前は先にアーケードモードで一度曲をプレイしなければ曲リストが埋まらず、最初からは自由に選曲が出来ないという手間があったが、CS10からは初めから全曲が選曲出来るようになっている。ただし、EX譜面をプレイするためには一度その譜面をアーケードモードでプレイする（EXTRAステージでの完走はしなくともよい）か、CS10以降ではイベントやタイムリリースによる解禁を行うことで可能になる。CS13からはCOOL判定でのプレイも可能となり、CS14からはオジャマノルマも使用できるようになった。
トレーニングモード (TRAINING)、フリートレーニング (FREE TRAINING)
FREEと同じく、CS1から継続して設定されていたモード（portable1を除く）。また、CS7、BH、CS8ではFREE TRAININGとなっているため、仕様が若干異なる。曲のフレーズを区切ったり、スピード（テンポ）を落としてプレイしたり、オートプレイ（自動演奏）を見たりなど練習向けのモードになっている。基本的にこのモードでプレイした曲はハイスコアなどが記録されないが、「FREE TRAINING」となっているCS7、BH、CS8のみ、曲のテンポやフレーズ変更、オートプレイなどを使用しなかった場合に限り、ハイスコアやクリアなどがFREE同様に記録されるようになっている。PS版では曲のテンポを落とした場合BGMが無くなりメトロノームの音が鳴っていたが、DC版とPS2版では曲自体が遅くなって再生される。CS6まではプレイヤーキャラクターが強制的にニャミかミミとなっていたが、CS7からは自由に選択できるようになった。CS7以降はゲージの種類も変更可能で、NORMAL、EXPERT（ただし、CS7のみGREAT判定）、EXTRA（CS8以降）、超CHALLENGE（CS13以降）から選択できる。BHからはEXPERTゲージを除いてオジャマを組み込んだプレイも可能となっている。CS9からはAUTO PLAYでもオジャマを使用可能。CS13以降はEXTRAゲージでもオジャマ不可となった。なお、ノルマを付けずにプレイした場合、CS8以降はAC8のNORMALモードのように小節線が自動で表示されるようになっている。CS10までは一部のラインのみをオートプレイにする事も可能だったが、CS11からは廃止された。FREEと同じくCS9まではプレイした曲しか選択できなかったが、CS10からは最初のプレイで全てのデフォルト曲が選曲可能になっている。
マラソンモード (MARATHON)
CS2およびCS9から13までに設定されていた特殊モード。EXPERTより更に多くの楽曲を続けてプレイするが、その形態は様々。隠しモードだが、CS9以降はシークレットを全解禁しないと出現しない。CS14では廃止された。GB版のORIGINALモードもこれに近い形式となっている。
PS・DC版『pop'n music 2』
隠し曲以外の全曲をプレイすることで解禁される。コースは3つで、全BEGINNER譜面中の特定の18曲からなる「ビギナーマラソン」、隠し曲以外のNORMAL譜面からの特定の18曲からなる「ハーフマラソン」、隠し曲以外の全曲（37曲）のNORMAL譜面からなる「フルマラソン」がある（いずれも、曲順はランダム）。ゲージは通常のゲージとなっており、クリアラインに満たなければそこで即ゲームオーバーとなる（コンティニュー不可能）。曲と曲の間（ジャンル名・曲名・アーティスト名が表示されている画面）はボタンを押さなければ次へ進まないため、休憩可能になっている。なお、最初は9ボタンプレイで固定となっているが、タイムリリースにより7ボタン・5ボタンプレイも可能になる。プレイヤーキャラクターは、コースごとに固定されたAC1のキャラクターとなる。
PS2版『pop'n music 9』-『13』
コンシューマ版HITASURAモード。CS9から13まで全解禁後の隠しモードとして毎作設定されていたが、CS14やportableシリーズでは廃止された。ライフシステムはHITASURAと同じで、50個のハートがBAD1つごとに1個減っていく。各譜面タイプ毎にコースが分けられており（5buttons、9buttons、HYPER、EX）、決められた順番に各タイプすべての譜面をクリアしていく。コースによって決められた曲数をクリアするごとに小休憩が挟まれ、休憩地点では曲のクリア経過およびコンボ数をセーブでき、ライフも自動的に50個まで回復する。なお、MARATHONモードでは現在コンボ数が100を超えるとライフの残り数に関係なくGREATがFEVERへと変化する。
CS9では、5buttons・9buttonsコースでは10曲、HYPERコースでは9曲、EXコースでは5曲ごとに休憩地点となる。続くCS10ではそれぞれのコースの休憩地点までの曲数が、5buttonsコースと9buttonsコースは7曲、HYPERコースとEXコースは3曲へと、CS9に比べ大幅に減少し、CS11以降はさらに5buttons、9buttonsコースの休憩地点までの曲数が6曲へと減少した。しかし、各コースの休憩地点までのステージ数が少なくなっていることを除き、「全曲の各譜面を通してプレイする」という基本ルールはCS9から変わっていない。
サバイバルモード (SURVIVAL)
CS2、GBに設定されている隠しモード。回復無しのゲージで決められた5曲を連続でプレイする、後のEXPERTの原型のようなモード。
CS2では10コース設定されており、本作のARCADEモードに登場しなかったAC1・CS1のキャラクター達がコースごとに固定されたプレイヤーキャラクターとなっている（名前表記はすべて「SURVIVOR」）。その内2コースはランダムコースとなっており、ルーレットで止めて曲順が決定するシステムになっている。
スタディモード (STUDY)、スタディチャンネル (STUDY CHANNEL)、スタディランド (STUDY LAND)、チュートリアル (TUTORIAL)
PS2版へ移行したCS7から登場し、8・10・11・12にも搭載されている家庭用シリーズオリジナルの初心者用モード。基本的なボタンの配置などのガイダンスやポップくんを使ったミニゲームなどを交え、ポップンの基礎プレイを練習する事が出来る。なお、モード名はCS8では「スタディチャンネル」、CS10以降は「スタディランド」だったりと作品によって異なる。CS8のみ仕様が大きく異なり、他作品のようなチュートリアル専用ステージではなく、自由に楽曲を選んで1ボタンから9ボタンまでの簡易譜面で遊べるという、BEGINNERやENJOYに近い仕様となっている。
TAISENモード
CS7のみに設定されたモード。対人戦専用のモードであり、画面を左右に分割し、2人で陣地を取り合うという形式。曲が終了した時点で陣地が多かった方が勝者となる。同点の場合は延長戦に突入する。延長戦は同じ曲のバトル譜面で行われ、先に5BAD出した方が敗北となる（同時にBAD5になった場合は、再び延長戦となる）。4人でプレイ出来る、トーナメントモードも収録されている。
EXPERT5モード
CS7のみに設定されたモード。通常は9ボタンでしかプレイ出来ないEXPERTモードを5ボタンでプレイすることが出来る。通常のEXPERTモードでの隠しコースは選択出来ないが、このモード専用のコースが2コース設定されている。BH及びCS8以降は、通常のEXPERTモードで5ボタンを選択出来るようになった。
キャラクターガイド (CHARACTER GUIDE)、ディクショナリー (DICTIONARY)
CS11から登場。キャラクターのアクション（GREAT、オジャマ攻撃、勝利などのポーズ）だけをじっくり見る事が出来るモードとなっている。portable1からはディクショナリーとなり、キャラクターの解説も見られるようになった。
これに類似したシステムとして、CS5 - CS11（CS7除く）およびBHではCS版オリジナルのスタッフロール時にキャラクターが表示され、ボタンを押す事によってクリアしたキャラクターのアクションを見る事が出来た。
キャラクターのアクションの種類についてはpop'n musicの登場キャラクター#アクションの種類を参照。
対戦モード
CS12から登場した、コンピュータが操作するキャラ2人と擬似対戦を行う、AC版でのNET対戦をアレンジしたモード。「最下層の部屋からスタートし上の部屋を目指していく」、「オジャマバトルとガチバトルを任意に選択可能」、「NPCに個性がある」、「一部オジャマの取得条件、効果が変更されている」、「オジャマポップくんの降る間隔が短い（CS12のみ）」などの点で、AC版のNET対戦とは似て非なる内容となっている。また、本来プレイヤーが選択できないムービーキャラ（ポップンクリスマス、セイント☆セイジなど）が対戦相手として登場するケースがある。
楽曲は1曲目はプレイヤーが任意の曲を選び、2曲目と3曲目はCPUが選んだという設定上、ランダムで選ばれる。
CPUにはランダムで所属都道府県が設定されているが、プレイヤーは所属都道府県を設定することが出来ない。
portableシリーズではBATTLEモードにその要素が集約され、通信を利用して対戦もできる最大4人対戦形式のアドホックバトルに変更されている。
レコーズ (RECORDS)
ハイスコアなどプレイ記録の閲覧。CS2以降に設定されたCHARTでは、曲と譜面別のハイスコア、MAXコンボ（CS3以降）、クリア記録（CS7以降）、プレイ回数を確認することができる。CS11からはCOOL判定のデータも別々に記録され、譜面別ハイスコアのみのデータクリア（消去）も可能になった。また、EXPERTコースのハイスコアとインターネットランキング用パスワード（CS8以降）、シークレット解禁状況（CS9以降）、マラソンモードのハイスコア（CS2、CS9以降）、対戦戦績（CS12以降）なども表示可能。CS8までは各モード別のランキングも確認できたが、CS9以降は閲覧できなくなった。
アドベンチャーモード (ADVENTURE)、パーティーモード (PARTY)
portableシリーズに設定されたメインモード。ストーリーに沿ってミミ・ニャミを操作し、マップを移動しながらキャラクター達と会話やバトルを行なって隠し要素を解禁していくモード。作品のテーマに合わせ、portable1ではADVENTURE、portable2ではPARTYになっている。システムのベースとなっているのはAC15の解禁イベント「わくわくミミニャミ探検隊」だが、マップやストーリー要素が大幅に強化され、アイテムやレベルアップなどのシステムが取り入れられている。
その他
CS5以降にはCHALLENGEモードなどで獲得したオマケCGの鑑賞モード、BHには歌番組風に人気投票ランキングを紹介し各曲をプレイしていくBEST HITS! モード、CS12からは同じく人気投票曲のポップンリクエストや、キャラクターをフィーチャーしたミニゲームなども収録されている。

## 難易度
難易度には、数値による難易度と譜面による難易度がある。

### 数値による難易度
曲の各譜面ごとに設定されているレベルによる難易度。一般に数値が高いほど難易度が高い。
ただし、新作が稼動するたびに前作からの引継ぎ曲の数値設定の調整が頻繁に行われるため、絶対的な難易度の指標とは言い切れない。レベルとして設定されている数値よりも、譜面の傾向に対する個人の得手不得手のほうがクリアの可否に与える影響が大きいと思われ、自分のクリアできる最も高いレベルの曲よりも低いレベルの曲がクリアできない事もしばしばある。また、譜面による難易度が違う場合は数値が同じでも難易度に大きな差があると感じられる事もある。
AC20およびCS14までの最も高いレベルは43だが、AC21以降は最大50レベルへ改訂されている。
またAC6では「色譜面」（廃止された譜面参照）が設定されていたため、この影響でほぼ全ての曲のチャレンジポイントの数値が機械的に「総ノート数÷20（小数点以下は切り捨て）」となっていた。このため、譜面によっては数値が60を超える物もあるが、これは正確には難易度を示す数値ではないためあまり参考にはならない。なお、AC6とCS6のチャレンジポイントはチャレンジモードの通常ステージ以外では表示されないため、AC6ではバトルモード専用譜面、CS6ではチャレンジモードでのEX譜面（AC6と異なりEXTRA STAGE以外での単体プレイが不可能だったため）については、この数値を見ることはできなかった。
上記の数値による表記とは別に、AC5から8までは「カンタン」「神かも…」などの短い言葉で、AC1からAC5まではメーター(ゲージ)で、AC6では最大10個、AC7から11までは最大8個の星印（★）の数で、それぞれ大まかな難易度表示が設定されていた（AC9とAC11の星印表示はNORMALモードのみ）。AC12からはNORMALモードがCHALLENGEモードに統合された事に伴い、ENJOYモードとEXPERTモードのみ最大5個の星印（AC15以降のEXPERTは最大10個）による難易度表記があるだけとなり、ほとんどが数値によるレベル表記に統一された。また、EXPERTモードはAC17まで、ENJOYモード（EASYモード）はAC20までで廃止されたため、Sunny Park以降では星印による難易度表記はない。

### 譜面による難易度
AC21以降において、BATTLEモードを除き、譜面による難易度には以下の4種類がある。BATTLE用の譜面については後述。
EASY（イージー）
AC21より追加。過去作の初心者用譜面に相当するもので、NORMAL譜面よりも易しくなっており、最小3つから最大9つまでのボタンを使用する。AC21時点では版権曲を中心とした一部の曲にしか用意されていない。なお、AC21の隠し曲はほとんどの曲に用意されている。画面構成は過去作の5ボタン譜面などとは異なり9ボタン用のままなため、使用ボタン数の少ないEASY譜面は一部のレーンにポップ君が一切降ってこないという形式になっている。
AC21ではEASY譜面に付けられるプレイオプションはHi-SPEEDとPOP-KUNのみだったが、AC22以降は制限がなくなった。
この難易度の最高レベルは26で「カウボーイ」のみが該当する。
NORMAL（N / ノーマル）
一般的な譜面で、収録された全ての曲で設定された。難易度としては低めで、初心者が慣れ始めた頃に選択すると思われる難易度。ただし「デスレゲエ、スケールアウト（共にレベル36、NORMAL最高難易度）」など一部の曲のNORMAL譜面にはHYPERに匹敵する難易度の物もある。初期の作品ではこの譜面について特に名称を設けておらず、旧5ボタン譜面との対比で9ボタン (9) と表示していた作品もある。
この難易度の最低レベルは10で「J-テクノ」が、最高レベルは36で「デスレゲエ」と「スケールアウト」が該当する。
HYPER（H / ハイパー）
AC3およびCS1より登場。AC6以降に収録された曲には必ずこの譜面が用意されているが、初期の作品ではごく一部の曲のみの隠し譜面だったため、AC5以前の曲には存在しない場合が多い。また、CS6での『pop'n stage』からの移植曲には、HYPER譜面が用意されていない曲もある。
この難易度の最低レベルは18で「テクノ'80」のみが該当し、最高レベルは48で「クラシック4」のみが該当する。
EX（またはEXTRA / イーエックス、エクストラ）
AC5より登場。上級者以上向けの難易度で、もっとも難しい。新曲の場合、HYPER譜面をクリアしないと選択できない。以前の作品ではかつてのHYPER譜面と同じく一部の曲のみの隠し譜面といった印象であったが、近年の新規追加曲においては全ての曲にこの譜面が用意されている。
この難易度の最低レベルは28で「マインド」のみが該当する。最高レベルは50で、12曲が該当する。
AC21以降は、曲選択画面で譜面を変更したい曲に合わせて黄色ボタンを押すことで、右黄色ボタンでは EASY → NORMAL → HYPER → EX のように昇順に、逆に左黄色ボタンでは降順に譜面を切り替えていくことができる。AC20以前は黄色ボタン同時押しで変更することが出来た。
以前の作品でHYPER譜面・EX譜面といった上位譜面が設定されていなかった曲でも、後の作品になってこれらの譜面が追加された例も少なくない。ただし、古い作品の音源には、「新しくボタンに割り当てる最適な音が余っていないことが多い」、もしくは、「現行の基板との間にデータの互換性がない」といった理由で、すべての曲に上位譜面を用意するのは不可能とされている。「レッスン」は逆に難易度がおさえられたものが追加されて初出NのものがHへと昇格した珍しい曲。また一部の曲の上位譜面では、譜面の違いだけでなく曲そのものの構成が変化する曲もある（「カドルコア」「メルト」「スカ (SKA a go go)」など）。
AC25からは従来の音源のままでキー音の無いノーツを追加するという形式で、これまで上記の事情により上位譜面を作れなかった過去の楽曲に多くの追加譜面が登場している。

#### BATTLEモードの譜面
BATTLEモードの譜面は、通常モードとは別の3ボタン用譜面として設定された。使用するボタンは両端の白・黄・緑。譜面種類はNORMALとHYPERの2種類だが、一部の曲はHYPERが存在しない。通常のN・H譜面と区別するため、バトルNORMAL (BN)、バトルHYPER (BH) のように呼ばれることもある。BATTLEモードの場合、譜面の切り替えは黄色ボタンを押すたびに 1P:N/2P:N → 1P:H/2P:N → 1P:N/2P:H → 1P:H/2P:H → 1P:N/2P:N となっている。ただしCS10以降の家庭用版では、専用コントローラを1つだけ接続している場合を除いて、1Pと2Pがそれぞれ別々に譜面を切り替える操作となる。
AC6と7ではBN譜面のみだったが、AC8以降はほとんどの曲にBN譜面とBH譜面の2種類が設定されている。ただし、AC15およびAC23以降は一部BH譜面が用意されていない曲もあり、特にAC24以降はBHを搭載しているのは版権曲を中心とした一部楽曲のみに限定されている。
CSBHとportable2は3ボタンBATTLEモード自体が用意されていない。portable1にはBN譜面のみ収録されている。

### 特殊な譜面
ウラ譜面
AC11・CS11に設定された、特定の曲にのみ用意された別譜面。演奏する曲自体は同じだが譜面が異なっており、システム上は「ウラ・○○（元のジャンル名）」という別個の曲として扱われる。BATTLEモードで選択不可なことを除いては通常の曲と同じ扱いであり、5ボタン・NORMAL・HYPER・EX（一部曲除く）が用意されている。AC11でプレイするにはe-amusementに対応している筐体で特定の条件を満たす必要があったため、対応が終了している現在は一切プレイできない（ただし、1曲を除いてCS11に収録されている）。CS11では独自のウラ譜面も追加された。後述のLONG譜面と同様に、後のシリーズで譜面の一部が元曲の追加譜面として収録された。
上記の事情からACでは追加譜面で復活した一部を除いて長らくプレイ出来なかったが、AC25の「ポップンタイムトリップ」において、約15年ぶりに一部楽曲のウラ譜面が「URA・-」として復刻され、新たにBATTLE譜面も追加された。
UPPER譜面（アッパー譜面）
AC25より設定された、上記のウラ譜面と同様のコンセプトの別譜面。こちらはバナー上のみ「UPPER」の表記があり、システム上はジャンル名・曲名ともに元の曲と同名だが別個の曲として扱われる。BATTLEモードにも対応している。
CS11の「カウボーイ」については、当初AC23でEX譜面を一部簡易化して収録されていたが、AC25でCS11版と同じ譜面が改めて「カウボーイUPPER」として再録されている。

#### 過去に存在した譜面
また、過去作品や家庭用作品には以下の様な譜面が設定されていた。
初心者用譜面およびモード
AC21以降におけるEASY譜面に相当する、初心者用に用意された譜面やモード。PSP版など一部を除き、総じて9ボタンNORMAL譜面よりも難易度が低い。
BEGINNER（ビギナー）
AC1から3、およびCS4に搭載。NORMAL譜面をさらに簡単にした9ボタン譜面。5ボタン譜面の登場に伴い廃止された。
5buttons（または5LINE、5KEYSなど / 5ボタン、5ライン）
アニメロ2号・ミッキーチューンズ、およびAC5より登場し、AC20まで収録。上段・下段の両端（黄、白）を使用せず、ボタン5つでプレイするモード、およびその専用譜面。モード選択後のボタン数選択画面で5ボタンを選ぶとプレイできる。ほとんどの曲ではもっとも難易度が低い譜面だが、一部の曲では「彗星RAVE（レベル22）」「スペースポップ（レベル25、(表記上)5ボタン最高難易度）」などのように一般のNORMAL譜面に匹敵する難易度だったり、中には「グランヂデス」「ヒートアップ」(共にレベル22)のように同曲のNORMAL譜面(共にレベル21)より難易度が上だったりしていた。NET対戦モードなどでは選択できない。AC5、AC7、BHでは5ライン、AC6では5KEYSと呼ばれていたが、AC8以降は「5ボタン」で統一されている。AC9のように「5ボタンにおけるNORMAL譜面」という位置づけとなっている作品もある。AC6までは一部の曲にこの譜面が用意されていない場合があったが、AC7以降はその作品に収録された全ての曲に対してこの譜面があり、AC9にて復活収録された過去曲全てに5ボタン譜面が追加されることになった。以降の作品の新曲には必ずこの譜面が用意されている。
CS1-4、初代アニメロではこれに類するものとして、9ボタンNORMAL譜面の左右を自動演奏にするモードが設定されていた（CS1-4では自動演奏されたポップ君はGOODとなる）。
PSP版では難度の高い上位譜面として独自の「5ボタンHYPER」譜面が用意されており、従来の5ボタン譜面にあたる簡単な譜面は「5ボタンNORMAL」として扱われている（一部の曲はアーケード版の5ボタン譜面が5ボタンHYPERに昇格している）。5ボタン用のHYPER譜面はアーケード版には登場しておらず、さらにAC21では5ボタン譜面自体が削除されることとなった。
7buttons（7ボタン）
PSP版では新たに7ボタン専用譜面（両端の白ボタンを使用しない）が選択でき、独自のNORMAL・HYPER譜面も登場している。
スタディチャンネル
CS8のみ搭載された初心者用モードの譜面。1ボタンから9ボタンまでの任意のボタン数から選択し、収録楽曲を通常のNORMAL譜面よりも簡単な譜面でプレイ可能となっていた（AC21以降のEASY譜面に近い）。この譜面は通常の5ボタン譜面を変化させたものをベースとしている。
ENJOY（エンジョイ）、EASY（イージー (AC20)）
AC13、CS12以降のENJOYモードでは、版権楽曲を中心とする一部の曲に専用のENJOY譜面が用意されていた。AC20ではEASYモードおよびEASY譜面と呼称されるが、内容はAC19以前のENJOY譜面のままであり、AC21以降の新EASY譜面とは異なる。
こちらは5ボタン用、9ボタン用の譜面が設定され、通常の5ボタン譜面やNORMAL譜面よりも簡単な譜面となっていた。また、譜面のスクロール速度が曲のBPMに関わらず一定になっている（『beatmania IIDX』シリーズの「REGUL-SPEED」に相当）。さらにCS14のみ3ボタン用、7ボタン用の譜面も用意された。ENJOYモードでは、1プレイ中にボタン数の途中変更は出来ない。AC17のみ、CHALLENGEモードの通常譜面のように数値による難易度表記もあった。
特殊な上級譜面
一部の作品にのみ搭載された特殊譜面。譜面によっては現在の最高難易度に匹敵、あるいは超える物もあった。
DOUBLE、TRIPLE
アニメロ2号のみ搭載。通常の譜面に無音のポップ君が追加される上級譜面。
DOUBLE（ダブル）は降ってくるポップ君の数が通常の2倍に、TRIPLE（トリプル）は3倍になる（もちろん同時押しとして増えるのは最大9個まで）。複数人でプレイすることを前提とした譜面であるため、一人でやる場合は無理押しと呼ばれる配置になることが多く、9ボタン同時押しなどの配置も多発していた。
色譜面 / GREEN、BLUE、RED
AC6のみ搭載。DOUBLEなどと同じく無音のポップ君が追加される上級譜面。N・H各譜面に3色ずつ設定された。EX譜面に付けることはできない。
GREEN（通称緑）は各小節の初めに1個、BLUE（青）は4分ごとに1個、RED（赤）は全ポップ君に1個ずつ、それぞれ規則的に追加される（まれに、増えない箇所もある）。
LONG譜面
既存曲のフルサイズ版をプレイ可能な楽曲として収録した譜面。AC9初出の要素でAC15まで収録され、AC16で削除となった。CS9ではAC9初出のLONG譜面に加えて家庭用の新規LONG譜面も存在し、5分近い演奏時間になる楽曲も収録されている(こちらは家庭用限定でありAC10以降1度も移植されていない)
システム上は「○○（元のジャンル名）LONG」という別個の曲として扱われる。1曲で2ステージ分扱いとなりスコアの上限が20万点であることやノルマ・ゲージ推移が異なること、BATTLEモード及びNET対戦では選択不可なことを除いては通常の曲と同じ扱いであり、5ボタン・NORMAL・HYPER・EX（一部曲除く）が用意されている。AC16以降は、譜面の一部を短縮したものが元曲の追加譜面として収録されたり、音源自体を短縮したものがREMIX曲として収録されたりするなど救済措置が見られた。
これに先駆けてAC7に「ソフトロックLONG」が登場しているが、こちらは通常の1曲分扱いで現行シリーズにも残っている。

## プレイオプション
ゲームをプレイするうえで設定することのできる、プレイオプションについて解説する。曲（ノルマ）決定後のスタンバイ画面で両方の黄色ボタンを同時押しすることでオプション設定画面が開き、各ボタンを押すことでそれぞれのオプションを設定できる。ただし、ENJOYモードでは一切の設定ができない（タイトル画面で設定していても解除される）。元々はオジャマ的な意味合いがあったが、譜面の高難易度化に伴い、メリットになるオプションもある。

### Hi-SPEED
通称HS、ハイスピなど。AC21以前はオプション設定画面で青ボタンを押すことで設定できたが、AC22以降はメニュー画面に統合された。CS2の一部モード限定で導入された後、CS3およびAC4から正式に導入されたされた。
使用するとポップくんの落下速度が速くなる。ボタンを叩く相対的なタイミングは変わらない（曲自体のテンポは変化しない）。
シリーズによって設定できるHI-SPEEDの速度に違いがある。AC22以降は×1.0 - 10.0まで0.1刻み（91段階）となっている。
このオプションを用いると高難度や低BPMの譜面などの高密度譜面でポップくんの間隔が広がり、認識しやすくなるため、現在ではほとんどのプレイヤーが使用しているスタンダードなオプションである。それに対して敢えてこれを使わずに高難度の譜面に挑戦するプレイヤーもいる。Hi-SPEEDオプションを使用しないプレイスタイルは「ノーマルスピード」（通称NS、ノースピ）、「AHT」（あえてハイスピつけないの略、公式サイトより）とも呼ばれる。
なお、HI-SPEED OFF時の速度についてはAC7以降はHI-SPEED×1.2相当の速度に補正されていた。このため、OFF時の速度を基準にすると各HI-SPEED使用時は表記上の数値の5/6の速度となっていた。オジャマHSは数値通りの倍率がかかるため、以前のシリーズではHI-SPEED OFFの状態でオジャマHSを付けて細かい倍率設定を行うことが可能だった。なお、AC22以降は数値の細分化に伴い、HI-SPEED×1.0で数値通りの1.0倍に戻された。また、AC22以降はHI-SPEEDの速度倍率そのものも旧来のものから一部補正されている。
HI-SPEEDの速度調整はシリーズによって様々に分かれている。以下は各作品で採用されていた倍率。
- CS2（一部モードのみ）、CS3・4：OFF、QUICK（×2）、TURBO（×4） （3段階）
- AC4・5、アニメロ、ディズニー：OFF、HI-SPEED（×2）（2段階）
- アニメロ2号：NORMAL、FAST（×2）、FASTER（×3）、FASTEST（×4）、RANDOM（バラバラスピード） （4段階+1）
- AC6 - 8、CS5 - 8：OFF、×2・3・4（4段階）
- AC9、CS9：OFF、×2・3・4・6・8（6段階）
- AC10、CS10：OFF、×2・3・4・6、LOW-SPEED（6段階）
- AC11 - 14、CS11 - 13：OFF、×2 - 6まで1刻み（6段階）
- AC15 - 21、CS14、portable1・2、リズミン（アーケードビューアー）：OFF、×1.5 - 6.0まで0.5刻み（11段階）
- AC22 - ：×1.0 - 10.0まで0.1刻み（91段階）

AC10にはLow-SPEEDが設定された。これは譜面の速度が逆に遅くなるオプションである。次作以降は削除された。オジャマとしての「Low-SPEED」（後に「強制Low-SPEED」へ変更）はAC21まで残ったが、これはオプションのLow-SPEEDより速度減少補正が少ない。

### POP-KUN
ポップくんの形状を変化させる。元はオジャマだったが、後にオプションとして独立した。
同様に形状変化を起こす系統のオジャマ（白ポップ君、色々ポップ君等）で効果が打ち消される（下記オジャマ一覧では「※」を付記）。AC21以前はオプション設定画面で緑ボタンを押すことで設定できたが、AC22以降はメニュー画面に統合された。
BEAT-POP（ビートポップくん）
元はAC7で搭載されたオジャマだったが、オプションとしてはAC8から設定され、AC9以降で仕様変更。全てのポップくんが『beatmania』シリーズに準じたオブジェに変更される。この場合の色はAC8ではボタンのもの、AC9以降およびアニメロ2号では『beatmania』シリーズ同様に手前側が白、奥が青色の配色になる。『beatmania』や『beatmania IIDX』も兼ねるプレイヤーの中には、このオプションを標準としている者もいる。

CHARA-POP（キャラポップくん）
元はAC5で搭載されたオジャマだったが、オプションとしてはAC9から設定。全てのポップくんが、現在自分の使用しているキャラクターのオブジェに変更される。基本的に、そのキャラの基本カラーの顔が下段に、上段のキャラポップくんがその色違いとなるが、キャラによってはポップくんが顔以外のオブジェになる、といった例外もある（アフロ、ビックバイパー等）。2Pカラーが選択できないキャラクターの場合でも、キャラポップくんのみ上段に色違いのアイコンが用意されていることが多い。しかし、中には上下の色が区別しづらいものや背景に溶け込んでしまう配色のもの、アロエのように全てのキャラポップくんが同一の配色（表情の違いのみ）となるもの、ふきのように複数の顔オブジェがまとまって降ってくるものなどもあり、このようなキャラクターを使用した場合は難易度がさらに上昇する。
AC22では、使用キャラクターのオブジェになるものが「CHARA-POP (YOU)」に名称変更され、新たに相手キャラクターのオブジェになる「CHARA-POP (RIVAL)」が追加され、これに吸収される形でオジャマとしての「キャラクターポップ君」は廃止された。また、BATTLEモードではそれぞれ1P側の「CHARA-POP (1P)」と2P側の「CHARA-POP (2P)」となる。
この他、AC9から11までは全てのポップくんが『pop'n stage ex』に準じた形に変更されるSTAGE-POP、アニメロシリーズでは標準設定が独自の形状のANIMELO-POP、アニメロ2号ではREAL-POPという名称も設定された。

### HIDDEN/SUDDEN
ポップくんの可視範囲を変更する。AC21以前はオプション設定画面で黄ボタンを押すことで設定できたが、AC22以降はメニュー画面に統合された。また、AC21までは「HID-SUD」として同系統のオプションとして扱われていたが、AC22以降は「HIDDEN」と「SUDDEN」が別々のオプションに分割された。
HIDDEN（ヒドゥン）
CS1から設定（ACでは2から）。画面下部付近に達したポップくんが表示されなくなる。判定ライン付近のポップ君の姿が消えて見ることができず、プレイヤーのリズム感が頼りとなる。BPM、譜面落下速度が遅いほど不利。視線を上に矯正するため、あえてこのオプションを標準にしているプレイヤーもいる。
AC21までは隠す部分が下から1/3の位置に固定されていたが、AC22以降は隠す範囲を-70から+220までの数値で設定できるようになった他、演奏中にテンキーの0で任意の付け外しができるようになった。
SUDDEN（サドゥン）
AC8から設定。画面上部から降ってくる途中のポップ君が表示されなくなり、画面半ばから突然出現するような状態になる。Hi-SPEEDを大きくしていたり、BPMの速い曲を選択していると全く譜面が叩けない事態に陥る。譜面の可視位置を調整する用途や、低速の譜面を見切る練習用などによく使われる。見える範囲が狭まり画面下部のみに集中できるため、あえてこのオプションを使うプレイヤーもいる。反面、判定表示が譜面に重なるため密度の高い譜面だとやや見難くなる。
AC21までは隠す部分が上から3/5の位置に固定されていたが、AC22以降は隠す範囲を-200から+90までの数値で設定できるようになった他、演奏中にテンキーの00で任意の付け外しができるようになった。
HID+SUD（HIDDEN+SUDDEN、ヒドゥン+サドゥン、ヒドサド）
AC8からAC21まで設定。ヒドゥンとサドゥンを併用した状態になる。ヒドゥンの領域（下部1/3=5/15）とサドゥンの領域（上部3/5=9/15）が両方隠され（合計14/15）、その間の1/15の部分でしかポップくんを見ることができなくなる。反射神経を元に叩く事になるため、目では見切りにくい譜面などでこのオプションをあえて使うプレイヤーもいる。
AC22以降はHIDDENとSUDDENが分割されたため独立したオプションではなくなり、両者を併用という形で再現できる。

### RANDOM
ポップくんの配置を変化させる。AC21以前はオプション設定画面で白ボタンを押すことで設定できたが、AC22以降はメニュー画面に統合された。
当初は別々のオプションとして登場していたMIRROR（ミラー）を後に統合したため、一時期はカテゴリ名称が「RAN-MIR」だったこともある。
MIRROR（ミラー）
CS1から設定（ACでは2から）。落ちてくるポップくんの位置が左右反転する。左右どちらかにポップくんが偏った譜面で、偏った方を利き手側にする場合などによく用いられる。AC2から7まではオプション設定ボタンが緑に割り当てられており、MIRRORとRANDOMを併用することもできたが、効果的にはRANDOMと全く変わらないことからAC8では同系統のオプションとして統合され、併用できなくなった。通称「鏡」。
RANDOM（ランダム）
CS1から設定（ACでは2から）。落ちてくるポップくんの位置がランダムに入れ替わる。この場合は縦のラインがランダムにシャッフルされ、曲の終了まで固定となる。例えば本来赤ポップくんを叩くべき場所で黄ポップくんが落ちてきた場合、その曲中では元の譜面の赤ポップくんが全て黄ポップくんで降っているということになる。このオプションを使用すると譜面の難易度が大幅に変わり、非常に簡単になる曲も多数ある。反面、同時押し等が離れた状態の押しにくい配置で落ちてくる、いわゆる「無理押し」が発生する場合が多い。通称「乱」。
S-RANDOM（SUPER RANDOM、S-RAN、スーパーランダム）
AC9から設定。落ちてくるポップくんの位置がランダムに入れ替わる。こちらはポップくんが一定間隔内で全てシャッフルされるため、縦連打の譜面なども原型をとどめない。ただし厳密にはポップくん1個単位でシャッフルされるわけではなく、曲によってシャッフルされる間隔が異なるため、偏った配置になってしまう場合もある（一部の曲で縦連打が必ず2個ずつで分かれてしまう、交互に叩く部分の配置が分かれない、など）。やはりこれを使うと譜面の難易度が大きく変わり、非常に簡単になる曲、また異常に難しくなる曲が多数ある。通称「スパ乱」「S乱」。ノーマルモードシンプル設定では使用不可。

### GAUGE
AC22から設定。グルーブゲージの減り具合を調整する。『beatmania IIDX』とは違い減少型のゲージにすることはできない。ノーマルモードシンプル設定ではNORMALとEASYのみ選択可能。
実質的には、AC21以前に設定されていたゲージ減少に影響を及ぼすオジャマの効果をそのままオプション化したものにあたるが、減少の度合いはオジャマの効果よりは抑え目になっている。
NORMAL（ノーマル）
通常の減り具合。
EASY（イージー）
減り具合がNORMALと比べて緩やかになる。主に高レベル譜面や辛ゲージ対策用として使われる。
このオプションを付けた状態でBADを1個以上出してクリアすると、クリアメダルがEASYゲージ専用の特殊な形状になる。
HARD（ハード）
減り具合がNORMALと比べて大きくなる。AC21以前のオジャマ「HELL」に類似した効果。
DANGER（デンジャー）
1回でもBADを出すとゲージが空になる。AC21以前のオジャマ「DEATH」と同じ効果。

### JUDGE+
AC23から設定。判定表示を調整する。
OFF
デフォルト。
TIMING（タイミング）
ポップ君を叩いた時に「FAST（早い）」か「SLOW（遅い）」の判定が詳細に出るようになる。
LOST（ロスト）
ポップ君を叩いた時の判定が表示されなくなる。AC22以前のオジャマ「ロスト」と同じ効果。
叩いたポップくんの判定（COOL、GREAT、GOOD）と現在コンボの表示が消滅する。BAD判定のみ通常通り出る。

PANIC（パニック）
ポップ君を叩いた時の判定表示がデタラメになる。AC22以前のオジャマ「パニック」と同じ効果。
コンボ数表示も573、777、1192など実際とは異なる数値になるが、実際の判定は通常通り行われている。AC22まではオジャマ「トリック」との併用はできなかったが、AC23からオプション化に伴い併用できるようになった。

### オジャマ
他のコナミ系音楽ゲームにはない、このゲーム独自の要素として「オジャマ」がある。
画面に何らかの効果を及ぼしプレイの妨害をするもの。当初はプレイオプションとは別のノルマ扱いだったが、AC22よりオプションの種類の一部として統合され、名称も英字表記の「OJAMA1」「OJAMA2」になった。
発動前には画面に「オジャマ注意!」の警告が出現し、その後一定時間・一定間隔に渡ってオジャマが続く。AC21までは、「ずっとON」に設定したオジャマを除いて、オジャマ発動中は背景が特殊なエフェクトに切り替わっていたが、AC22以降はオプションに統合されたことに伴い、通常のオジャマについてもエフェクトが出なくなった。
初期の作品ではHARDモード、あるいはEXCITEモードやPARTYモードを選択時のみ、曲担当のキャラ固有、または特定のイベントポップくんのオジャマが発動される仕様であり、この仕様は「オジャマ攻撃!」の名称でCHALLENGEモードのオジャマとして引き継がれ、AC12まで残存していた。AC5よりCHALLENGEモードのノルマとしてオジャマが選択できるようになり、またその種類も大幅に増加した。AC6以降は一度に2つまで選べるようになったため、様々なオジャマの組み合わせが可能になったが、オジャマによっては同時に選ぶ事ができない組み合わせもある。またシリーズによって可能な組み合わせは微妙に異なる。
AC18以降は通常のCHALLENGEモードで高難度のオジャマが使用できなくなっていたが、CHALLENGEモード自体が廃止されCOOL判定ありのノーマルモードに一本化されたAC20以降は全てのお邪魔を自由に選択することが可能となった。
BATTLEモードやNET対戦モードでは対戦相手にオジャマを送りつける事もできるが、強力なオジャマであるほど使用コストが高い、あるいは連射できないなど制約が大きい。NET対戦ではレベル別に用意されたオジャマの中から好きなものを選択してカスタマイズできるが、ジョブによって装備が制限されるオジャマもある。
以下は最新作のノーマルモードに準じて記述するものであり、最新作において削除されているオジャマやBATTLEモードでしか見られないオジャマについては扱わない。過去の作品では同じオジャマでもその名称や効果が異なる場合もある。オジャマの場合、現在は全て「-ポップ君」という表記に統一されている（過去のシリーズでは「-POPくん」表記もあった）。しかし、公式サイトでは「ポップくん」という表記も多く見られる。
ポップ君の形状を変更する一部のオジャマは、オプションのビートポップくんやキャラポップくん使用時も強制的にその形状へ変更される。以下、オプションの「POP-KUN」を上書きする効果を持つオジャマに「※」を付加する。

#### オジャマ一覧
ビートポップ君 ※
全てのポップくんが『beatmania』シリーズに準じたオブジェに変更される。オプションのビートポップくんと同じ。
ミニポップ君
全てのポップくんが通常よりだいぶ小さくなる。

しろポップ君 ※
全てのポップくんが白くなる。形状は通常のポップくんと同じなので、大きさで手前・奥の判別は可能。
かつては他の形状変化全般と複合しなかったが、Sunny Parkから併用可能になった。特にミクロポップ君と併用すると、区別不能になる。
ファットポップ君
全てのポップくんが極端に大きくなる。
爆走 (SPIRAL)
全てのポップくんの軌道が螺旋状になる。
ふわふわ判定ライン
判定ラインが上下に揺れ動く。ポップくんの落下速度もそれに応じて変わるため、叩くタイミング自体は変わらない。
地震でぐらぐら
中央のプレイ画面全体が上下左右に揺れる。HSを速くすると比例して揺れの激しさが増す。
爆走 (CIRCLE)
ポップくんが細かい円を描くような軌道で落ちてくる。
ダンス
ノーマルモードでは対戦相手のキャラクターがプレイウインドウ内に出現し、独自のアクションを行う。キャラクターによって難易度の差が大きい。
NET対戦モードの場合は、出現するのは自キャラクターになる（踊らされる）。
BATTLEモードでは、ダンスオジャマを所持したキャラクターが相手側のフィールドでアクションを行う。
上下プレス
中央のプレイ画面が上下に半分の大きさに圧縮される。見た目の速度も半減し、ビートポップくん等を選択しているとオブジェが潰れて見えにくくなることがある。旧「ジャム攻撃! （キック）」。
カエルポップ君
ポップくんがカエルの形（アニメロポップくんに近い形）になり、飛び跳ねるような変則的な動きで落ちてくる。ボタンを押すタイミングは変化しない。
バラバラポップ君
ポップくんの大きさがバラバラになる。色は変わらない。
既存のオジャマ（ミニポップ君、ファットポップ君など）から選ぶのではなく、縦と横の倍率をランダムに決定するため、縦や横に異常に伸びた形のポップ君が降ってくることもある。
左右プレス
中央のプレイ画面が左右に半分の大きさに圧縮され、中央に寄ってしまい画面のボタンの位置の対応が分かりにくくなる。また、しろポップ君と併用するとさらに分かりにくい。
HIDDEN+SUDDEN
ヒドゥンとサドゥンが同時にかかる。オプションのHID+SUDと同じ。また、ACSPでのEASY譜面でも使用可能。

にせポップ君の嵐
サングラスをかけた偽のポップくんが画面上部から下部に向かって降り注ぐ。
GOODがBADに!!
GOOD以下の判定が全てBADになる。判定の厳しい曲では非常に強力なオジャマとなりうる。
EXCITE
落ちてくる途中でポップ君の形状が変形した上でオプションRANDOMと同様の配置に横移動する。
形状変化の種類は曲毎に予め決められていたが、AC9のみオジャマプレイの度に形状変化の種類がランダムで変わるようになっていた。AC10以降は8以前の仕様に戻ったが、AC21以降は再びAC9の仕様に変更された。

バラバラスピード
ノーマルスピードから最大6速までの範囲でポップくん1個単位にランダムでハイスピードがかかる。オプションで設定したハイスピードの効果も重複するため、ハイスピード設定が高いと難易度が上がる。
上下さかさま
中央のプレイ画面が上下に反転し、ポップくんが『DDR』のように下から上へ逆走する。
ランダム HIDDEN+SUDDEN
ライン単位で「HIDDEN」、「SUDDEN、HID+SUD」、「何も効果がかからず通常通りに振ってくる」、の3通りの効果がランダムに及ぶ
ナゾイロポップ君 ※
降ってくるポップくんの色がボタンの色に対しでたらめになる。例えば、赤ポップくんが降るはずのラインに黄色や青のポップくんが元のサイズのまま降ってくるが、この場合は赤を叩かなければならない。色が変わるだけでなく、色ごとのポップ君の大きさはそのままなので、ポップ君の大きさでの判別も不可能。色変化自体はランダムなので、時折、元通りの場所に対応した色が振ってくるようになっている。AC19以前の名称は「?色ポップ君（ナゾイロ）」だった。

ファット判定ライン
判定ラインが極端に太くなる。
くるくるポップ君
ポップくんが時計回りに回転しながら落ちてくる。
ドキドキポップ君
ポップくんが心臓のように鼓動しながら落ちてくる。
ダーク
画面がポップくんやゲージ、スコア、キャラなどを残してすべて真っ黒になり、判定ラインも見えなくなる。

トリック
ポップ君を叩いた際のレーンフラッシュの位置がでたらめになる。「PANIC」のレーンフラッシュ版といったオジャマ。
当初は「パニック」との併用は不可だったが、AC23以降「PANIC」がJUDGE+に属するオプションへ移行したことで併用可能になった。
ズームポップ君
ポップくんの大きさが、落下するにつれだんだん大きくなっていく。
ミクロポップ君
ポップくんの大きさが、ミニポップくんよりも更に小さくなる。
縦分身
本来のポップくんの背後に半透明の分身が2つ現れる。細かい縦連打では分身同士が重なってしまい実体のように見えてしまう場合もある。
ラブリー ※
画面がラブリーな色合いになり、ポップくんの形がハートになる。下段5ボタンが赤色、上段4ボタンが薄ピンク色となる。更にポップ君を叩くとハートのエフェクトが出て判定ラインを隠す。
ツインビー ※
ポップ君が元の配色と同じ5色のベルに変化する。さらにAC版『ツインビー』の背景がプレイウィンドウに表示され、その中をドット絵風のツインビーとウインビーが動き回る。
上下プレス&プレス
上下プレスの強化版。中央のプレイ画面が上下に圧縮されるうえ、効果時間中は激しく伸び縮みする。

ボンバー
通常のポップくんに混じって、サングラスをかけた爆弾ポップくんが落ちてくる。これを叩いてしまうと画面下部が爆風で隠され、さらに叩いてしまう度にゲージが減ってしまう。なお、誤って爆弾ポップ君を叩いてもBAD判定にはならない。ちなみに、爆弾ポップくんの形状は、偽ポップ君の嵐で落ちてくるダミーとは異なり、通常の形状のポップくんがサングラスをかけている形になる。

エレビッツ ※
背景が緑基調に変わり、ポップ君が『Elebits』に登場するエレビッツ達に変化する。さらにポップ君を叩くと星の飛び散るエフェクトが発生する。以前のオジャマ「クルクルラボ」のように、9つのボタンそれぞれに異なるエレビッツが割り当てられている。
クロス
隣り合った白と黄、緑と青がそれぞれ交差するように入れ替わりながら落ちてくる（譜面もそれに合わせて変化）。ただし、中央の赤だけはそのまま。
jubeat ※
背景が『jubeat』のパネルを模した4×4のパネルの模様になり、各ラインにポップ君の代わりに『jubeat』で使用される判定マーカーの模様が振ってくる。「エレビッツ」と同じく、9つのボタンそれぞれに異なるマーカーが割り当てられている。
QMA ※
背景が緑基調に変わり、ポップ君が『クイズマジックアカデミー』の生徒キャラクターの顔オブジェに変化する。さらにポップ君を叩くと魔法陣のエフェクトが発生してラインを隠す。ボタンの色に対応した髪の色の同じキャラクター数人がグループになっており、同じラインでも毎回異なる人物が降ってくる。
色々爆走
「爆走 (SPIRAL)」、「爆走 (CIRCLE)」、「カエルポップ君」の中からランダムでポップくんが落ちてくる。
どれかランダムで1種類発動ではなく、1個1個のポップ君が各自ランダム変化する。
ポップ君の竜巻
画面上に偽ポップくんの竜巻が出現、縦約2ラインが見えにくくなる。一定場所に留まらず、左右に動き回る。
超ふわふわ判定ライン
ふわふわ判定ラインの強化版。判定ラインが画面半分近くまで大きく上下する。AC19以前の名称は「もっとふわふわ判定ライン」だった。
左右プレス&プレス
左右プレスの強化版。中央のプレイ画面が左右に圧縮されるうえ、効果時間中激しく伸び縮みする。
色々ポップ君 ※
全てのポップくんの形状が「しろポップ君」「キャラポップ君」「ビートポップ君」「EXCITE時の変形オブジェ」「爆走時のグラサンポップ君」等にランダムで変化する。
どれかランダムで1種類発動ではなく、1個1個のポップ君が各自ランダム変化する。
色々バラバラポップ君 ※
「色々ポップ君」と「バラバラポップ君」と「色々爆走」を併用した状態になる。
もっとHELL
HELLの強化版。BAD判定を出したときのゲージ減少率が、HELLよりもさらに大きくなる。
横分身
ポップくんの左右に半透明の分身が現れる。そのため、同時押しでミスが出やすい他、ラインを間違えて押してしまうこともある。
COOL or BAD!!
GOODがBADに!!の強化版。COOL判定以外がすべてBAD判定になる。

#### 補助オジャマ
ずっとON/OFF
オジャマは曲開始前の選択画面で個別に「ずっとOFF / ON」が設定できるようになっている。「ずっとON」にした場合は、曲の開始前からオジャマが発動し始める。（一部のオジャマを除く）「ずっとON」を設定するとそのオジャマに対するオジャマ発動中の警告背景が表示されなくなる。(ただし、両方にお邪魔を設定した上で、両方ともONにしていた場合のみ）

#### NET対戦モードのみに存在するオジャマ
NET対戦モードではオジャマを「装備」し、相手に送りつけるという概念があるため、通常のオジャマの定義に当てはまらない特殊なオジャマが存在する。
ランダム
相手にオジャマ攻撃を送るが、何のオジャマかは決められた数種類の中からランダムで決まる。この「ランダム」でしか発動できない特殊な効果もある。
全員のオジャマゲージもしくはグルーブゲージが空もしくは満タンになる効果が発生することもある。（CPUには無効）
AC17以降はNET対戦でもクリアメダルを獲得できるようになったため、「誰かが撃ったランダムのグルーブゲージ満タン効果により未クリアでもクリアマークがつく」という事態を考慮して全員のグルーブゲージが満タンになる効果は発生しなくなった。
カーニバル
使用したプレイヤー含むすべてのプレイヤーに「ダンス」の効果が発生する。
オジャミックス
LV1、LV2に装備しているオジャマを同時に発生させる。ただしオジャマの組み合わせによっては同時ではなくLV1→LV2の順で発生する。LV1とLV2が共に「なし」の状態でこれを発動させると、対象となったプレイヤーの画面が曲の最後までオジャマ発動時の背景に固定されるという現象が発生する。
道連れ
送られてきたオジャマを送った本人にも発動させる防御専用のオジャマ。プレイヤーを問わずオジャマを送られた瞬間に効果が発動する。発動中はオジャマゲージが専用のものに変化し、オジャマが送られて来るか曲が終了して「道連れ」の効果が切れるまではオジャマゲージが貯まらない。
リフレクション
送られてきたオジャマを送った本人へはね返す防御専用のオジャマ。いわゆる「道連れ」の強化版。こちらも「道連れ」同様の性質を持つ。
カレー ※
単体のオジャマではなく、特定のアイテム装備時の付加効果として登場。カレーが山盛りとなって判定ラインを隠し、ポップ君が縁に色の付いたカレー皿に変化する。オジャマを送ると一定確率で同時に併発し、オジャマを送られた相手だけでなくオジャマを送った本人に対しても、元々のオジャマと「カレー」がオジャミックスのように同時に掛かる。

## キャラクター
本シリーズには、他のBEMANIシリーズでは曲中で常に表示されている「ムービー」がないが、代わりに曲ごとに担当キャラクターが現れ、演奏中に様々なアクションを見せる。その形態は楽曲に劣らず多彩で、特定のアーティストの楽曲を連続で担当している場合や、ジャンル限定の場合、また、複数の曲で使用されるキャラクターもいる。後に衣装を新たに再登場するキャラクターも多い。
現在、キャラクターの総数はアーケード最新作に収録されているキャラだけでも450人以上と非常に多い。

## シリーズ作品・変遷

### 本編作品
メインシリーズ。ナンバリングの『12』以降はそれぞれサブタイトルも付けられており、『Sunny Park』以降はナンバリング表記が廃止された。

#### アーケードゲーム (AC) 版
pop'n music - ポップンミュージック（1998年（平成10年）9月28日稼動）
BEMANIシリーズ第2弾「初代」「ポップン1」等と称される。現在まで至る『beatmania』とは違ったポップなコンセプトを確立させた作品。収録曲は隠し曲を含めて14曲。自分のキャラクターを選択できる隠しシステムや、楽曲の担当キャラクターと対決するような画面形式、さらにNORMALモードとHARDモードでは相手キャラクターからのオジャマ攻撃が発生するなど、キャラクターを重点に据えた要素もこの作品で既に確立されていた。開発は『beatmania』と同じく当時のコナミのGM事業部が担当。メダルゲームを主とした部署だったため、それをモチーフにした「ギャンブラーZ」というロボットアニメのパロディも登場した。
pop'n music 2 - ポップンミュージック2（1999年（平成11年）3月26日稼動）
プレイオプションとしてHIDDEN・RANDOM・MIRRORが追加。さらに、イベントポップくんが出現する多人数向けのPARTYモードが新たに追加された。収録曲は新曲14曲に加え、前作の全14曲・CS1の新曲5曲の全33曲を収録。しかし、容量の都合上によりAC1の楽曲の担当キャラクターは、新キャラクター（代理として担当）や新デザインへと変更されている。前作の楽曲「what i want」のリミックス版が登場し、新曲「はばたけ、ザ・グレートギャンブラー」では水木一郎が歌唱を担当した。
pop'n music 3 - ポップンミュージック3（1999年（平成11年）9月16日稼動）
AC1の曲が一部のHYPER譜面追加曲を除いて削除され、前作と同様にAC2のキャラクターも新デザイン・新キャラクターへと変更された。GREATを連続で出すとコンボが繋がる要素や、現在のEXPERTモードの原型であるHYPERモードが登場し、それに伴いCS版では既に盛り込まれていたHYPER譜面も導入された。「ポップス系がかなり充実」というキャッチコピーの通り、真心ブラザーズやパッパラー河合など実際のミュージックシーンで活躍するアーティストが参加するようになった。
pop'n music 4 - ポップンミュージック4（2000年（平成12年）3月16日稼動）
システム基板交代に伴うコンプリートミックス的な位置付けで製作され、所謂「アニメロ筐体」と呼ばれる新筐体版のリリースも開始した。AC1から3までの収録曲、キャラもほぼ全て復活収録。但し、CS3から移植されたのは1曲のみであり、他の楽曲は一部を除いて後のシリーズで移植された。収録曲は80以上に達し、HYPER譜面は標準で選べるようになった。譜面のレベルも微調整され、前作までは最高23だったレベル表記（目盛り）の最高値が24に上昇。曲が増えた事により、シリーズ別のカテゴリ選択が初めて搭載された。Hi-SPEED（×2）のオプション選択や、選曲画面での曲のBPM表示、店舗内の筐体を2台繋げての通信対戦モードが追加。また、前作までは3ステージで固定だった1プレイでの最大ステージ数を筐体設定で変更できるようになった。ナンバリング作品ではこの作品のみレーンが半透明で背景が透けて見えるレイアウトとなっていたが、背景が複数の曲で使いまわされていたり、画面が見づらくなっており、後のシリーズでは採用されていない。隠し曲として過去曲のリミックスが4曲収録されており、以降の作品でもリミックス楽曲が定期的に収録されている。新曲の1つである「Nanja-Nai」は研ナオコが歌唱し、所ジョージ（作詞のみ）が作詞を担当。この作品からタイトルロゴの「pop'n music」の下に「ポップンミュージック」と表記されなくなった。
pop'n music 5 - ポップンミュージック5（2000年（平成12年）11月17日稼動）
本作の稼働期間中の2001年（平成13年）1月1日に21世紀を迎えたため、本作が「20世紀最後に稼働開始したpop'n musicのバージョン」ならびに「20世紀と21世紀を跨いだpop'n musicのバージョン」となった。
AC3以前の曲は削除、カテゴリも廃止された。EXCITEモードに代わり「○○コンボ以上」「○万点以上」などのノルマを設定してプレイするCHALLENGEモードが初登場。これに伴ってHYPER譜面よりも難度が高いEX譜面が登場し、譜面レベルの最高値も32に上昇した。本作ではシリーズで唯一EXTRA STAGE専用曲（パワーフォーク3、フレンチポップJ）が設定された。これらの曲は通常の曲の別バージョンという位置付けで、AC6以降はそれぞれNORMAL譜面の通常曲として収録された。この他に5LINE(中央の5つのボタンのみでプレイ)、FREE2(クリアの是非に関係なく必ず2曲遊べる)モードが追加。前作までは1プレイ中ずっと固定だったオプションを1曲ごとに変更する事が可能となった。前作にあった通信対戦モードも搭載されているが、次作以降では削除されている。ナンバリング作品では、この作品からインターネットランキングが開始される。
pop'n music 6 - ポップンミュージック6（2001年（平成13年）5月11日稼動）
本作が「21世紀で最初に稼働したpop'n musicのバージョン」となった。
このシリーズから「シリーズテーマ」が付けられる。テーマは「ロック」。全体的な雰囲気が前作までと比べて大幅に変わり、アニメやドラマの主題歌などの「版権曲」が初めて導入された。新キャラクターのアニメ方式も変更され、より滑らかな動きになった。BATTLEモードとEXPERTモードが初登場。NORMALモードとCHALLENGEモード開始時にボタン数（5KEYS・9KEYS）を選択可能になり、NORMALモードは1曲目がクリアミスでも2曲目に進めるように、CHALLENGEモードはノルマが2つ選択できるよう変更された。また、この作品以降の新曲には全曲HYPER譜面が用意される様になった。選曲時のBPM表示と演奏中のジャンル表示が削除された代わりに曲の残り時間を示すメーターが導入された。曲前のオプションの設定方法が変更され、Hi-SPEEDにも×3と×4が追加。ゲームスタート時のゲージは約3分の1たまった状態、EXTRA STAGEはゲージが満タンの状態からと変更された。コンボ数のカウントもGOOD判定でも継続されるように変更された。この作品より店舗対抗インターネットランキングが開始。本作は他の作品と難易度数値の設定が大幅に異なる（数値による難易度を参照）。
店舗対抗インターネットランキング「ステップアップチャレンジ」
プレイするごとに画面に表示される16枚のパネルを開いていき、GREEN→BLUE→REDの順に筐体をステップアップさせていく。それに伴い、いわゆる「色譜面」と呼ばれる、より難度の高い譜面が選べるようになっていく（特殊な上級譜面を参照）。この譜面は以降の作品ではプレイすることができず、家庭用作品にも移植されていない。
pop'n music 7 - ポップンミュージック7（2001年（平成13年）11月22日稼動）
テーマは「レインボー」。稼動前に公式HPで新キャラクターの名前を募集し、ユーザーからの投票結果を基にした人気楽曲のリミックス版を収録するなど、ファンと一体化した企画を打ち出した。また、この時期にCS版ポップンシリーズが再開したため、再びCS版オリジナルの曲が新たに移植され始めた。AC6にはなかった「数値によるレベル表記」が旧曲も含めて改めて設定し直され、最高41までに調整された。曲の残り時間表示が前作のメーター形式から、より細かい数値表示へと変更された。また、本作のみグルーブゲージの表示が非常に細かくなっている。選曲画面でのBPM表示が復活し、AC5のFREE2モードにあった演奏中でのGREAT数やBAD数などのリアルタイムカウントがBATTLE以外の全モードに搭載された。継続中のコンボも判定表示と同じ箇所に表示されるようになり、曲中にもBPMがリアルタイムに表示されるなど、本作から導入されたシステムのいくつかは以降のシリーズでも引き継がれていく事になる。
店舗対抗インターネットランキング「BINGO de 7」
画面に表示されるビンゴカードのマス一つ一つにノルマが設定されており、プレイ中にそのノルマを達成できればマスが一つオープンする。縦横斜めいずれかに一列揃えば移植曲やコースなどの隠し要素が解禁される。
pop'n music 8 - ポップンミュージック8（2002年（平成14年）5月30日稼動）
テーマは「TV」と「蜜蜂」。CHALLENGEモードのノルマ設定が曲選択後に変更され、BEAT POP・SUDDEN・HID+SUDのオプションが追加された。選曲画面でのBPM表記がなくなり、代わりに曲開始直前の画面でBPMが表示されるようになったった。この作品のみ、特定の条件を満たすとボーナスステージが出現することがある。選曲画面では曲自体は一列に並んでいるものの、白ボタンでシリーズ別の選曲早送りができるようになった。隠し曲として、他のBEMANIシリーズの曲が多数収録されたり、本作の稼動前に開催されたライブでの音源も収録された。筋肉少女帯の曲も収録され、そのうちの1つ「トラウマパンク（釈迦）」のEX譜面は初のレベル42となった。
店舗対抗インターネットランキング「すごろく de 8」
日本全国をすごろくで巡回する。プレイ開始前にノルマが表示され、それをプレイ中に達成できればすごろくで進むことができる。主要都市に止まる、あるいは通過することで何らかの隠し要素が解禁される。
pop'n music 9 - ポップンミュージック9（2002年（平成14年）12月26日稼動）
テーマは「カフェ」で、この作品からミミやニャミの衣装へ明確にテーマに沿ったデザインが反映されるようになる。2度目の基板交代(新筐体リリース)とカードリーダーの設置により、AC1から8までのほぼ全楽曲・全キャラクター再収録、カードを利用したプレイによるe-AMUSEMENT対応、エントリーカードによるプレイデータの記録（クリアメダル、ハイスコア情報は最新作まで引き継ぎをし続ける限り削除されることなくずっと記録される）、『ee'MALL』との連動など様々な要素が導入され、シリーズの一つの転機となった作品。この作品以降、ほとんど全ての収録楽曲（外部版権曲など一部例外あり）が次回作以降に引き継がれていくようになった。楽曲やキャラクターが大量増加したため、それぞれがシリーズ別のカテゴリへ整理され、選択時のボタン操作も一部変更された。OSUSUMEモードが新たに追加され、稼動後期からはHITASURAモードも登場（このモードはAC9のみ）。また、既存曲のロングバージョン（約3、4分前後に調整されている）やリミックスバージョンが追加されている。また、カード使用時にキャラクターが隠し要素を持ってプレイヤーの元へ訪れる「ポップンフレンド」システムが初登場。曲の残り時間表示が再びメーター形式に戻り、BEAT-POPが『アニメロ2号』と同じように白と青に変更、Hi-SPEED×6・8、SUPER RANDOMのオプションも追加された。エントリーカード導入により、それぞれの曲でクリアメダル（クリアマーク）が付くようになり、この作品のみクリアメダルを集めた数により隠し曲を解禁させる事ができた。追加譜面やオプションなど、カードの絵柄によって異なる特典も搭載。
店舗対抗インターネットランキング「戦え! ギャンブラーZ」
プレイ終了後に神風トオルが決められた歩数ずつワルドックのアジト内を進んでいく。途中の宝箱を開けたり、ボスを倒す事で隠し要素が解禁。ボス戦では難度の高い曲をプレイし、その成績によりダメージを与えてゆく。
pop'n music 10 - ポップンミュージック10（2003年（平成15年）8月6日稼動）
テーマは「夢と魔法」。新たなエントリーカードも発売されたが、AC9のプレイデータを引き継ぐ場合には、前作のエントリーカードをそのまま継続使用する必要があった。選曲時にレベル順ソートができるようになり、腕に見合った曲を選びやすくなった。NORMALモードにはFIRSTカテゴリが追加され、初心者向けの易しい譜面を選びやすく配慮されている。また、5ボタンを選択した場合でも曲選択中に9ボタンのNORMAL譜面に切り替えることができるようになった。前作のHi-SPEED×8が一旦廃止された代わりに、この作品のみ譜面進行が遅くなるLow-SPEEDオプションが登場。前作では上位譜面をクリアすると下位譜面のクリアメダルは曲選択画面で表示されなくなったが、この作品から各譜面レベルごとにクリアメダルを確認できるようになり、前作では1種類だったメダルの形状がNO BADやPERFECTクリアで変化するようになった。ただし、EXTRA STAGEで曲をプレイした場合、AC9では1目盛りでもゲージが残っていればクリアメダルを獲得できたが、AC10からはNO BADかPERFECTでなければクリアメダルが獲得できなくなった。その代わりOSUSUMEモードでもクリアメダルが獲得できるようになり、まれに隠し曲も出現するようになった。また、曲のプレイ中に一定時間何も操作せず放置することでRETIREが可能となった。
店舗対抗インターネットランキング「お星様にお願い!」
AC9の時期にユーザーから募った要望を基にしたイベント。ゲーム開始時に選択するノルマを達成するとノルマの色に対応したバケツに星が落ち、少しずつ溜まっていく。満杯になると曲やキャラ等の隠し要素が解禁。「Pop'n music GB」収録曲のアレンジ楽曲や、人気コンポーザーがコラボレーションした楽曲などが登場した。
pop'n music 11 - ポップンミュージック11（2004年（平成16年）3月24日稼動）
テーマは「トラベル」。プレイするごとにカードに「マイレージ」が貯まっていき、桁の末尾が特定の数値になると、「ウラ譜面」（一部既存曲の完全別譜面）をプレイできるチケットを入手できた（詳細は上記参照）。選曲時にジャンル名の五十音順ソートと、自分のプレイ回数ランキングTOP20の曲を集めたカテゴリが追加され、携帯電話のアプリケーション「ポップンパスポート」でEXPERTモードのオリジナルコースを作れるようになった。これに伴い、MY BESTコースとHISTORYコースは廃止された。また、CHALLENGEモードの選曲画面では曲レベルの星印表記がなくなり、代わりに以前のシリーズでは選択するまで分からなかったアーティスト名が表示されるように変更。過去作からの継続収録曲のEX譜面は、今作からどのタイミングでもプレイできるようになった。Hi-SPEED×5が追加され、オプション設定時に左側のボタンを押すと逆送りができるようになった。
店舗対抗インターネットランキング「ポップンツーリスト」
プレイ終了後に出現するスロットで出た数値分だけ、ミミとニャミが歩いて進む。ステージを一つゴールするごとに隠し要素が解禁。また、途中にあるシンボルに止まると携帯サイトにてスペシャル画像がダウンロード可能だったが、現在は既にサービス終了となっている。
pop'n music 12 いろは - ポップンミュージック12 いろは（2004年（平成16年）12月8日稼動）
この作品からサブタイトルがつくようになり、再びタイトルの「pop'n music」の下に「ポップンミュージック」とカタカナが表記されている。テーマは「日本」「和」「四季」。NORMALモードがCHALLENGEモードへ吸収統合され、1曲目がクリアできなくても2曲目に進めるようになった。新たに初心者用のENJOYモードが追加された。OSUSUMEモードとポップンフレンドシステムが廃止となり、稼動後期からはシリーズ初のNET対戦モードが解禁。また、楽曲選択時に『DDR』のように楽曲の試聴が可能となり、CS版では既に導入されていた曲・譜面別のハイスコア記録機能が追加された。前作からの引継ぎだけではなく、古くなった使用済みカードから同作のプレイデータをそのまま新規カードへ引継ぐ機能も新たに搭載。2004年当時のクリスマス前後には、同時期に発売されたCS10との共同企画としてクリスマス曲メドレーが1週間の期間限定曲として登場、後に店舗対抗IRで通常解禁された。
店舗対抗インターネットランキング「ポップン秘伝忍法帖」
プレイ終了後のルーレットで、春・夏・秋・冬の巻物に手裏剣を命中させて少しずつめくっていく。イラストが1枚ずつ完全に表示されるごとに隠し要素が解禁。
pop'n music 13 カーニバル - ポップンミュージック13 カーニバル（2005年（平成17年）9月7日稼動）
テーマは「お祭り」「トランプ」「ゲーム音楽」。超CHALLENGEモードが追加され、これに伴いCOOL判定のハイスコアが別に保存されるようになった。NO BADやPERFECTで曲をクリアした場合は特殊なクリアエフェクトが出るようになり、曲をクリアできなかった場合は灰色のNO CLEARマークが付くようになった（NO CLEARマークに限り次作への引き継ぎは行われない）。またNET対戦モードへの配慮で、レベル表記の大規模な調整が行われた。このシリーズから旧NORMALモードやCHALLENGEモードでクリア後に表示されていたスタッフロールとオリジナルコース設定が廃止され、コンティニューが初期設定ではOFFになった。『beatmania IIDX12 HAPPY SKY』や『GuitarFreaksV2』『DrumManiaV2』と共同で行われたクイズイベント「BEMANI EXPO」の楽曲も後に登場した。また、店舗対抗イベントが初めて2回に分けて行われ、『クイズマジックアカデミー』『麻雀格闘倶楽部』『ランブルローズ』のBGMや、下村陽子・伊藤賢治など現在フリーのゲーム音楽作曲家による曲が収録された。また、初めて他社ゲームからの楽曲として『Train Simulator 京成・都営浅草・京急線』のテーマソングも収録されている。超CHALLENGEモードでとある厳しい条件を満たすと、今までのEXTRA STAGEに変わってSUPER EXTRA STAGEが遊べるようになった。このステージでは通常の(超)CHALLENGEモードと同じゲージ方式でプレイでき、NO BADやPERFECTでなくてもゲージがクリアゾーンに達していればクリアメダルが付く仕様だった。
店舗対抗インターネットランキング1「わくわくポップンランド」
プレイ終了後に出現するトランプをめくり、出た数のポイント分だけアトラクションの建設を進めていく。アトラクションが完成すると隠し要素が解禁。
店舗対抗インターネットランキング2「わくわくポップンワールド」
完成したポップンランドをさらに拡張していく。ルールはポップンランドと同じ。
pop'n music 14 FEVER! - ポップンミュージック14 フィーバー! （2006年（平成18年）5月17日稼動）
テーマは「ディスコ」「ダンス」。ALI PROJECTやアルファ&スチャダラパー、Plus-Tech Squeeze Boxなどの外部アーティスト楽曲や他社ゲームの楽曲である『スーパーマリオブラザーズ』のBGMメドレーを収録。前作までは同じ曲の連続選曲の可否が筐体設定に依存していたが、本作からは標準で連続選曲ができるようになった。ゲーム事業がコナミからコナミデジタルエンタテインメントへと受け継がれたため、社名表記も変更されている。
この作品からカードがe-AMUSEMENT PASSへ変更となり、以後の同作品シリーズへのデータ引継ぎが容易になった。『ee'MALL』および『ee'MALL 2nd avenue』のサービス終了を受け、購入していた楽曲は本作の稼動に伴い一旦プレイ不可能となったが、2006年9月20日より初代『ee'MALL』で配信されていた47曲のみが解禁され、過去に楽曲を入手していたかどうかに関係なくプレイ可能となった。
店舗対抗インターネットランキング「フィーバー戦士 ポップン14」
ヒーロー物を意識した設定で、イベント自体が数話に分割されている。1話ごとにそれぞれ決められたノルマを達成し、一定の数値をクリアすると隠し要素が解禁されていく。イベントを細かく区切ることで、2話遅れであるものの、ノルマを達成できずとも解禁が行われる仕様となり、プレイ人口の少ない店舗でもイベント隠し要素を楽しみやすくなった。店舗対抗インターネットランキングは現時点で最後となっている。
pop'n music 15 ADVENTURE - ポップンミュージック15 アドベンチャー（2007年（平成19年）4月25日稼動）
テーマは「冒険」。3度目のシステム基板交換が実施された。新筐体の画面はフラット管モニターへ変更。Hi-SPEEDオプションが0.5刻みとなり、細かい調整が可能となった。2007年9月26日より『ee'MALL 2nd avenue』の楽曲40曲が前作と同様に解禁され、プレイ可能となった。超CHALLENGEモードでEXTRAステージ出現ポイントを満たすと必ずSUPER EXTRAステージが出るようになった。また今作のみ、プレイ画面を「1」やbeatmania II DXのような仕様に変更できるスキンチェンジを搭載。
個人やりこみイベント「わくわくミミニャミ探検隊」
本作のイベントは今までのような店舗対抗インターネットランキングではなく、それぞれのプレイヤーのe-AMUSEMENT PASS毎に個人で隠し要素を解禁していく、CS版の解禁イベントに近い仕様となっている。プレイ終了後のルーレットで得られるポイントを消費してミミかニャミを移動させ、マップを探索して隠し要素を発見していく。
pop'n music 16 PARTY♪ - ポップンミュージック16 パーティー♪（2008年（平成20年）3月24日稼動）
テーマは「パーティー」。ポップンミュージック10周年記念となる作品。AC15の公式サイトでユーザーから募ったアンケート内容を基に、他BEMANI機種からの移植曲や旧作キャラクターの新バージョン、リミックス曲が登場。ランダムキャラクターセレクトが追加、ENJOYモードでハード譜面（通常のNORMAL譜面と同じ）が選択可能になった。また、シリーズでは初めて、SECRETカテゴリ曲出現条件が週区切りの時限解禁制となった他、全国のプレイヤーのIDを登録し、プレイ中にスコアを比較できる「ポプとも」システムが初搭載された。ゲーム中のボイスは甲斐田ゆきが担当している。
個人やりこみイベント「あつまれ! ポップンパーティー♪」
前作と同じく個人解禁イベント。プレイ終了後にポップンキャラクター達へ招待状を送り、テーブルに必要人数を集めると隠し要素が解禁される。1週間で解禁できる数には上限があり、週ごとに新たな隠し曲が追加されて解禁可能になる。その週を全てクリアした場合は、次回の隠し曲を一度だけプレイできるお試しチケットのゲージを溜められるようになる。
この中の隠し曲「トイコンテンポラリー（シュレーディンガーの猫）」のEX譜面が非常に難しく、「Sunny Park」でレベル50に指定された。
pop'n music 17 THE MOVIE - ポップンミュージック17 ザ・ムービー（2009年（平成21年）3月4日稼動）
テーマは「映画」。当初の稼動予定日は2009年2月26日とされていたが、稼動直前の2月25日にクレジットが減らない不具合が発表され、稼働日が1週間延期となった。また旧曲のほぼ全収録を達成したAC9以降、基本的に削除されることの少なかったオリジナル楽曲が60曲以上の一斉削除となり、稼動前に公式サイトにて収録曲リストが公開された。この作品から「フルコンボ=総ノート数」となっている。選曲画面のジャンル名表示を、曲名表示へと切り替える機能が搭載。ゲーム中のボイスは諏訪部順一が担当している。新曲のEX譜面の常駐条件が緩和され、該当EX譜面を(SUPER)EXTRAステージでクリアするのみで解禁となった。
個人やりこみイベント「第1回ポップン映画祭」
プレイ終了後に映画のシナリオを選び、スロットのように流れる言葉を3つ揃える。台詞をうまく揃えるほど多くのゲージが溜まり、その量に応じて製作スケジュールのカレンダーが進んでいく。映画製作が完了すれば隠し曲が完成され、使用したキャラクターや選曲に応じて内容の変わるポスターが同時に出来上がる。また、前作と同じく週ごとに解禁できる数に上限があり、その週を全てクリアした場合、新たな隠し曲を一度だけプレイできる試写会チケットが入手可能になる。
pop'n music 18 せんごく列伝 - ポップンミュージック18 せんごくれつでん（2010年（平成22年）1月20日稼働）
テーマは「戦国時代」。シリーズで初めてe-AMUSEMENT PASSメンバーズサイトが開設され、プレーヤーデータなどがPC上で閲覧可能になったほか、PSP版『pop'n music portable』との連動機能も設定された。CHALLENGEモードのみだった2曲保証が超CHALLENGEモードでも設定された。
EXPERTモードが廃止され、インターネットランキングは超チャレンジに統合、時限配信式で登場する譜面を専用カテゴリから選んでプレイすることで登録される、個別曲(譜面)で競う方式に変更になった。従来作品の“稼働初期の条件式隠し曲”に相当する曲もここで配信された。
ネット対戦終了後に発生し、3人で高難度譜面をプレイしてボスを倒す(「9」のイベント「戦え！ギャンブラーZ」に近い)「ボスバトル」や、指定された曲(譜面)を指定された条件でクリアする「ポップン検定」が登場。
個人やりこみイベント「めざせ天下統一! ポップン風雲録」
プレイ終了後に流鏑馬を行い、その本数に応じた「兵力ゲージ」を使って都道府県を移動し制圧していく。初回はプレイを行った筐体に設定された実際の都道府県からスタートし（国外や未設定の場合は東京都）、隣接した都道府県に移動することができる。特定の都道府県には隠し曲を持った武将が設定されており、兵力ゲージを消費してその武将と対決し撃破すると隠し曲が解禁される。過去作と同じく週ごとに解禁できる数に上限があり、その週を全てクリアした場合、新たな隠し曲を一度だけプレイできる謀反鎮圧イベントが発生する。イベントは2段階に分かれており、1段階目の隠し曲を全て解禁すると、制圧状況が一旦リセットされて隠し曲の異なる2周目が始まる。
pop'n music 19 TUNE STREET - ポップンミュージック19 チューンストリート（2010年（平成22年）12月9日稼動）
テーマは「音楽があふれる街」。新型筐体が導入され、PASELI対応、液晶モニタのワイド化、e-AMUSEMENT PASSの認証非接触化、トレーディングカードの排出など、従来の筐体から仕様が大幅に変更された。また、旧筐体もe-AMUSEMENT PASSの認証非接触化方式に変更されている。
追加プレイモード「TOWNモード」
2011年（平成23年）2月23日のシステムアップデートで新たに追加された。これは過去シリーズの解禁イベントに相当するものだが、本作では独立した1つのモードとなった。施設などを建てて自分だけの町を作り、町を訪れたキャラクターとのバトルにより隠し曲やスキンなどの要素が現れる。プレイ状況に応じて貯まる「TP」を消費して、町を発展させるための施設や出現させた隠し要素をショップで購入する形式となっている。
最終的に「トワイライトチャイム」を解禁すればコンプリート。
pop'n music 20 fantasia - ポップンミュージック20 ファンタジア（2011年（平成23年）12月7日稼動）
テーマは「ファンタジー」。2011年7月よりロケテストを実施。12月7日は新規導入店舗など一部の店舗での先行稼働になり、その他の店舗では12月14日に稼働開始。
稼働に先駆け「BEMANI Fan Site」にて、「WE LOVE ポップンミュージック みんなでつくって20（トゥエンティ）〜アーティストはキミだっ!〜」キャンペーンを展開。
プレイモードが刷新され、従来の「ENJOYモード」が「EASYモード」に名称変更、「(超)CHALLENGEモード」が廃止され「NORMALモード」が新設され、名称が従来通りの「BATTLEモード」の計3つのモードで構成される。「NET対戦モード」は「NORMAL」に統合され1曲ごとにオンライン対戦が出来るようになった。スコア方式は従来の超CHALLENGEモードやEXPERTのCOOL判定ありのものだけになった。
PERFECT以外のクリアメダルがクリア時のGOOD数もしくはBAD数あるいはゲージ量などのクリア状況に応じて細分化されるようになり、全10種類に分けられた（毎回判定されるが更新記録されるのは好成績達成時のみ）。
個人やりこみイベント「それゆけ! ポップンクエスト」
2012年4月11日から追加された。大きく分けて3種類のクエストをこなしていき、名声を上げたり隠し曲前提クエストをクリアすることによって、隠し曲やファンタジアパスポートのパーツを入手していく。2012年9月30日に終了し、翌日に隠し曲は無条件解禁された。
追加プレイモード「ナビゲートモード」
2012年（平成24年）7月11日から追加された。新規コースの設定（「最高レベル」「ジャンル・アーティスト」「雰囲気」「オジャマ」「曲数」）を行うとそれに応じた曲を順番にプレイしていくコースが作られる。ナビゲートモードは1クレジット設定曲数＋1曲がプレイ可能、全曲プレイ保障、など通常モードよりも優遇されている。
pop'n music Sunny Park - ポップンミュージック サニーパーク（2012年（平成24年）12月5日稼働）
テーマは「陽の当たる公園」。メインタイトルでは21作目にあたるが、今作よりタイトルからナンバリングが外された。前作同様新規導入店舗にて12月5日に先行稼働が開始され、その他の店舗は12月12日に稼働開始された。
この作品以降から、オフラインの稼働が不可能となった。
楽曲選択のユーザーインタフェースが従来から変更され、beatmania IIDXのフォルダ選択に近い形式に改められた。今作より本人歌唱の版権楽曲はハリアイ絵の代わりに楽曲のジャケット画像を表示するようになっている。
プレイモードは前作で新設された「NORMALモード」（「EASYモード」と統合）と前作と同じ「BATTLEモード」の2つのみになり、また5ボタン譜面が無くなり新たにEASY譜面が新設された。
難易度表示が最大50段階に変更され、レベル43までの旧難易度からはおおむね+6された表記となる。
今作のみ、「ポップル」と呼ばれるプレイヤーのアバターキャラクターが新たに採用されている（次作以降は廃止）。プレイに応じてbeatmania IIDXのクプロ同様にカスタマイズパーツが追加される。
ポップン20に引き続いてキャンペーン第2弾として一般公募楽曲が採用された。
キャラクターごとに誕生日が設定され（カード、キャラブックなどで公式設定済みのものを含む）、誕生日期間中にそのキャラクターを使用することでお祝い画像を獲得することが可能となっている。
個人やりこみイベント1「ポップンウォーカー」
2013年（平成25年）3月14日から追加された。15のイベントに近いイメージでプレイ終了後に得られるポイントを消費して自分のポップルを移動させ、マップを探索して隠し要素を発見していく。2013年7月2日を以って終了し、解禁できなかった隠し曲は「わいわいポップン動物園」へと持ち越された。
個人やりこみイベント2「わいわいポップン動物園」
「ポップンウォーカー」に代わるやりこみイベント。2013年7月3日から追加された。プレイ終了後に得られる動物を対応する楽曲のボタンを押して動物を送り込む。動物園がいっぱいになれば楽曲が解禁される。
左下は旧曲枠になっており、解禁までに送る動物の数が低い。終了した一部の連動イベントの未解禁曲もこちらで継続解禁する形となる。
「インボルク」「エンジェリオン」以外の全曲を解禁すると、いよいよ佳境。まず、「THANK YOU!!」の文字を作って「インボルク」を解禁し、そして「21」の文字を作れば「エンジェリオン」が解禁され、コンプリート。エンディングとなる。
pop'n music ラピストリア - ポップンミュージック ラピストリア（2014年（平成26年）6月25日稼働）
テーマは「宝石」。メインタイトルでは22作目にあたる。本作からDJ YOSHITAKAがプロデューサーに就任。サブタイトルである『ラピストリア』とは、宝石や石を意味する「ラピス (lapis)」と、歴史や物語を意味する「ヒストリア (historia)」という2つの単語を組み合わせた造語。
本作は従来の「ポップンワールド」と、新たな世界である「ラピストリア」という2つの世界を舞台にしており、「ラピス」という宝石で2つの世界を行き来するという設定になっている。このため、本作のメインの舞台となる異世界「ラピストリア」の世界に属するキャラクターは、従来のものから絵柄が大幅に変更されているが、ラピストリア側のキャラクターもポップンバトルの際には「ラピス」を使ってポップンワールドに戻り対決するという設定のため、プレイ画面のアニメーションでは従来通りの絵柄になる。
Hi-SPEED調整が×10.0まで拡大し、0.1刻みで調整ができるようになった他、ゲージの減り具合の変更など、細分化されたオプションが追加された。スコア配分方式が変更され、「COOL：GREAT：GOOD：BAD」の配点比率が前作までは「10：5：1：0」だったものが、本作より『jubeat』シリーズや『ポップン リズミン』と同様の「10：7：4：0」に変更された。新曲については、これまで搭載されていたジャンル名が廃止された（旧曲のジャンル名は残存）。前作までの曲も含めて曲別の専用背景が撤廃され、画面全体を使ってアニメーションする汎用背景となった。背景自体は1種類だが、キャラクターの属性に応じてエフェクトが変化し、ゲージがGOODゾーンに達すると全体の配色が青→オレンジに変化する。
前作のポップルが廃止された代わりに、今作では「キャラデコ」が新たに登場し、台詞やエフェクトなどの装飾パーツを組み合わせることでプレイヤーキャラクターの立ち絵をデコレーションできるようになった。これに伴いキャラクターが全面に押し出され、楽曲開始前やリザルト画面ではプレイヤー側と相手側のキャラクターが双方大きく表示され、お互いの台詞も出るようになっている（台詞は基本的にNET対戦のものを流用）。また、キャラクターを使用したり担当曲をプレーすることで「親密度」を示すハートゲージが上昇し、キャラデコパーツを獲得できるなどの要素も新たに登場している。
新要素として本作のみ「ポップンオーラ」が搭載され、オーラを溜めて消費することで新曲のEX譜面やポップンオーラ隠し曲を選択できるようになる。これまでと異なり新曲EX譜面の常駐はできないが、オーラの消費量は稼働が進むごとに徐々に緩和されていく形式となっており、最終的にはオーラが不要になる楽曲もある。
2014年9月24日よりeAMUSEMENTアプリのプレーシェア機能に対応し、アプリにリザルト画面の情報を画像データとして保存・登録できるようになった。
個人やりこみイベント「ストーリー」
本作では本格的な会話デモ付きの「ストーリー」が導入され、プレイ開始時に特定のストーリーを選択することで話を進め、楽曲やキャラデコパーツなどの隠し要素などを解禁していくことができる。これに伴い、前作の「つぎドカ!」で登場した4人組（烈・氷海・風雅・鈴花）が従来のミミ・ニャミと並んでストーリー上のメインキャラクターに昇格している。
定期的な配信によりストーリーが増加していくほか、ポップンミュージックカードやサウンドトラックの特典として新たなストーリーも出現する。
pop'n music éclale - ポップンミュージック エクラル（2015年（平成27年）11月26日稼働）
テーマは「輝き」。メインタイトルでは23作目にあたる。キャラクターや楽曲の選択画面が再びカテゴリ方式に変更され、お気に入り登録機能が追加された。公募企画サイト「ポップンクリエイターズパーティー」と連動し、楽曲やキャラクターデザイン、ユーザーからのお願いなどの公募イベントが開催され、公募採用による楽曲が多数登場。キャラクターの属性に合わせてプレイ画面の汎用背景が5種類用意されており、それに重ねる形でSunny Park以前の楽曲専用背景（1枚絵）も復活した（ラピストリア以降の楽曲は汎用背景のみのまま）。新オプションカテゴリ「JUDGE+」が追加され、叩いたときの判定が早いか遅いかを表示する「TIMING」などが設定。「キャラデコ」は前作から引き続き搭載され、ジャケットが表示される楽曲はオプション選択画面などでは本来の担当キャラクターが表示されるようになり、親密度も上昇するようになった。また、後のアップデートでPASELIプレー時もコインプレーと同等の内容を選べる廉価モードが追加された他、PASELI使用時に限りポップンミュージックカードの連続払い出し機能が追加された。
個人やりこみイベント「ポップンスターメーカー」「スターファクトリー」
キャラクターの描かれた「キャラメダル」を使って各エリアのキャラクター達と戦い、メダルを収集・成長させていくイベント。メダルバトルではメダルを成長させる「経験値」と、楽曲やアイテムの解禁に使用できる「ルミナ」が獲得でき、「スターファクトリー」でルミナを消費して楽曲などの隠し要素を解禁できる。特定条件により出現する隠しエリアも設定され、ボスキャラクターを倒してメダルを獲得すると新たな楽曲が解禁可能になるなどの要素がある。
前作のポップンオーラは廃止され、新曲のEX譜面は一部を除いてスターファクトリーで個別に購入する形式となった。
pop'n music うさぎと猫と少年の夢 - ポップンミュージック うさぎとねことしょうねんのゆめ（2016年（平成28年）12月14日稼働）

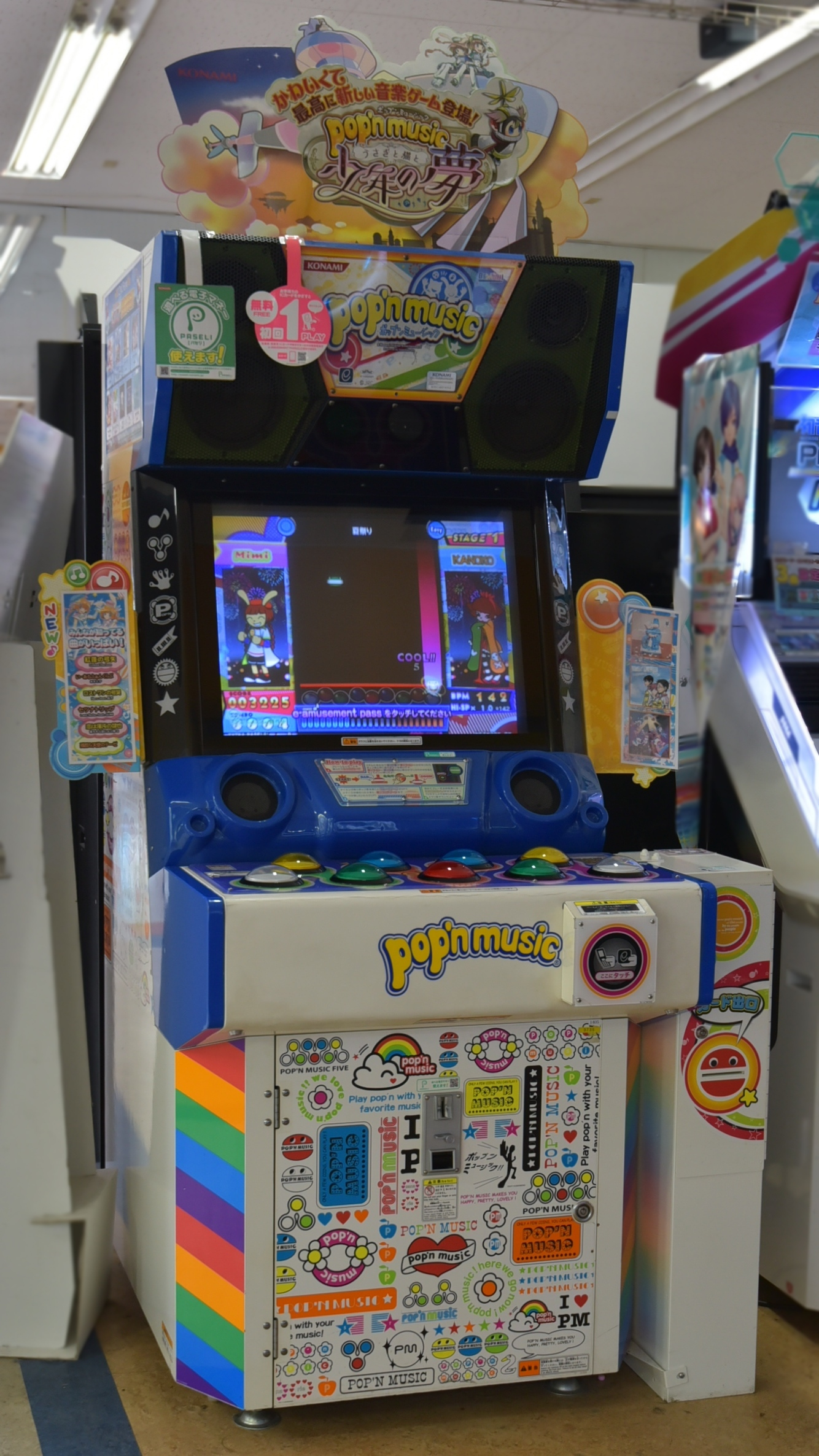
『pop'n music うさぎと猫と少年の夢』（コナミ）の筐体。導入されている旧筐体正面の付属装置は、e-AMUSEMENT PASSの読取り部。

 テーマは「スチームパンク」。メインタイトルでは24作目にあたる。公式略称は『うさ猫』。今作ではナビゲート役として新キャラクターの少年「ナビくん」（声優：村瀬歩）が登場し、ゲームの案内役を務めるほか、プレー状況によって様々な姿に進化する。新要素としてボタンを長く押し続ける「ロングポップ君」と、ボタンを押した時に打楽器音が鳴るオプション「GUIDE SE」が登場。新曲のEX譜面は最初から選択できるようになった。選曲画面ではAC5以来久々に担当キャラクターのアイコンが表示されるようになった他、後のアップデートで各キャラクターの担当曲を絞って選べる「キャラから選ぶ」カテゴリも追加された。
個人やりこみイベント1「ナビくんとオーパーツ巡りの旅（ナビ旅）」
進めたいオーパーツ（マップ）を選択することでナビくんがプレーに応じて距離を進んでいき、各終点にある宝箱を獲得するとデコパーツや楽曲を獲得できるイベント。進行状況に応じてナビくんの絵日記を見ることができる。イベントの終盤にはAC15の「わくわくミミニャミ探検隊」を彷彿とさせる特殊な演出が挟まれた。
個人やりこみイベント2「ナビフェス」
開催したいフェスを選択するとプレー結果に応じて観客が増えていき、目標の人数に達すると楽曲を解禁できるイベント。最後のフェスでは会話パートが挟まれた。
pop'n music peace - ポップンミュージック ピース（2018年（平成30年）10月17日稼働）
本作の稼働期間中の2019年5月1日に元号が平成から令和に変わったため、本作が「平成最後に稼働開始したpop'n musicのバージョン」および「平成と令和を跨いだpop'n musicのバージョン」となった。
テーマは「原点回帰」。メインタイトルでは25作目にあたると同時に、『pop'n music』シリーズ20周年記念作品。メインイラストの画風が再び変更され、前作までの塗り方は継承しつつも『Sunny Park』以前のようなデフォルメ風を意識したものに回帰した。20周年記念作という事もあり、今まで移植されていなかったCS版の楽曲の移植や過去楽曲の追加譜面を多数実施。さらに、すわひでおや新谷さなえなど、過去にポップンに携わっていたアーティストも久々に参加した。AC11で登場した「ウラ譜面」が一部復活し、同様のコンセプトで過去曲に新たな高難易度譜面を用意した「UPPER譜面」も登場。汎用背景はキャラクターの属性に関係なく1種類のみに戻り、ゲージ量に応じた色の変化もなくなった。
2019年（令和元年）12月23日より稼働開始したカードプリントターミナル『カードコネクト』に対応しており、ポップンミュージックカードはリニューアルされた上でそちらから入手する形式となった。
個人やりこみイベント1「ポップンタイムトリップ」
プレーに応じて過去作品を意識したスタンプカードを埋めていくとデコパーツや楽曲を獲得できるイベント。ミミとニャミがMZDの依頼で過去作品の時代を巡るという設定で、進行状況に応じて短いストーリーが挿入される。また、ストーリーの無いスタンプカードとして他機種編や合同イベントのものも用意されている。
当初は「ポップンタイムトリップ プロローグ（ポプローグ）」という名称でスタンプカードの順番が固定だったが、2019年（平成31年）3月7日よりイベント名を改題の上、ルールをスタンプカード選択式に変更してリニューアルされた。
個人やりこみイベント2「ポップンイベントアーカイブ」
プレーに応じて過去作品を意識したイベントを攻略し、楽曲を獲得できるイベント。「かつてクリアしたはずのイベントで新発見があった」という設定で、過去作のイベントのインターフェースをほぼそのまま再現したイベントが展開される。ただし、あくまでも見た目上の再現に留まっており、当時存在したランダム要素などは排除されている。
pop'n music 解明リドルズ - ポップンミュージック かいめいリドルズ（2020年（令和2年）12月9日稼働）
テーマは「和風＋推理物」。本作が「令和で最初に稼働開始したpop'n musicのバージョン」となった。また、シリーズで初めて純粋な新キャラクターが1体も登場しないタイトルとなった。
個人やりこみイベント「解明! M&N探偵社」
「謎（リドル）」で指定された条件をクリアすることで「解明度」を貯め、楽曲や追加譜面を解禁していくイベント。ミミとニャミが経営する「M&N探偵社」に届く依頼をこなしていくという設定で、示された謎の答えとなる楽曲やキャラクターを選択することで解明度が上昇し、解禁が行われる。
上記の他、『peace』のオリジナルサウンドトラックに収録された新曲を解禁できる「peaceサントラ発売記念SP」、『Lively』に登場した他機種からの移植曲を中心に解禁できる「出張! ポップンクエスト Lively」も開催された。
pop'n music UniLab - ポップンミュージック ユニラボ（2022年（令和4年）9月13日稼働）
テーマは「研究所」。
本作の新機能として判定ラインを上下に調整できる「LIFT」、『Lively』からの移植としてポップ君を叩いたときに打楽器音が鳴るオプション「GUIDE SE」に「クラップ」と「リム」が導入された。
個人やりこみイベント1「なるなる♪ユニラボ実験室!」
ラボチームを選択して実験を行い、それに応じた楽曲や追加譜面を獲得できるイベント。プレーした成績やブーストカテゴリからの選曲などに応じて「Unit」を獲得して実験を進め、最大まで溜まると研究が完成して解禁が行われる。
個人やりこみイベント2「覚醒のエルム」
「なるなる♪ユニラボ実験室!」の最終解禁曲で登場したキマイラのエルムを主役に据えたイベント。解禁したい楽曲を選択し、ラボメンバーから提示される研究課題（お題）を達成することで徐々に覚醒が進み、デコパーツや楽曲が解禁される。
pop'n music Jam&Fizz - ポップンミュージック ジャムアンドフィズ（2024年（令和6年）9月25日稼働、最新作として稼働中）
テーマは「アメリカンダイナー」。
譜面別のオプション保存機能を初搭載。「EXTRA STAGE SPECIAL MUSIC」としてシーズン毎に切り替わるEXTRA STAGE専用曲が登場した。「GUIDE SE」に音量調節機能を追加。すぐに終了できる「クイックリタイア機能」も追加された。
個人やりこみイベント「Poppin' Burger」
ショップを訪れるゲストにハンバーガーを提供し、それに応じたデコパーツや楽曲、追加譜面を獲得できるイベント。プレーした成績やブーストカテゴリからの選曲などに応じて「具材」を獲得してバンズの上に重ねていき、ハンバーガーを完成させると解禁が行われる。

#### 家庭用ゲーム (CS) 版
AC版の同名タイトルの移植であるが、収録曲やシステムなどは一部異なっている。シリーズとしては、『14』までのナンバリング作品と、ベスト盤などが発売されている。
CEROのレーティングは、『Best Hits!』『8』以降から『12』までの全ての作品（ベスト版『7』も含む）が「全年齢対象」、『13』以降も全ての作品が「A（全年齢対象）」となっている。
pop'n music - ポップンミュージック（PS/DC・1999年2月25日発売）
PlayStationとドリームキャストに移植された家庭用作品。CS版オリジナルの新曲5曲を隠し曲として収録。隠し要素としてHYPER譜面やHIDDEN、RANDOMなどのオプションがAC版に先駆けて初搭載された。初心者向けの配慮として、オプション設定により9ボタン譜面の両端のポップくんを自動演奏にした5ボタン・7ボタンプレイも可能。家庭用オリジナルモードとしてFREEとTRAININGも追加された。開発は、コナミグループの1つ、KCEY（コナミコンピュータエンタテインメント横浜 2005年4月1日コナミへ吸収合併）が担当した。この作品で、高難易度のクラシックシリーズが初登場。以降、クラシックシリーズはCS11まで続く。
コナミのドリームキャスト参入第1弾ソフトとなった。
pop'n music 2 - ポップンミュージック2（PS/DC・1999年9月14日発売、2000年5月25日PSのみベスト版発売）
後に発売されるアペンドディスクを起動させるためのキーディスクとなっている（CS5、CS6も同様）。CS1に収録されている全ての楽曲が再録されている（但し、CS1の多くの楽曲はAC2と同様に、代理のキャラクターが担当している）うえ、家庭用新曲の数も増量。曲・譜面別のハイスコアとプレイ回数も記録できるようになった。前作からゲームオプションの設定項目が整理され、CS1で8段階だった難易度は4段階に減少した。また、前作やAC2とは異なり、NORMALとTRAININGではオジャマが一切出現しないようになった。隠しモードとしてMARATHON、SURVIVALが収録されている。このうちSURVIVALモードでは、AC版に先駆けセレクトボタンでHi-SPEED（×2、×4）が使用可能となっていた。PS版はPocketStation、DC版はビジュアルメモリに対応しており、後のGB版のような5ラインプレイの携帯用ミニゲーム「どこでもポップンミュージック」をダウンロード可能だった。このミニゲームはCS4の「Vol.3」まで続いた。
2000年にはPS版が廉価版「コナミ ザ ベスト」として再登場した。
pop'n music 3 APPEND DISC - ポップンミュージック3 アペンドディスク（PS/DC・2000年2月10日発売）
このCS3と次作CS4は単体では起動できないアペンドディスクであり、キーディスク（CS2、CS5、CS6）がないと起動出来ない仕様となっているが、その代わり価格は低く抑えられている。この作品以降は基本的に「CS版はアーケード・家庭用の新曲と前作の隠し曲が収録」という慣例になった。AC版に収録されていた新曲のうち3曲が諸事情で家庭用には収録されなかった（以降のシリーズでもたびたび見られる）。前作ではSURVIVALモードでしか使えなかったHi-SPEED（QUICK（×2）、TURBO（×4））が標準で使用可能になり、曲別のハイスコアにMAXコンボ数も同時に記録されるようになった。ただし、ハイスコアの高い時の記録が優先されるため、以前よりも低いMAXコンボ数のものが前の記録を上書きしてしまうケースもある。サンプラザ中野・パッパラー河合によるユニット「スーパースランプ」の楽曲「僕たちの計画」が収録されている。
pop'n music 4 APPEND DISC - ポップンミュージック4 アペンドディスク（PS/DC・2000年10月12日発売）
前作CS3と同様にアペンドディスク。この作品の発売前にKCEYがKCES（コナミコンピュータエンタテインメント札幌）と合併したため、社名がコナミコンピュータエンタテインメントスタジオ（コナミ本体に開発会社を集中させる直前にあった同名会社とは別会社）に変更になっている。なお、開発は旧KCEYにあたる横浜事業所で行われ、主要な開発スタッフの入れ替わりはない。AC4にあった通信対戦モードは収録されていないが、アーケードでは廃止されたBEGINNERモードが仕様を変更して復活し、収録曲をより簡単な譜面でプレイする事が可能となっていた。前作まで設定されていたサウンドテストモードは廃止された。CS3に収録されなかったAC3の楽曲2曲がスペシャルトラック扱いで収録されている。DC版は同ハードの『サイレントスコープ』と共にコナミのセガ製ハードの最後のソフトとなった。
pop'n music 5 - ポップンミュージック5（PS・2001年11月22日発売）
家庭用ポップンミュージックシリーズのリリースはCS4以来しばらく停止していたが、ユーザーからのシリーズ復活を求める声に応えて製作が再開された。この作品からPSのみのリリースとなる。この間にAC6が稼動していたため、AC6の新曲8曲と版権曲2曲が隠し曲として先行収録され、AC5の形式でこれらの楽曲をプレイする事が出来る。PS版の過去アペンドディスク（CS3、CS4）へのキーディスクとしても使用可能。CS版では既に導入されていたHi-SPEED×2、×4に加えAC6からHi-SPEED×3が先行収録となり、固定オプションとして設定できるようにもなった。AC5で5ライン譜面が正式登場した事により、両端がオート演奏になるオプションは廃止され、FREEやTRAININGのメニューで7ラインプレイ（両端オート）が選択できるのみとなった。また、CS版では本作のみハイスコアを更新してもスコア部分にHi-SCOREの表示が出ず、5ライン譜面と9ラインNORMAL譜面のハイスコアが同一に扱われる。この作品のみ携帯電話接続ケーブルを使ったパズルCGのダウンロード企画が行われていたが、現在は既に配信サービスは終了となっている。
pop'n music 6 - ポップンミュージック6（PS・2002年6月27日発売）
PSながら100曲以上の収録曲数を誇り、キャラクターなどのアニメも滑らかになったが、ハードのメモリ容量、性能の都合で、前作よりもディスクの読み込み時間が長くなり音質も低下、AC6にあった「ステップアップチャレンジ」（いわゆる「色譜面」）とBATTLEモードは収録されなかった。また、AC6に収録されていた版権曲は12曲のうち2曲しか収録されず、残りは2曲を除いて先述のCS5（先行収録・2曲）・CS7（1曲）・ベストヒッツ!（5曲）に収録となる。代わりとして『pop'n stage』シリーズに収録されていた楽曲とキャラクターが、旧曲も含め一部を除いて収録されることになった。AC8と連動して、オリジナルコースを使った「風林火山コース」というインターネットランキングも行われたが、CS6ではバグにより楽曲ごとの得点が満点である10万点を越えてしまう現象が発覚し、それを利用した不正行為があったため、成績上位者への認定証発行の企画は中止となった。PS版の過去アペンドディスク（CS3、CS4）へのキーディスクとして使用可能。
pop'n music 7 - ポップンミュージック7（PS2・2002年11月21日発売、2005年11月3日ベスト版発売）
プラットフォームをPS2に変更し、ディスク媒体もDVD-ROMとなった。このため、画質や音質が格段に向上した。PS2にて発売されたCS7以降のシリーズは、PS版の過去アペンドディスク（CS3、CS4）へのキーディスクとしては使用できない。初心者向けの「スタディモード」が初登場。BATTLEモードも家庭用では初収録となる。店舗対抗イベントだった「BINGO de 7」は未収録で、それらの隠し曲は代わりに通常隠しとして出現するようになった。この作品のみ、実験的な試みとしてモード選択画面がアーケードモードの「SIDE A」と家庭用オリジナルモードの「SIDE B」に分割されている。前作までのFREEとTRAININGが合体し「FREE TRAINING」に変更。CS版ではこの作品から曲のクリア状況が記録されるようになったものの、この時点ではまだRECORDS画面でしか確認が出来なかった。CS7から搭載されたこのクリアマークはAC版のものとは少し異なり、EXPERTモードでの完奏も曲をクリアした扱いとなっていた。
2005年には「コナミ ザ ベスト」として廉価版が11月にCS8と共に、翌月にはCS9とCS10もそれぞれ再発売されている。パッケージがリバーシブル仕様になっていたり、一部のタイトルで隠し曲の出現方法などが少し異なる、取扱説明書に多少の変更が見られる、などの細かい違いはあるが、ゲームの内容は通常版とほぼ同じである。
pop'n music 8 - ポップンミュージック8（PS2・2003年7月3日発売、2005年11月3日ベスト版発売）
店舗対抗イベントだった「すごろく de 8」がCS版向けにアレンジされて収録し、家庭用初の解禁イベント収録となった。新曲としてPlayStation 2用ソフト『ANUBIS ZONE OF THE ENDERS』のテーマソングのアレンジ曲（ヨーロッパ版『ANUBIS』テーマソング）を収録。スタディモードはパワーアップし、1ボタンから9ボタンまでプレイ可能な「スタディチャンネル」として登場。RECORDS画面だけでなく曲選択画面でも譜面難度ごとにクリアマークが表示されるようになり、クリアした曲の確認がしやすくなった。このクリアマークはAC9・CS9のものとは異なり、上位譜面をクリアしても下位譜面のクリアマークが選択画面で表示されなくなることはない。
pop'n music 9 - ポップンミュージック9（PS2・2004年2月19日発売、2005年12月1日ベスト版発売）
AC10より3曲が先行収録。また、本作よりAC版で『ee'MALL』にて配信されていた楽曲も収録されるようになる。スタディモードは収録されていないが、隠しモードとして全曲を通してプレイする「マラソンモード」が復活。FREEとTRAININGは再びモードが分割された。店舗対抗イベントだった「戦え! ギャンブラーZ」はCS版向けにアレンジされ、新たに一部のボスキャラクターと楽曲を変更して収録された。AC9と同様に、CS版オリジナル曲のロングバージョンも収録。
pop'n music 10 - ポップンミュージック10（PS2・2004年11月18日発売、2005年12月1日ベスト版発売）
店舗対抗イベントだった「お星様にお願い!」の内容が大幅に変更され、スロットを回して文章を揃え、完成した文章により隠し要素が解禁される形式となった。初心者用モードは「スタディランド」としてリニューアル。また、デフォルトのプレイヤーキャラクターをオプションで設定できるようになった。EXTRA STAGEの仕様が変更され、CS10からは曲終了時に通常モードでクリアできるゲージ量（約3分の2以上）がなければクリアメダルを獲得できないように変更された。なお、AC10以降のようにNO BADでクリアする必要はない。本作から、家庭用オリジナルの新曲には全曲EX譜面が用意されている。AC12との共同企画で、PS2の内蔵時計が発売当時2004年のクリスマスを過ぎると解禁される隠し曲「クリスマスプレゼント」が登場、AC12でも同時期に同ジャンル名でクリスマス曲メドレーが期間限定で解禁されたが、曲の構成はAC12版とCS10版でそれぞれ全く異なっている。AC12版はCS12に移植され、CS10版はAC peaceにてACに移植された。
pop'n music 11 - ポップンミュージック11（PS2・2005年7月21日発売）
店舗対抗イベントだった「ポップンツーリスト」が大幅に様変わりし、マイレージを消費してミミとニャミが世界各地を旅行し、プレイ中に届くメールによって隠し要素が解禁という形式に変化した。AC11で登場したウラ譜面は版権曲1曲を除いて全て収録されており、本作のみのCS版オリジナル曲のウラ譜面も収録された。また、これらの楽曲は表譜面として、従来の譜面も再録されている。キャラクターのアクションのみを見る事が出来る「キャラクターガイド」が初登場。CS版ではこの作品から、選曲画面で譜面の種類を変更すると、カテゴリ内の曲がそれぞれの譜面の難易度順に自動でソートされる。また、通常判定とCOOL判定（EXPERTモード）のハイスコアが別々に保存されるようになり、これらのハイスコアデータを一括消去することも可能になった。AC13のハイスコアとは異なり、通常判定とCOOL判定のクリア状況が別々に扱われるため、前作までのようにEXPERTモードを利用して通常のクリアメダルを簡単に付けることはできない。AC11のようにオプション画面での逆送りが搭載されたが、CS11ではAC11とは設定が逆で、左側が順送り、右側が逆送りとなっていた。コンティニュー時にセレクトボタンを押す事で、前回選択した楽曲とノルマのまま再開できるクイックコンティニューを初搭載。開発会社がこの作品でコナミ株式会社に統合されている。
pop'n music 12 いろは - ポップンミュージック12 いろは（PS2・2006年3月2日発売）
同時期に発売となった家庭用ソフト『Dance Dance Revolution STR!KE』や『GuitarFreaksV & DrumManiaV』のセーブデータと相互連動して出現する隠し曲が目玉となった（ただし、隠しコマンドやプレイ条件での解禁も可能ではある）。ユーザーからの人気投票による旧曲のリクエスト楽曲も収録され、AC12では特殊状況でしか実行できないランダムキャラクター選択も任意に可能となっている。GAME LEVELの設定が前作までの4段階からCS1以来の8段階（AC基準）に戻り、オプション画面での逆送りボタンもAC版と同じ仕様に変更された。また、AC版と同じくEXPERTモードではクリアメダルを獲得できなくなった。店舗対抗イベントだった「ポップン秘伝忍法帖」はほぼそのままCS版向けにアレンジされた。AC12のNET対戦モードに代わり、ほぼ同じルールでCOMキャラと擬似対戦を行う「対戦モード」が登場し、2種類のミニゲームも収録された。
pop'n music 13 カーニバル - ポップンミュージック13 カーニバル（PS2・2006年9月28日発売）
AC版スタッフの参加や、家庭用新曲としての版権曲収録など新しい試みが見られる作品。同時期に開発されたAC14同様、コナミデジタルエンタテインメントへ移管となり、事実上AC版・CS版の開発チームの垣根がなくなった。タイアップ楽曲として週刊少年マガジンで連載されているルポ漫画『もう、しませんから。』から「セイント★セイジのうた」、東芝EMI『姫トランス』から「butterfly」のリミックスが登場。AC版と同じく他ゲームとのコラボレーションとして『アラビアンクリスタル』と『幻想水滸伝V』の楽曲とキャラクターが収録されている。「スタディランド」やビートシンク（曲に連動した振動）がなくなり、AC13同様スタッフロールも廃止された。引き続き収録となったミニゲームの内容は運動会風のものになり、更にミニゲームのインターネットランキングも開催。AC版の店舗対抗イベント「わくわくポップンランド」「わくわくポップンワールド」はほぼそのままCS版向けにアレンジしての収録となった。またこの作品は「東京ゲームショウ2006」に出展された。
pop'n music 14 FEVER! - ポップンミュージック14 フィーバー!（PS2・2007年7月12日発売）
AC15から搭載の0.5刻みのHi-SPEEDオプションを先行収録。AC版の版権曲である『スーパーマリオブラザーズ』のBGMメドレーは収録されていないが、アニメ『天元突破グレンラガン』とのコラボレーションなど、CS14独自の版権楽曲も新たに4曲が追加収録された。また、初代『ee'MALL』の楽曲のうち「Jack and Mark Get Busy!」を除く46曲が、過去のCS版に収録された曲も含めてまとめて収録。これらの楽曲は当時の『ee'MALL』のようにポイントを溜めて購入する形式となっている。その代わり、前作の隠し曲の収録はされず、『ee'MALL』曲を除いた再収録曲も僅か4曲である。本作のミニゲームは「ポップン14」が主役で、プレイすると前述のポイントを溜めることができる。ゲーム中の楽曲を聴ける「ぽぷっとプレイヤー」が新たに搭載されたが、インターネットランキングとマラソンモードは廃止された。
AC版からの移植作品は『14』をもって事実上終了したが、後にAC15以降の要素が多く反映されたPSP版『pop'n music portable』シリーズが発売されている（#本編関連作品の節を参照）。

### 派生作品
ここでは、ナンバリングシリーズ以外の作品を記す。

#### 本編関連作品
本編の楽曲やシステムをベースにしているがナンバリングのないオリジナル作品。
bemani pocket pop'n music - ビーマニポケット ポップンミュージック（液晶携帯ゲーム・1999年8月26日発売）
携帯型ゲーム「ビーマニポケット」シリーズの一つ。9つの小さなボタンが付いており、白黒液晶画面でプレイする。収録曲はCS1から7曲。
pop'n music GB - ポップンミュージックGB（GBC・2000年3月30日発売）
ゲームボーイカラー専用のオリジナル作品。ハードのボタン数の関係上、先に発売された『beatmania GB』と同様にGBCの十字キーやボタンを使った5ラインプレイとなり、全曲がインストアレンジされている。家庭用ハードの作品よりも覚えるべきキーが少なく難易度は比較的控えめ。収録曲はAC・CS双方の『1』『2』『3』より15曲と、GB版オリジナル曲10曲で構成され、携帯ゲームながらベスト盤のような形態であった。システムのベースとなっているのはCS2とCS3だが、Hi-SPEEDやRANDOMなどのプレイオプションは搭載されていない。ORIGINALモードは短いMARATHONモードのような形式となっている。通信対戦ケーブルを使用したVERSUSモードも搭載。バッテリーバックアップは搭載しておらず、パスワード形式を採用している。開発は『beatmania GB』を製作した当時のKCEK（コナミコンピュータエンタテインメント神戸）が担当しており、同じくKCEK開発のNINTENDO 64用ソフト『らくがきっず』のBGMとキャラクター「ベアタンク」がゲスト出演している。GB版オリジナルの曲が好評だったため、後のシリーズ（CS4、AC7、AC10）で徐々にアレンジ移植され、最終的に全10曲が本家のシリーズに登場した。GB版の公式サイトはKCEK合併時に消滅し、現在も復活していない。
pop'n music Best Hits! - ポップンミュージック ベストヒッツ!（PS2・2003年2月27日発売）
家庭用オリジナルの記念作品。AC版、CS版双方の『1』から『6』までの作品の中から、ユーザーのリクエストによって選曲された曲が収録された。PS2で発売されたシリーズの中で唯一、ディスクがDVD-ROMではなくCD-ROMとなっている。CS6では未収録だったAC6収録版権曲のうち5曲に加え、オリジナルの新曲や旧曲のリミックス版なども収録されている。また、参加アーティストであるすわひでおとSanaがゲーム中の「BEST HITS!」モードの司会進行役としてボイスを担当している。主なシステムはCS7がベースとなっているが、CHALLENGEモードやBATTLEモードは収録されていない、オジャマの有無をオプションで切り替え可能、前回の選択キャラクターや楽曲のカーソル位置が保存される、など細部で変更がある。この作品のみ、プレイを録画しメモリーカードに保存できるリプレイ機能を搭載している。
pop'n music Be-Mouse - ポップンミュージック ビーマウス（Windows（XP、2000、Vista）・2008年5月22日発売）
PC用マウスとポップンミュージックが一体となったゲーム。マウスにACポップンのデバイスと同色の9ボタンが付いており、パソコンに接続して気軽にポップンミュージックを遊ぶことができる。インターネットを介した楽曲購入・追加が可能。画面デザインや演出はAC14がベースとなっている。使用ボタン数は3ボタン、5ボタン、9ボタン（NORMAL・HYPER）で、譜面はビーマウス独自のものとなっているが、隠しコマンドによってアーケード版と同様の譜面を遊ぶことも可能（一部例外あり）。キャラクターのアニメ方式が本家とは一部異なる。
2009年8月21日以降からは本体価格が改定され、追加楽曲30曲のダウンロードがすべて無料となった。なお、楽曲の配信サービスは2010年3月末をもって終了、さらに2010年6月1日以降はオンラインサービスも停止され、これ以降はアプリケーションの再インストールや楽曲の再ダウンロードが行えなくなる。
ポップンミュージック（Wii・2009年8月6日発売）
シリーズ初のWii向け作品。タイトル表記はカタカナでナンバリングは無く、「レッツ、フリフリ、ポップンタイム♪」というキャッチコピーが付けられている。Wiiリモコンとヌンチャクを画面内の5つのボタンに見立てて振るという操作形態を採用している。他のシリーズと異なりポップ君を叩いて演奏するのではなく、BGMに合わせてポップ君をタイミング良く叩くと手拍子などのリズム音が出るようになっており、雨の雫や猫の鳴き声など複数の音色から選択して変更できる。オンライン対応となっており、有料ダウンロードコンテンツとして追加楽曲が配信されている。
なお、本作は北米においても2009年11月11日に『pop'n music』のタイトルで発売された。ダウンロードコンテンツも含め、日本版とは収録曲が大幅に異なっている。ESRBのレイティングは「E (Everyone)」。2010年2月26日にはヨーロッパでも『pop'n rhythm』のタイトルで発売された。タイトルと一部の収録曲は異なるが、北米版をベースとした移植となっている。ただし、日本版・北米版とは異なりダウンロードコンテンツは用意されていない。PEGIのレイティングは「3+」。
pop'n music portable - ポップンミュージック ポータブル（PSP・2010年2月4日発売）
PlayStation Portable向けのBEMANIシリーズとしては初の作品。ボタン配置はPSP版独自のものが採用されており、使用するボタン数を5・7・9個から選択可能で、新たに5ボタンや7ボタンのHYPER譜面なども追加されている。収録曲やデザインなどは『15 ADVENTURE』がベースとなっているほか、過去シリーズやAC16以降からも抜粋された人気楽曲、本作独自の版権曲なども収録された。これまでの据置機向け作品とは異なり、アーケードモードやトレーニングモードは存在せず、ミミ・ニャミを操作してポップンランドを冒険し、登場キャラクター達とポップンバトルをしながら隠された宝を探すストーリー仕立ての「アドベンチャーモード」がゲームのメインモードとなっておる。他にもクリアした曲を自由に聴ける「ミュージックプレイヤーモード」を搭載。またアーケード版『18 せんごく列伝』との連動機能も設定された。開発はハドソンが担当している。
2010年7月15日以降、廉価版「ベストセレクション 夏割」「- 秋割」「- 冬割」として再発売された。
HELLO! POP'N MUSIC - ハロー! ポップンミュージック（AC・2011年3月23日稼働）
シリーズで初めてアメリカへのアーケード展開を視野に入れた派生作品で、アメリカでは『POP'N MUSIC』のタイトルでリリース。アメリカでは2010年6月、日本では2010年11月よりロケテストが行われ、アメリカ版は先行して2011年1月にリリースされた。
内容は最低4つのボタンのみでプレイする初心者・低年齢層向けの作品で、2人同時プレイやダブルプレイも可能。筺体は『ザ★ビシバシ』の筺体をベースにした新規開発のもので、16:9のワイドモニターや非接触式のカードリーダーを採用している。
e-AMUSEMENT PASSを使ってプレーすると選択したキャラクターとの親密度を示すTOKIMEKI METER（トキメキメーター）が少しずつ上昇し、一定値に到達すると、各キャラクターの待受画像や各キャラクターからのメール（いずれも携帯電話用サイト「コナミネットDX」への登録が必要）、隠し楽曲などの特典が貰える。PASELIには未対応。
なお、アメリカ版と日本版では収録曲や一部の仕様が異なるほか、アメリカ版のみリデンプション（景品チケット払出）機能が搭載されている。
日本版は、2012年3月31日にe-AMUSEMENT PASSメンバーズサイトが終了し独立サイトへ移行したことに伴い、本作の同サイト向けコンテンツ・携帯コンテンツが終了した。それ以降もe-AMUSEMENTサービス（オンライン稼働）は継続していたが、2016年2月4日をもってこちらも終了となった。
pop'n music portable 2 - ポップンミュージック ポータブル2（PSP・2011年11月23日発売）
PSP版第2弾。『16 PARTY♪』をベースとした作品で、同作の解禁イベントを前作のアドベンチャーモード同様の形式でアレンジした楽曲解禁モード「パーティーモード」がゲームのメインとして据えられている。ー新たな要素として、ロード時間が短縮されるデータインストールと、通信機能を利用した楽曲ダウンロードに対応し、さらに前作にはなかったトレーニングモードおよびオートプレイが復活した。前作同様、過去シリーズやAC17以降からも抜粋された人気楽曲が収録され、さらにダウンロード楽曲にはAC20からの先行曲も含まれている。またアーケード版『20fantasia』との連動機能も設定された。
2013年3月14日には廉価版「PSP the BEST」として、UMD版とダウンロード版が再発売された。
pop'n music Lively - ポップンミュージック ライブリィ（Windows 10・2020年11月5日正式サービス開始）
コナステで配信。『peace』以降をベースとしたダウンロード専用タイトルで、新規のデザインとなっている。有料月額コース「pop'n music Livelyベーシックコース」に加入するとプレー可能。過去のシリーズから厳選されたデフォルト収録曲200曲に加え、毎月ログインによるマンスリーボーナス特典曲、イベント「ポップンクエスト」解禁曲、各シリーズをコンセプトとした有料追加楽曲パックが存在する。
2021年6月からはデフォルトで遊べるライセンス楽曲も40曲以上追加され、その中にはアーケード版で既に削除された楽曲や新規収録楽曲も存在する。さらに、継続特典として「Lively Rank」が上昇することでグレードに応じた楽曲が遊べるようになる。
2021年10月より「Livelyチケット」が実装され、過去のマンスリーボーナス特典曲を解禁できる「チケットクエスト」や、クエスト進行度を倍増させる「クエストブースト」機能が追加。2022年2月からはチケットのさらなる用途として、画面デザインやBGM、効果音などを変更できる「スキン」、『peace』までの登場キャラクターを任意に解禁できる「キャラクター」の購入も可能になった。

#### 携帯電話アプリ
携帯電話向け有料サイト「コナミネットDX」で配信。対応機種はiアプリ、S!アプリ、EZアプリ (Java)、BREW（一部のアプリケーションは対応していない物もある）。
いずれも現在は既に配信されていない。
pop'n music - ポップンミュージック
携帯電話用アプリケーションへの移植版として、2002年8月8日よりEZアプリ (Java) 版、2003年11月12日よりiアプリ版、2004年8月5日よりBREW版、2004年9月1日よりVアプリ（現S!アプリ）版が配信されていた。最大5ボタン（EZアプリのQVGA非対応版のみ最大3ボタン）でプレイする。譜面は3ボタン・5ボタンそれぞれにNとHで計4種類。BGMは全て着信メロディと同様のインストアレンジになっており、ボタンを押したときの音色はなく、流れるBGMのタイミングにあわせてボタンを押すだけになっている。画面デザインは機種により異なり、初期EZアプリ版がAC8、iアプリ版がAC10、それ以外はAC11がベース（いずれも配信時点での最新作だった）。プレイオプションはHi-SPEED（2・3・4）のみ。毎月少しずつ新曲が配信され、配信楽曲は100曲以上を数えていた。2014年3月に他のBEMANIアプリと共に配信終了。
月額版は「コナミネットDX」の月額会員であれば追加料金無しでプレイでき、1曲ごとにDXポイントを30ポイント消費して楽曲をダウンロードする方式。アプリ内に最大1 - 5曲（機種により異なる）まで保存でき、上限を超えてダウンロードする場合はダウンロード済みの楽曲を消して入れ替える。ただし、同じ曲を再ダウンロードする場合は1ヶ月以内ならポイント消費されない。
売り切り版もBREWとS!アプリ用サイト「BEMANI MIX」にて配信されていたが、それぞれ仕様が異なる。BREWではアプリ本体と追加楽曲プレイデータを1曲購入する形式の個別アプリをダウンロードする形式で、保存できるのは1曲のみだが既に購入した楽曲であれば入れ替え自由で、利用限度なしでプレイできた。S!アプリではあらかじめ5曲のプレイデータがセットになったものが複数配信され、通信なしでプレイできるが楽曲の入れ替えはできない。
この他、音楽ゲームとしてではないが、着信メロディ・待ち受け画像配信コンテンツ「KONAMI MUSIC HITS!」にて、ゲーム収録楽曲だけでなくアーティストアルバムからの楽曲も含めた様々な着信メロディが配信されていた。
ポップンパスポートシリーズ
AC11・12・13においてそれぞれ連動したものが配信され、プレイの幅を広げる物となっていた。AC14以降は配信されていない。
ポップンパスポート
AC11と連動。曲のプレイデータなどを見る事ができ、オリジナルコースを設定する事が可能になった。「おみくじ」機能がついており、今日の運勢を占い、その結果を送信することができた。占いの結果によって、何らかのボーナスがもらえる場合もあった。
ポップンパスポート2
AC12いろはと連動。前作からパワーアップし、ハイスコアやNET対戦のデータ閲覧、コメント編集機能などが付いた。おみくじはゲーム内容に反映される仕掛けではなくなっている。
ポップンパスポート3
AC13カーニバルと連動。オリジナルコースは組めなくなったが、日めくり機能を搭載。日にちごとに自分のプレイ情報（新たにクリアした譜面やハイスコアを記録した譜面、NET対戦での順位など）が見られるようになっていた。NET対戦モードの情報の閲覧は可能だが、アプリからのコメント編集は出来なくなった。また、おみくじも廃止。プレイヤーごとに割り振られた「ポップンID」というものがあり、友人のIDを登録することで友人のポップンのプレイ情報も閲覧することができた。
韓国版 pop'n musicシリーズ
韓国向けの携帯電話用アプリとして、2008年9月11日より『pop'n music』、2009年11月25日より『pop'n music 2 카니발 (Carnival)』が配信されていた。いずれも、本家シリーズには収録されていないK-POPのインストアレンジなどがいくつかある。
pop'n music M - ポップンミュージックM
2011年1月18日よりiアプリで配信開始。FOMA Aシリーズ以降+10M以上のメモリカード必須。旧アプリと同様にボタン音なしの5ボタンプレイだが、音源がボーカル再生の生音声になり、キャラクターのアニメーションも大幅に向上した。キャラクターの位置が左側に変更されているほか、COOL判定になっており、本家と同様のプレイオプションが設定されている。最初に配信された月額版は旧アプリからポイントシステムが変更され、楽曲のダウンロードの際にはポイント消費されないが、無料曲以外を1回プレーする度に毎回20ポイント消費される。これとは別に、2011年2月6日より配信開始された売り切り版はアプリ本体と追加楽曲を1曲購入し、利用限度なしでプレイできる。2011年6月9日からはEZweb版も配信開始、対象はBrew4.0対応機種（一部端末を除く）。2014年3月に他のBEMANIアプリと共に配信終了。

#### スマートフォン/タブレット用アプリ
pop'n rhythmin - ポップン リズミン（iOS・2013年10月3日配信開始）
夜空を飛び交うポップくんを音楽にあわせてタッチするという、従来のポップンとは全く異なるリズムアクションゲーム。iPhone 4、iPod touch（第4世代）、iPad 2以降のみの対応で、Androidの対応は未定である。
隠し要素の解禁モードとして「TREASURE MODE」が設定され、ゲームプレーで手に入れたポイントを消費して各マップをすごろくのように移動することで、楽曲、キャラクター、壁紙、タッチサウンドなどの隠し要素を解禁していく。各キャラクターはこのモードで使える専用スキルを持っている。初期状態で使用できるのはミミとニャミのみだが、キャラチケット5枚で引ける「キャラくじ」で新たにキャラクターを獲得可能。
楽曲パックの有料ダウンロードにも対応しており、『jubeat plus』や『REFLEC BEAT plus』などと同様、4曲1セットになったパックを購入することでプレイ可能な楽曲を増やすことができる。楽曲パックは本作の配信開始日以降、およそ1週間ずつを目処に定期的に追加配信されており、本編の『pop'n music』シリーズには収録されていない独自の楽曲も多い。
その他、1日1問で日替わりの4択クイズにチャレンジできる「どきどき★ポップンクイズ」、アーケード版『pop'n music Sunny Park』および『pop'n music ラピストリア』のプレーデータと連動してスコア記録・比較ができる「ポップン腕前CHECKER!」などを搭載。
2014年2月14日より、一部の楽曲で本家アーケード版の譜面を流して鑑賞できる「アーケードビューアー」が搭載された。オプションなどは設定できるが、鑑賞するのみで実際のプレーは不可。主に楽曲パック収録かつ配信時点でアーケード版に収録済みのコナミオリジナル楽曲に搭載され、「TREASURE MODE」で獲得できる楽曲やライセンス楽曲、その他一部の楽曲は未対応となっている。
2014年11月28日の「ポップンスタンダード3」追加楽曲パック配信をもって更新が停滞しており、「ポップン腕前CHECKER!」についても2015年10月26日より稼働開始した『pop'n music éclale』以降のプレーデータについては非対応となっている。
2016年8月4日をもって楽曲パックの配信サービスが終了し、同年8月31日よりアプリそのもののサービスも完全に終了となる（再ダウンロードも不可能になる）。アプリを既に所持している場合、サービス終了後もプレイはできるが動作保証は無くなる。

#### ANIMELO / アニメーションメロディ
アニメソングのみを収録した派生作品。アニメロシリーズの楽曲やオジャマの一部は後に本シリーズにも再録されている。ただし、アニメロシリーズ限定のキャラクターは移植されていない。
AC4やアニメロから使用された、通常と少し形状が異なる専用筐体は通称「アニメロ筐体」と呼ばれている。
pop'n music ANIMELO - ポップンミュージック アニメロ（AC・2000年3月稼動）
画面に歌詞が表示され、特定の条件を満たす事で元のアニメ作品の隠しグラフィックなども見る事ができた。AC4のような透過背景を採用している。EXCITEモードの仕様が本家とは異なっていた。
pop'n music ANIMELO2号 - ポップンミュージック アニメロ2号（AC・2000年9月稼動）
アニメロの続編。新モードが多数追加されており、HYPER譜面や高難度のダブル・トリプルモードを搭載。キャラクターは画面左上に小さく表示されるようになった。また、版権契約切れ対策として、基板の立ち上げから5年以上経過後に収録されている楽曲のアニメ作品のご褒美CGなどを自動的に消去する隠し機能が搭載されているため、現在は現役稼働中の筐体でも褒美アニメやタイトルロゴアニメを見ることはほぼ不可能になっている。
pop'n music アニメーションメロディ - ポップンミュージック アニメーションメロディ（PS・2000年7月24日発売）
初代アニメロをPSへ移植したもの。タイトルが変更されているが内容は初代とほぼ同じ。
pop'n music GB アニメーションメロディ - ポップンミュージックGB アニメーションメロディ（GBC・2000年9月7日発売）
初代アニメロをGBCへ移植。一部オリジナル要素がある。

#### MICKEY TUNES / DISNEY TUNES
ディズニーとのタイアップ作品。主にディズニー関連の楽曲が収録されており、登場するキャラクターもミッキーマウスやミニーマウスなどのディズニーキャラクターになっている。なお、AC15稼動時の総合公式サイトリニューアル時に、本作の公式サイトへのリンクは消滅している。
pop'n music MICKEY TUNES - ポップンミュージック ミッキーチューンズ（AC・2000年3月稼動）
一定時間ボタンを押し続ける「キープくん」が登場した。AC4のような透過背景を採用している。キャラクターのアニメ方式が本家とは異なり、ゲージと連動して動作が変化する。
pop'n music MICKEY TUNES! - ポップンミュージック ミッキーチューンズ! （AC・2000年7月稼動）
上記のバージョンアップ版。ポップンミュージックシリーズでは初となる、インターネットランキング対応のネットマニアモードが追加された。
pop'n music DISNEY TUNES - ポップンミュージック ディズニーチューンズ（PS・2000年11月22日発売）
初代ミッキーチューンズをPSへ移植したもの。タイトルが変更されているが内容は旧バージョンとほぼ同じ。そのため、『- !』で追加された要素は収録されていない。
pop'n music GB DISNEY TUNES - ポップンミュージックGB ディズニーチューンズ（GBC・2000年11月22日発売）
ミッキーチューンズを元にGBCへ移植。収録曲が一部異なっている。

#### その他の関連作品
シリーズの流れを汲むが、タイトルに『pop'n music』または『ポップンミュージック』と付けられていない作品。
pop'n stage
『pop'n music』と同様のルールだが、手の代わりに「足」を使ってプレイする、ダンス要素をメインにした派生作品。『pop'n stage』シリーズの楽曲やキャラクターの多くは、後にAC版・CS版の本シリーズへも再録されている。

pop'n stage - ポップンステージ（AC・1999年9月24日稼動）
本作オリジナル曲の他、『pop'n music』シリーズの楽曲も数曲収録されていた。
pop'n stage ex - ポップンステージex（AC・1999年12月20日稼動）
上記のバージョンアップ版。譜面やシステムがリニューアルされ、新曲も追加された。
ダンスダンスレボリューション ふぁみマット（TV接続型ゲーム機・2001年8月9日発売）
テレビに直接接続するゲーム機。ゲーム内容は『ダンスダンスレボリューション』シリーズに準じているが、内蔵収録楽曲（12曲）が全てポップン楽曲のインストアレンジである。

マリンバ天国（TV接続型ゲーム機・2005年9月15日発売）
テレビに直接マリンバ型のコントローラを接続して遊ぶ、TV接続型ゲーム機PLAY-POEMSシリーズのひとつ。正確にはポップンミュージックシリーズには含まれず、収録楽曲も全く異なるが、画面のデザインやゲームモードなどがポップンシリーズと酷似している。
Beat'n Groovy - ビートン グルービー（XBLA・2008年10月8日配信開始）
Xbox 360の「Xbox Live Arcade」用ソフトとして配信。基本ルールはポップンと同様だが、登場キャラクターなどが大幅に異なっている。

うたっち（DS・2010年2月25日発売）
ニンテンドーDS向けのリズムアクションゲーム。キャッチコピーは「うたって タッチ、うたっち!!」。歌にあわせてタッチペンで「たっちぃ」をタッチし、さらにカラオケのように歌ったり、録音した自分の声や音などを使うプレイスタイルも搭載。パッケージには『pop'n music』のロゴも一緒に描かれており、ポップン公式サイトでもシリーズの一つとして紹介されている。
2010年11月25日には廉価版「ベストセレクション 冬割」として再発売された。

#### 音楽ゲーム以外の作品
pop'n music 打!! - ポップンミュージック打!! （Windows/Macintosh・2000年9月28日発売、2002年9月6日PCHOME版発売）
音楽ゲームとタイピングソフトを組み合わせたシステムの作品で、『beatmania打!!』シリーズの3作目にあたる。Windows/Macintoshハイブリッド対応のCD-ROMで発売。開発はiNiS、発売元はハンズオン・エンタテインメント（旧・オラシオン）。後に、収録曲数が少ない廉価版もNECインターチャネル（現・インターチャネル）より「PCHOMEシリーズ」として発売された。インターネットランキングも開催されていたが、公式サイトは現在消滅している。
pop'n 対戦ぱずるだま ONLINE
落ち物パズルゲーム『対戦ぱずるだま』のポップンバージョン。『pop'n music』シリーズのキャラクターを使用して対戦する。

pop'n 対戦ぱずるだま ONLINE - ポップン対戦ぱずるだま オンライン（Windows・2002年11月1日βバージョン無料配信開始）
デザインは主に『pop'n music 5』がベースとなっている。ネット上のオンラインゲームを多数提供していた「スターオンライン」がインターネット上で無料βバージョンを配信、運営していた。2003年3月6日にはキャラクターやこうげきだまを自由に組み合わせて選択可能になるなどの機能追加バージョンアップが行われた。2003年12月15日にスターオンラインが運用を停止、これに伴いサービスも終了した。
pop'n 対戦ぱずるだま ONLINE - ポップン対戦ぱずるだま オンライン（PS2・2003年7月28日オープンβテスト開始、2004年3月4日発売）
上記のPS2バージョン。デザインが少し異なりこちらは主に『7』がベースで、「たま」の形状もポップくん型となっている。PS2用ソフトだが『Best Hits!』と同じくCD-ROMで発売。単体でも遊べるが、PlayStation BB Unitを使ったオンライン対戦も可能だった。ただし、こちらも既に接続サービスは2005年に終了しているため、ONLINEモードでしか解禁できない隠し要素を新たに出現させることは不可能となっている。BGMにもポップンの曲が使われており、ゲームの状況に合わせ実況音声が入る（声はすわひでおとSanaが担当）。このゲームのみの新キャラクター「ジャージメン」も登場した。
pop'n music card game - ポップンミュージック カードゲーム（カードゲーム・2003年10月23日発売）
ポップンのキャラクターを使ったカードゲーム。1箱に全種類が揃っているため、トレーディングカードゲームではない。中に入っている物はカード138枚、ルール解説シート1枚。2 - 5人用のゲームである。発売元はコナミ。

#### デジタル漫画
pop'n music -わくわく! ポップンマンガ-
コナミデジタルエンタテインメントの携帯電話向け有料サイト「コナミネットDX」内のデジタル雑誌「週刊コナミプチ（旧・週刊コナミ）」にて、2006年8月25日のリニューアル創刊号からiモードとYahoo!ケータイ（旧・ボーダフォンライブ）向けサイトで、後に2006年9月22日からEZwebでも、複数の作家によるアンソロジー形式の4コマ漫画『pop'n music -わくわく! ポップンマンガ-』が配信・連載されていた（毎週金曜日更新、2012年3月23日に連載終了）。また、同社が運営する別の有料サイト「週刊コナミ（旧・デジタルコミックス）」ではこの漫画のバックナンバーも配信されていた（2012年3月31日にサービス終了）。

#### その他
ポップンタウン（『G坊のひみつ基地』内、配信終了）
2003年6月27日から2008年2月までの間、ジーパラドットコム (Gpara.com) がインターネット上で提供する、ミニムと呼ばれるアバターを操る無料ビジュアルチャット『G坊のひみつ基地』内に、CS8発売に合わせて建物などがポップン風の新ワールド「ポップンタウン」がオープンしていた。同時にポップンキャラクターの姿のミニム「ポップンセット」も配信され、2005年8月時点で追加セットは「その18」まで登場していた。2008年2月以降、ジーパラドットコムの運営がゲームオンから株式会社ジーパラドットコムへ譲渡されたため、『G坊のひみつ基地』は一時サービス休止となり、同時に「ポップンタウン」および「ポップンセット」の配信も終了となった。『G坊のひみつ基地』は2008年4月1日に再開されたが、「ポップンタウン」は登場していない。
他作品とのコラボレーション
『コナミワイワイレーシングアドバンス』 (GBA)、『ビシバシチャンプ』シリーズ (AC)、『アラビアンクリスタル』 (AC)、『コナミワイワイ倉庫番』 (iアプリ、S!アプリ、BREW)、『ヒラメキパズル マックスウェルの不思議なノート』『スーパー スクリブルノーツ』(DS) などのゲームへ、コラボレーションとして一部の楽曲やキャラクターがゲスト出演している。
関連グッズ
プライズゲームの景品やコナミスタイル限定商品として、ポップンキャラクターのぬいぐるみやキーホルダーなどの各種グッズが登場している。

## 主要アーティスト
（）内は別名義もしくは所属ユニット名。
- 久米由基 (Q-Mex)
- 内田智之（Mr.T、ウッチーズ、内田兄弟）
- 古賀博樹（Naya~n、ナヤ〜ン、Sarastroなど多数）
- 上高治巳（Jimmy Weckl、汁玄人、絹 老人）
- 村井聖夜（V.C.O.、WORLD SEQUENCE、エレハモニカなど多数）
- 右寺修（Des-ROW、D-crew、MTO）
- School（すわひでおと古川竜也 (good-cool) のユニット）
- くまのきよみ（村井聖夜とのユニットでナチュラルベア、Kiyommy+Seiya、他にもソロや自身のユニット2Daysでの参加もある）
- 脇田潤（wac、ギラギラメガネ団、少年ラジオなど多数）
- TЁЯRA（辛島純子 (jun) と前田尚紀 (NAOKI) のユニット）
- 亜熱帯マジ-SKA爆弾（ボーカルにMAKIを迎えた楽曲が多い）
- 新谷さなえ（Sana、さな、プチさな、新谷あきら（山岡晃 (AKIRA YAMAOKA) とのユニット））
- パーキッツ (PICKLES)
  - ふじのマナミ（ASAI PROJECT、KISS SUMMER SISTERS）
  - 片岡嗣実（ブタパンチ、Butapunch Philharmonic Orchestra、すわパンチとギターの人（すわひでおとのユニット）など多数）
- BeForU（主に小坂りゆ）
- 常盤ゆう (risette)
- 木田俊介（Kiddy、Love And Zest、Oh,la,la!など多数）
- 杉本清隆（DJ SIMON、secret-s、サイモンマン、original ceder、国道一号、SUGI、ORANGENOISE SHORTCUT）
- 南雲玲生（dj nagureo、reo nagumo、REO、N.A.R.D.、大我大和、tiger YAMATO）
- 石川貴之（dj TAKA、TAKA、男沢仁、白峰麗、colors）
- 清水洋平（act deft、youhei、youhei shimizu）
- 舟木智介（TOMOSUKE、ゼクトバッハ、Orange Lounge、SHORTCUTS、セバスチャン智之介、Berimbau '66）
- 中山マミ
- 堀川ひとみ
- あさき（閣下）
- 桜井零士 (Ray-Zy)
- 藤後浩之（Togo、Togo-chef）
- 新堂敦士（AC11以前[17]）

## 主なスタッフ（過去の人物含む）

### プロデュース
- Koji Okamoto（AC1 - 6 プロデューサー）
- おおたP（太田良彦 / AC7 - 21 プロデューサー）
- DJ YOSHITAKA (西村宜隆 / AC22以降 プロデューサー)

### ディレクション
- Seiji Higurashi（AC1 - 2 ディレクター）
- RYO KOMATSU（AC3 - 5 ディレクター）
- HAJIME SAITO（AC6 - 10 ディレクター）
- Tera（AC9 - 13 ディレクター）
- masaru（AC14 - 21 ディレクター）
- TAMA（AC18 - 21 ディレクター）
- まめしば（AC22以降 ディレクター）

### サウンド
- HIRO総長（竹安弘 / AC1 - 3 サウンドディレクター）
- 村井聖夜（AC4 - 16、CS13 - 14 サウンドディレクター）
- サイモンマン（杉本清隆 / AC5 - 6 サウンドディレクター）
- wac（脇田潤 / AC6 - 21 サウンドディレクター）
- Des-ROW（右寺修 / AC5 - 14 サウンドディレクター）
- TOMOSUKE（舟木智介 / AC13 - 16 サウンドディレクター）
- PON（渡辺大地 / AC16以降 サウンドディレクター）
- TAG (田口康裕 / AC22 サウンドディレクター)
- Nazo²鈴木（サウンドプロデューサー）
- ナヤ〜ン（古賀博樹 / サウンドエディター）
- ucchie（内田智之 / サウンドエディター）
- pure☆（サウンドエディター）
- Cody（AC17 サウンドエディター）
- Yukky（AC19 サウンドエディター）

### デザイン
- MZD MOMMY（AC1 デザイナー）
- p-cat（AC2 - 5 デザイナー）
- いぬ千代（AC3 - 5 デザイナー）
- shio（塩野友子 / AC2、5 - 22 デザイナー）
- ちっひ（AC8、AC10以降 デザイナー）
- tera（AC6 - 13 デザイナー）
- piu:KOHA（AC6 - 7 デザイナー）
- NEW-3（AC7 デザイナー）
- ミコシバ（御子柴英利 / AC7 - 11 デザイナー）
- ちょび。（AC8 - 9 デザイナー）
- KAKKI（AC10 - 11 デザイナー）
- amamon.（AC11 - 15 デザイナー）
- モロ（AC11 デザイナー）
- eimy（AC13 - 21 デザイナー）
- きの子（AC15 - 17 デザイナー）
- mayo（AC16以降、CS13 - 14 デザイナー）
- とっきー（AC18以降 デザイナー）
- kaito（AC22以降 デザイナー）

### プログラム
- Hiroshi Naraoka（AC1 - 2 プログラム）
- Hideki Hashimoto（AC1 プログラム）
- HKSP（AC3 - 5 プログラム）
- 福田（AC4 プログラム）
- TAMA（AC5 - 13、22 プログラム）
- masaru（AC9 - 13プログラム）
- コバケン（AC9 - 14 プログラム）
- ダニエル（AC13 - 16 プログラム）
- オオツ（AC15 - 20 プログラム）
- まめしば（AC15 - 21 プログラム）
- が〜す〜（AC17 - 21 プログラム）
- KC（AC21 プログラム）
- こにゃ（AC22 プログラム）
- ぐっちーに（AC22 プログラム）

### 家庭用スタッフ
- Haya-P（林陽一 / CS1 - 8 サウンドディレクター）
- ota2（水野達也 / CS9 - 12 サウンドディレクター）
- Togo-chef（藤後浩之 / CS10以降 サウンドディレクター）
- J-KANE（兼田潤一郎 / サウンドエディター）
- NAKATEK（中田暁 / サウンドエディター）
- ツチーニ（土屋裕一 / サウンドエディター）
- 猫叉Master（佐藤直之/サウンドエディター）
- 松岡功（CS1 - 4 デザイナー）
- はらひろ（原田広美 / デザイナー）
- アオニサイ（田上葵 / デザイナー）
- tam（デザイナー）

## ゲーム関連事項
ポップくん（ポップ君）
画面中央の譜面に通常上部から降ってくる丸い物体。『beatmania』のノート（オブジェ）に相当する。色のついた丸い体の中心に白のラインが入っており、このラインと判定ラインが重なった時にタイミングよくボタンを押すと弾けて消滅し、グルーブゲージが上昇する。通常、ポップくんの色は押すべきボタンに対応しているが、オプションのPOP-KUNや、プレイ中の妨害エフェクト（オジャマ）により、別の色や形状へ変化する場合もある。また、曲の拍とテンポに合わせ脈打つように伸縮しながら落ちてくるようになっている。
派生作品のミッキー（ディズニー）チューンズではボタンを押しっぱなしにするキープくんが設定された。
他BEMANIシリーズと違い、モードによってはオジャマなどにより（有利、不利問わず）演奏する必要がないポップくんも流れてくることがある。
なお、1曲に対しポップくんの総数が1537以上（筐体の難易度設定がデフォルトの場合）になると、通常時と比較して異様にゲージが増えにくくなる現象が発生し、BAD数を大幅に抑えないとクリアできなくなる。これはAC12いろはで収録された楽曲「ヒップロック3」のEX譜面にて初めて発覚したものであり、そのことから俗に「ヒプロ3ゲージ」「辛ゲージ」などと呼ばれ、現在ではこのゲージも加味された上で難易度が設定されているケースもある。AC17現在、この状況が発生する楽曲は上記の「ヒップロック3」の他、CS版を含めて5曲あり、高難度の曲が一層クリア困難になる。ラピストリアではゲージ難度をEASY設定にすることで辛ゲージの発生が無くなり難易度が低下する(ただし、仕様上クリアマークはEASY専用のものになる)。
スコア
ポップくんをどれだけ正確に叩いたかを示す点数。通常は1曲につき10万点を満点とする。ただし、過去に収録されていたロングバージョンの楽曲では20万点が満点となり、ENJOYモードでは100点が満点となる。COOL判定が設定されたモードの場合は全てのポップくんをCOOL判定で、COOL判定がない場合は全てのポップくんをGREAT判定で叩くことで満点となる。NET対戦モードやインターネットランキングではこの数値を全国のプレイヤーと競い合うことになる。COOL判定がある場合、満点を取るのは至難である。AC16以前のBATTLEモードでは、オジャマ発動によるスコア横取りが発動し、計算上の合計が10万点以上になる場合には、10万点を超えた分の余りスコアは切り捨てられるようになっていた。
なお、NET対戦モードでは曲のスコアとは別にボーナススコアが加算される場合もあるため、最終的なスコアの合計が10万点を超える場合もありうる。
コンボ (COMBO)
ポップくんをBADなしで叩き続けた数値。AC5まではGOOD判定を出すとコンボが切れてしまう仕様だったが、AC6からはGOOD判定でもコンボが繋がるようになった。通常、プレイ中の曲のスコアの計算式にコンボ数は全く関係しないが、NET対戦モードでは曲終了後に一番コンボ数の大きいプレイヤーにボーナスが入るため、コンボを切らないことも重要となってくる。また、1曲を全てミスなしで繋ぐ事をNO BADもしくはFULL COMBOといい、さらにBAD・GOOD双方が0である場合はPERFECTという。NO BADあるいはPERFECTを出した曲には特殊なクリアマークがつくが、NET対戦モードとEXPERTモードでは条件を満たしても反映されない。
このゲームでは、曲の最初から最後までコンボを切らないことを「NO BAD」と呼称する通り、余計なボタンを押してBADとなるいわゆる「空打ちBAD」であっても、BADが出た時点でコンボが切れるようになっている。
AC17からは他のBEMANIシリーズと同じく、コンボ数のカウント方法は最初の1個から数える方式となり、NO BAD以上でクリアした場合は曲のノート数とコンボ数が一致するようになった。AC16以前はカウント方法が異なっており、GOOD以上の判定が出た次の判定からコンボ数がカウントされ始めていたため、NO BADかPERFECTとなった時のコンボ数は「譜面中の総ノート数-1」となっていた。
ジャンル
他のBEMANIシリーズとの差異は、基本的に選曲画面では曲名ではなくジャンル名で表記されることであり、『beatmania』初期シリーズの流れを汲んでいる。AC6以降、選曲画面での楽曲のイラストカード（曲バナー）にはジャンル名と曲名が併記されているが、AC5以前は選曲を決定するまで曲名が分からなかった。初期には「ステージ名」と表記されることもあった。また、アーティスト自身も、ジャンル名で呼ばれることを前提で呼びづらい曲名を付ける傾向がある。
「ジャンル名」といっても厳密な音楽ジャンルに従ったものでないものも多く、曲の雰囲気からこじつけた形容詞などを用いたり、アーティストや曲名、元ネタであるTV番組の名前、他のゲームのタイトルなどをジャンル名とするなど、音楽的にあり得ないジャンル名も含まれる（「アリプロ」「ポンポコリン」「笑点」「DDR」「麻雀格闘倶楽部」など）。また、同一ジャンル名は原則として複数ない。しかし、「○○」「○○2」「○○3」といったシリーズ的なジャンル名はある。また、既存の楽曲をREMIXしたものは、一部を除いて「○○REMIX」のように（REMIX後の実際の曲調に関係なく）元のジャンル名にREMIXを付けたものとなることが多い。
ただしジャンル名の衝突の例外として、他BEMANIシリーズから曲が移植される場合は、移植元シリーズにおけるジャンル名が優先されてそのまま使用されることがあり、それが既存の曲のジャンル名と重複する場合がある。連番区別がない同一ジャンル名の曲が複数現れ、選曲画面に全く同じ表記のジャンル名が2曲以上並ぶ（「テクノポップ」「スカ」など）。過去には「ソフトロック from IIDX」のように重複を回避した例があったが、後から追加されたポップンオリジナル曲が既存の移植曲と同じジャンル名を付けられたこともある。AC最新作時点での同一ジャンル名の最多としては「ハッピーハードコア」が6曲、またAC16では「ハウス」が5曲並んだ。
また、AC16およびCS14以降、ほぼすべての版権曲のバナーからジャンル名が消され曲名表示のみとなった。AC16以降に収録された版権曲は曲名がジャンル表記となっていることが多い（「天体観測」「CLIMAX JUMP」など）。さらに、AC17からは選曲画面でジャンル名の代わりに曲名を表示する機能も追加された。
AC21以降はeAMUSEMENT PASS不使用時プレーにおける選曲リストのデフォルト設定が曲名表示に変更されている。ジャンル名への切り替えおよび表示設定の保存は従来通り可能。
AC22では新曲のジャンル名が廃止となった。
エントリーカード、e-AMUSEMENT PASS
AC9以降では筐体右横にe-AMUSEMENT対応のカードリーダーが増設された（一部設置されていない台や、筐体に内蔵されている台もある）。前面にカード挿入口、上面に10キーが付いておりカードを使用する際はここでカードに設定されたパスワードを入力する。カードを使用することでプレイヤー名、使用キャラクター、使用オプション、モード別プレイ回数、クリア曲情報（ハイスコアやクリアメダル）、選曲トップ20、EXPERTモードのプレイ情報を保存することができる。エントリーカードにはKONAMI IDを登録することができ、これを登録することでコナミのモバイルサイトなどで保存した情報を見ることができる（KONAMI IDの登録は無料だが、モバイルサイトを利用した情報閲覧は有料）。また、過去にはエントリーカードを使用してプレイすると、『ee'MALL』シリーズで使用可能なポイントが溜まるという要素もあったが、これは2006年5月1日をもってサービス終了となった。エントリーカードは複数持つことが可能であった（同じKONAMI IDを複数のカードに割り当てられた）。
なおAC14以降、従来のエントリーカード方式から、e-AMUSEMENT PASSを使う方式に変わった。基本的な機能は変化していないが、他のe-AMUSEMENT対応ゲームと同一カードを共有することが可能である。e-AMUSEMENT PASSを複数持つことも旧エントリーカード同様に可能。e-AMUSEMENT PASS自体の詳細については同項を参照のこと。
EX譜面の常駐
AC10から20まで、最新作における新曲のEX譜面はコナミ側の解禁を待たない限りEXTRA STAGEでしかプレイできず、上級プレイヤーには物足りないとも言える仕様となっていた。そこでAC11から、特定の条件を満たすことで解禁を待たずとも1ステージ目から新曲のEX譜面を選択できるようになる、という仕様が搭載された。これは俗に「EX譜面の常駐」と呼ばれ、AC20以前は「EX譜面をEXTRA STAGEで完奏する（一目盛りでもゲージが残っていればよい）、またはSUPER EXTRA STAGEでクリア（こちらはゲージがクリアラインに達していなければならない）」という条件を必要としており、この条件を曲ごとにすべて満たす必要があった。また、CHALLENGEモードと超CHALLENGEモード以外では不可能となっており、AC16以前ではそれに加え「NORMAL譜面をNO BADでクリア」および「HYPER譜面をクリア」という条件も併せて必要となっていた。なお、この措置に合わせてか、イベントで解禁した隠し曲の一定の条件を満たさなければすぐには遊べないようになっている。これは作品によって異なり、AC15やAC18などではイベントの流れの中で解禁しなくてはならなかった。
Sunny Parkでは単純にEXTRA STAGEへ到達するだけでは新曲のEX譜面はプレイできず、代わりに「該当曲のHYPER譜面クリア」でEX譜面が出現するように変更された。
なお、家庭用ではEX譜面を一度でもプレイ（完奏出来なくてもよい）すればフリーモードに常駐する。CS8からはアーケードモードにも常駐するようになった。さらにCS10からは隠し要素をすべて解禁することで、それまでのプレイの有無にかかわらず、EX譜面を選択できるすべてのモードでEX譜面をプレイできるようになった。ただし、CS9では解禁手段はタイムリリースのみで、CS11ではイベントで解禁される隠し要素を全て出した時にのみEX譜面が全解禁される。
インターネットランキング (IR)
『MICKEY TUNES!』から開始された、期間限定の全国規模スコアアタックの総称。ナンバリング作品ではAC5からスタートした。全国のプレイヤーが曲プレイ時のスコアを競い合う。AC8までは「プレイ終了時のパスワードをメモ」→「公式サイトの専用ページにてランキング登録」という流れであったが、e-AMUSEMENTに対応したAC9からは、エントリーカードを使用してEXPERTモードをプレイすれば自動的にランキングに登録されるようになった。e-AMUSEMENT未対応店舗でもAC10までは従来通りパスワードによる登録が可能であったが、AC11からはe-AMUSEMENT経由（エントリーカードを使用したプレイ）でなければ登録出来なくなった。現在は最新作が全国で稼動してしばらく経ったころから、約1ヶ月間にわたって行われている。プレイヤーは、ゲーム中に表示されるパスワードを公式サイトで入力する事によって自分のコメントを自由に入力できるようになっている。AC11からは公式サイトのランキング画面で、各プレイヤーが使用したオプションやキャラクターなども確認できるようになった。AC13まではIR期間中のEXPERTモードはオプションのHi-SPEED×5・×6、およびS-RANDOMが使用不能とされていたが、AC14のIRより制限が撤廃され、他のモードと同様にこれらが選択できるようになった（前に挙げたオプションにはAC11まで特定のエントリーカード使用時しか選択できないものがあるため、かつては平等を期すための仕様であった）。
AC5当時はEXPERTモードが搭載されておらず、CHALLENGEモードで獲得したポイント数によって競う形式であったため、ある程度自由に選曲を指定できてしまうこと、まだCOOL判定が導入されていなかったことから、平等なランキング方法とは言い難かった。次作AC6においてはEXPERTモードおよびCOOL判定が導入され、あらかじめスタッフが決めた曲の組み合わせをEXPERTモードでプレイする仕様となる。より公平なランキングになると思われたが、ゲームの結果画面で表示される点数と公式サイトに登録される点数が食い違ってしまうというシステム連携の不具合があり、ユーザーの混乱を招いてしまう。問題点はAC7で全て解消され、実質的にここからが本当のIRとなった。
同様のIRは家庭用でもCS6からCS13まで実施。こちらはパスワード制で登録となっており、ACと同じく公式サイト上でランキングのコメント入力も可能。ただしCS6でも、COOL判定が異常に厳しかったり、2台のコントローラを使用して本来の点数の上限を突破してしまう不具合などが発覚し、こちらもAC6同様ユーザーの混乱を招いてしまった。CS7からは改善されているが、改造コードを使用するチートプレイヤーの対策など、家庭用ならではの問題点もある。CS8とCS9では後述の店舗対抗IR風解禁イベント、CS13ではミニゲームのIRもそれぞれ通常のIRと同時に開催された。
なお、『beatmania IIDX』では複数人でのプレイがルール違反とされているが、本シリーズでは多人数プレイを前提にしたコンセプト上、特に制限事項とはされていない。
店舗対抗インターネットランキング（店舗対抗IR）
AC6からスタートした、期間限定の全国規模店舗対抗戦の総称。こちらは店舗ごとに隠し要素をすべて解禁するまでの期間の短さを競う。家庭用でもこれを模した物がアレンジされて移植されている。AC15からは開催されていない。
クラシックシリーズ
最も長く続いていたジャンル名。クラシックの曲をメドレー形式でアレンジしたもの。曲の変わり目の急激なテンポ・BPM変動（このフィーチャーは後期の作に多く見られる）や、ピアノをそのまま弾かせるかのような超高難度の譜面でプレイヤーを苦しめる。特にEX譜面の難易度は初登場シリーズにおいては最高クラスに設定されている。CS4で初登場した「クラシック4」のHYPER譜面は、当時のプレイヤー達にとっては理不尽なほどに難しく（制作者自身もプレイを想定していないかのようなコメントを残している）、語り草となった。AC20までにおけるこの譜面のレベルは42であり、現在でも全HYPER譜面中最高となっている（最新作Sunny Parkでは48）。
GBとベストヒッツ! を除く全ての家庭用ポップンミュージックシリーズに毎度新作が登場していたが、CS12には12作目は収録されず、CS11に収録された「クラシック11」でシリーズは終了となった。ACにも順次移植され、AC14においてシリーズ全曲の移植が完了した。「クラシック8」のEX譜面のみ長らくACに移植されていなかったが、peaceの「ポップンタイムトリップ」において移植が実現した。シリーズは全てCSスタッフの兼田潤一郎（J-KANE、Waldeus vön Dovjak）が編曲を担当。また、クラシックシリーズの担当キャラであるハマノフはCS13までCS皆勤賞キャラクターだった。
作曲者は異なるが、peaceの「ポップンタイムトリップ」の隠し曲において、「クラシック12」に相当する新曲「Festum Duodecimum!」が登場した。
基板の変遷
『pop'n music』シリーズのアーケードゲーム基板は、これまでに4度世代交代している。
初代基板
MC68EC020を採用したDJ MAIN基板という基板。AC1から3までと、pop'n stageシリーズに使用された。初代『beatmania』シリーズと同等のもの。ソフトウェアはHDDとEPROMで供給された。
二代目基板
PowerPC403GCX CPUを採用したFirebeat基板という基板。AC4から8までと、アニメロ・ミッキーチューンズシリーズに使用された。ソフトウェア供給はCD-ROMとDVD-ROMの併用。『KEYBOARDMANIA』、『beatmania III』、『ParaParaParadise』と基本部分は同等のもの。
三代目基板
家庭用ゲーム機基板という基板。e-AMUSEMENTへの対応が追加されている。AC9から14まで使用された。ソフトウェア供給はHDDで、ネットワーク経由でのソフトウェア更新に対応。PlayStation 2互換アーキテクチャを採用。また、任天堂の『スーパーマリオブラザーズ』BGMメドレーを収録したAC14においては、PS2互換基板上で任天堂の楽曲が流れたという歴史的快挙を達成したことにもなる。なおAC14よりも少し早い時期に、同じくPlayStation 2互換基板SYSTEM246を使用している『太鼓の達人』シリーズにも、本作とは少し構成の異なる「スーパーマリオブラザーズメドレー」が同様に収録されている。
四代目基板
PC基板という基板。AC15以降で使用中。『beatmania IIDX』等と同様、OSがWindows XP EmbeddedのPC/AT互換機に変更された。
隠し曲出現条件
AC18以前およびCS14以前の作品には毎作必ず、イベントで解禁する隠し曲とは別に、「通常隠し曲」や「条件隠し曲」と呼ばれる、ある特定の条件を満たす事で出現する楽曲が数曲設定されていた。これは特定の楽曲やキャラクターを選択する事が条件となっていたり、スコアやコンボ数などを特定の数値に揃える、特定のオジャマを選択する、またこれらの条件を複数組み合わせるなど色々なパターンがあった。AC11以降は、毎回公式サイト上で隠し曲出現のためのヒントが公開されていた。これらの隠し曲は店舗対抗IRまたは隠し曲解禁イベント開催前までには解禁されるのが恒例となっていた。ただしAC16のみ隠し曲の出現可能期間が限定されており、公式サイトで毎週出されるヒントを元に謎を解いて数曲ずつを見つけていくというイベント形式になっていた。
AC19・AC20はこのような特定条件下の隠し曲は廃止され、無条件解禁の追加曲が登場したり、イベントの一部として盛り込まれる（例として、特定のアーティスト曲をプレイするとポイントが貯まる）などの形式に変化している。
しかし、ACSPで条件隠し曲が復活した。中にはポップルが条件に含まれている楽曲もある。
タイムリリース
家庭用シリーズでは曲をプレイした時間の合計によって隠し曲が徐々に解禁されていく方式が採用されている。CS8からはAC版での店舗対抗イベントを再現した解禁イベントも収録されるようになったため、これらのイベントをOFFにした時に限り解禁までの時間が加算されるようになった。CS13以降はシークレット解禁方式をオプション設定から直に選べるようになった。
中期以降のシリーズでは全解禁までに掛かる時間が非常に長く設定されており、またボタンの連射対策なども行われているため、一般的にイベント解禁の方が進行が早くなっている。CS10のみ、イベント内容が「スロット形式で正解の文章を揃えることで隠し要素を解禁する」というAC版と全く異なるものになっており運の要素が強いため自力での解禁は困難を極める。CS9ではタイムリリースの時間加算条件に「トレーニングモードでのプレイ時間」が含まれているため、リピート機能で繰り返し曲を流しっぱなしにすることでも条件を満たせるようになっている。
CS7の後に発売された「ベストヒッツ!」は据え置き機におけるCS版でタイムリリース機能が搭載されなかった唯一のタイトルで、隠し曲毎に設定された個別の条件をプレイ中に満たすことで解禁していく。また、PSP版でもタイムリリースは廃止されている。
隠しコマンド
AC2以降、タイトル画面にて特定の順番でボタンを押していく「隠しコマンド」を入力する事で、隠し曲などを出現させる事が可能となっていた。毎作いろいろなコマンドをタイトル画面で試すプレイヤーが続出し、実際にコマンドが成功してそれが広まったりもしていたが、アーケード版ではAC6を最後に廃止された。以降はe-AMUSEMENT非接続筐体向けに、イベント開始用・隠し要素全解禁用等のオペレーターコマンドとしてその面影が残っていたが、AC20ではコマンドが用意されず、AC21以降はコマンド自体が完全に廃止された。
家庭用シリーズではCS14まで継続して採用されており、発売の直後から隠し曲などを出現させるコマンドが判明してインターネット上に出回る事も珍しくなかった。またこれとは少し違うが、AC11以降では通常隠し曲を出現させるための条件の1つとして、選曲画面でコナミコマンドを模したコマンドを入力し、特定の条件を満たす事で隠し曲が出現するという要素が引き続き設定されていた。これらはPSP版では廃止されている。
ポップンコントローラ（ポプコン）、アーケードスタイルコントローラ
家庭用シリーズ向けのコントローラとして、アーケード筐体のボタンに似せた形の専用コントローラが発売されている。初代「ポップンコントローラ」、通称「ポプコン1」はCS1と同時に、それぞれPS用・DC用周辺機器として発売された。しかし、コントローラのサイズが小さいことやボタンの反応が敏感すぎること（袖が触れただけで反応することもあった）など問題点も多かった。DC版ではオフィシャルの専用コントローラはこのコントローラしかない。なお、サイズが小さいこともあってか、家庭用オリジナル楽曲の高難度譜面では通常のアーケード筐体での1人プレイでは到底押せないような譜面配置（手前側の5つのボタンをすべて同時に押すなど）がなされることがある。
後にCS5の発売に合わせ、アニメロ筐体に準じたアーケード筐体風の大きなサイズでボタンも本格派のPS用周辺機器「ポップンミュージック アーケードスタイルコントローラ」の受注生産企画がコナミスタイルのカスタムファクトリーでスタートした。これは購入希望者が1,500人を超えた場合にのみ商品化され、発売が決定される仕組みであった。価格は高価であったが、期限内に希望者数が設定ラインに達し、2002年1月に商品化された。その後、何度か再発売もされている。
CS10発売時には、同時発売で初代ポプコン1のリメイクとしてPS・PS2用「ポップンコントローラ2」が登場し、お得な同梱セットも発売された（CS10同梱セットの物は通常と配色が違う）。初代では敏感すぎたボタンの反応も緩和され、ボタンも丸みのある物になっているため、押しやすく改善されている。価格も初代に比べ下がった。
以上3種のPS・PS2版専用コントローラは初代PS、PS one、およびPS2に対応し、これらの機種では問題なく使用できる。しかし、後継機種であるPS3にはPS・PS2用のコントローラ接続端子がないため、PS3でこれらの専用コントローラを使用することはできない。また、PS3ではPS版シリーズの一部の動作に不具合が見られるとソニー・コンピュータエンタテインメントの公式サイトで発表されている。
特別版
CS6以降の家庭用作品では、毎作コナミスタイルでの通信販売限定商品として、通常のゲームソフトに加え色々なグッズを同梱した「特別版」と称する限定セットが発売されている。同梱されるグッズは様々で、主にその作品のテーマに沿ったものとなっている場合が多い。また、CS7以降はこのセットのみの限定サウンドトラックCDとして、特別なアレンジ音源などを主に収録した「V-RARE SOUND TRACK」が付属している（このCDに収録された音源が一般販売されるCDに収録されることはほとんどない）。数量限定であるため、ゲームソフト発売以降すぐに在庫がなくなる場合が多い。
なお、通常版にも「V-RARE SOUND TRACK」とは別の購入特典CDが添付されることもある。店頭にて配布される場合があり、これについても時期を逃すと入手が困難になる。
ee'MALL
『ee'MALL』および『ee'MALL 2nd avenue』設置店舗の筐体であればそれぞれで購入した楽曲をプレイすることが可能であったが、このシリーズは2006年5月1日でe-AMUSEMENTサービスが停止された。カードで購入できる曲は通常プレイできない曲ばかりで、他の音楽シミュレーションで使用されている曲が主となっていた。これを利用しなければ聴けないオリジナル曲が多数あった。楽曲の担当キャラクターと背景は過去のシリーズの使い回しであった。これらの楽曲はCS9から12までは毎回4曲ずつ、CS13では8曲、そしてCS14では初代『ee'MALL』からの46曲が一挙に家庭用に移植されている。
AC14には元々はギタドラ専用曲として配信されていた『ee'MALL 2nd avenue』の楽曲の一部が移植され、初代『ee'MALL』のポップン用楽曲も全て解禁された。この際、楽曲の担当キャラクターや曲バナーが大幅に変更となった（キャラクター自体は既存のアニメーションの再利用）。さらにAC15では、残りの『ee'MALL 2nd avenue』楽曲が全て解禁された。
また、オリジナル曲については長らくサウンドトラックCDがなかったが、2006年10月27日にAC14/CS12/CS13のものと同時にコナミスタイル限定で発売された。
ライブイベント、ポップン文化祭
これまでに、本作のアーティストが実際のステージに登場する公式ライブイベントが多く行われている。初めて行われたのは2002年3月30日に開催された「pop'n music アーティスト大集合!」。以降、2004年まで4回に渡りライブイベントが行われ、これをDVD化してコナミスタイルで通信販売もされていた。AC8の「LIVE」バージョンの楽曲や作中に流れるおまけムービーは、このライブで歌われた楽曲や映像を元にしていた。
2007年2月24日・25日には、ラフォーレミュージアム原宿で「ポップン文化祭」が開催された。前述のライブイベントだけでなく、当時の最新作（AC14・CS13）と発売前の新作の体験版（AC15・CS14）がプレイアブル出展されて実際に遊ぶことができたり、設定資料や衣装などの展示、ネイルアートや占い、記念撮影、トークショー、関連商品の販売など、「文化祭」にちなんだ演出で多くのコーナーが設置されていた。また、この「文化祭」のために製作された独自のミニゲーム『ハマディウス』も出展され、これは『グラディウス』の自機がCS13のハンググライダーに乗った「ハマノフ」、敵キャラクターが「ポップ君」に差し替えられた作品となっていた。ゲーム内容は『グラディウス』と同様で、1面のみ。この『ハマディウス』は製品化されていない。
pop'n music MAGAZINE（ポップンミュージックマガジン）
コナミスタイルの「ポップンミュージック関連連動企画」として刊行されたブックレット。コナミスタイルで販売されている特定の『pop'n music』関連商品の先着購入特典（1号-4号）や、同サイトで溜めるコナミポイントとの交換（5号）などで入手可能。内容は、『pop'n music』関連のスペシャル企画やコンポーザーのインタビューなどのほか、携帯電話サイトで配信されている『わくわく! ポップンマンガ』の出張版、ポップンバトルをテーマにしたオリジナルコミック『はっちゃけ♪音丸』も連載されている。
レベル表記
本シリーズはレベル表記が数字表記で表されるが、21作目『Sunny Park』において再編し直され、以降は1 - 50までの50段階となっている。
過去の作品では、AC1から3までは23、AC4では24、AC5では32が最高レベルとして設定されていたが、AC6で難易度の数値表記が一旦廃止され、10個の星の数による表示と自動計算によるチャレンジポイントの数値（最高60ポイント、これは難易度表記ではない）で大まかな難易度を表示するのみとなった。続くAC7において、このAC6でのチャレンジポイントをベースにして難易度の数値表記が調整し直された際に最高レベルが41に設定され、これがAC20まで約12年間に渡って引き継がれていた難易度表記のベースとなった。
その後、AC8においてその上を行く9ボタンモード初のレベル42として「トラウマパンク」のEX譜面、またバトルモードではレベル46の「メロパンク」のバトルH譜面が登場、さらにCS7およびAC9でそれらを超える最高難度のレベル43表記として「クラシック7」EX、バトルでもレベル48表記の「オイパンク0」バトルHが登場し、以降は9ボタンは43、バトルは48が難易度の上限として設定されていた。ただし、初の43であった「クラシック7」EXはCS8およびAC10以降より41に下がっており、逆に「スクリーン」EX・「ニエンテ」EXのように初出では42だったが後に43へ上がったものもある。
AC20以前において（旧）レベル42と43は9ボタンモードでボス曲とされた難易度であり、ポップン制作スタッフの一人であるwacこと脇田潤が、「42は美学」「43は哲学」という旨のコメントをしている通り、同ゲームでは特別な意味を持たせていた（レベル42でも相当の腕前でないとクリア困難で、近年の作品のHELLコースでは、ほとんどの楽曲がレベル42となっていた）。そしてSunny Parkからは難易度表記の改定により、基本的にAC20までの9ボタンモードのレベルへ+6したものに修正され、最高難易度だった43の中でも特に難しい曲は「レベル50」に置き換えられた。
元々、旧レベル43の難度の曲はCS版初出の曲ばかりであり、中にはCS8の「クラシック8」EXのようにEX譜面のみACへ移植されないというものまであったが、後に、AC16で収録された「トイコンテンポラリー」EXが初めてAC初出曲でのレベル43となった。さらに、AC18以降はレベル改定により過去42だった曲の一部が43へ昇格、さらにレベル43の新曲も次々登場したことによりAC初出曲の比率がCS初出曲を上回った。そして、ACSPの時点で「トイコンテンポラリー」「サイレント」「ダージュ」「ムラクモ」の4曲が最高難易度のレベル50とされており、この4曲を「トイサイダー村」と総称していたが、後のシリーズで新たに「エンジェリオン」「L-an!ma」「НУМЛ」「Chaos:Q」「辿る君を超えて」「o†o」「カウボーイ（UPPER）」「ふること（UPPER）」「BabeL 〜MODEL DD101〜」「コアダストビート（UPPER）」「25 o'clock the WORLD」「Popperz Chronicle」「Popperz Chronicle（UPPER）」「perditus†paradisus（UPPER）」「インボルク（UPPER）」「ΔΟΓΜΑ」「virkatoの主題によるperson09風超絶技巧変奏曲（UPPER）」がレベル50に指定されている。